# Biserica de lemn din Rozavlea

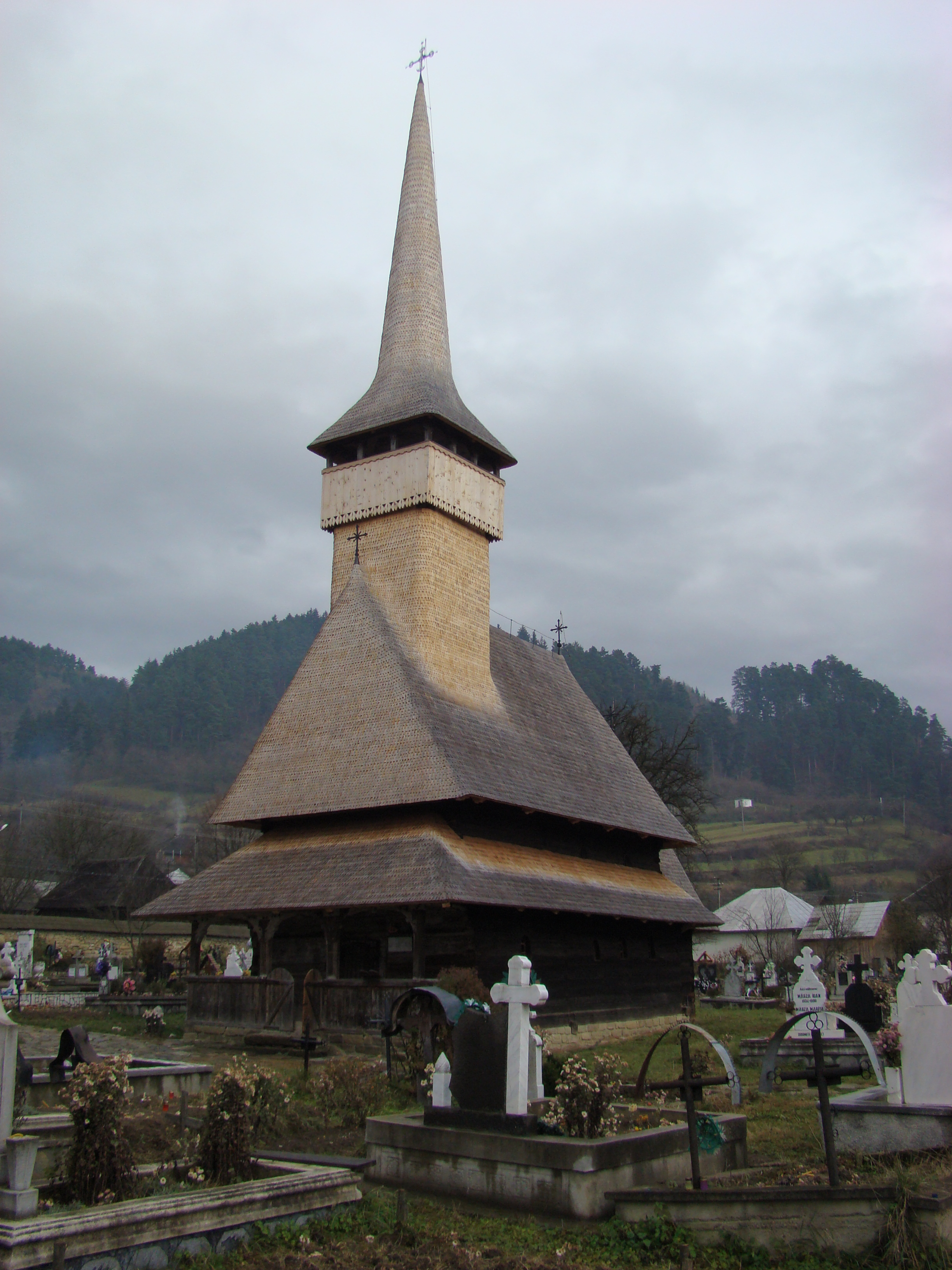
Biserica de lemn „Sfinții Arhangheli” din Rozavlea, comuna Rozavlea, județul Maramureș, foto: noiembrie 2009.

Portalul naosului și ușile împărătești - Biserica de lemn din Rozavlea, județul Maramureș, 2008

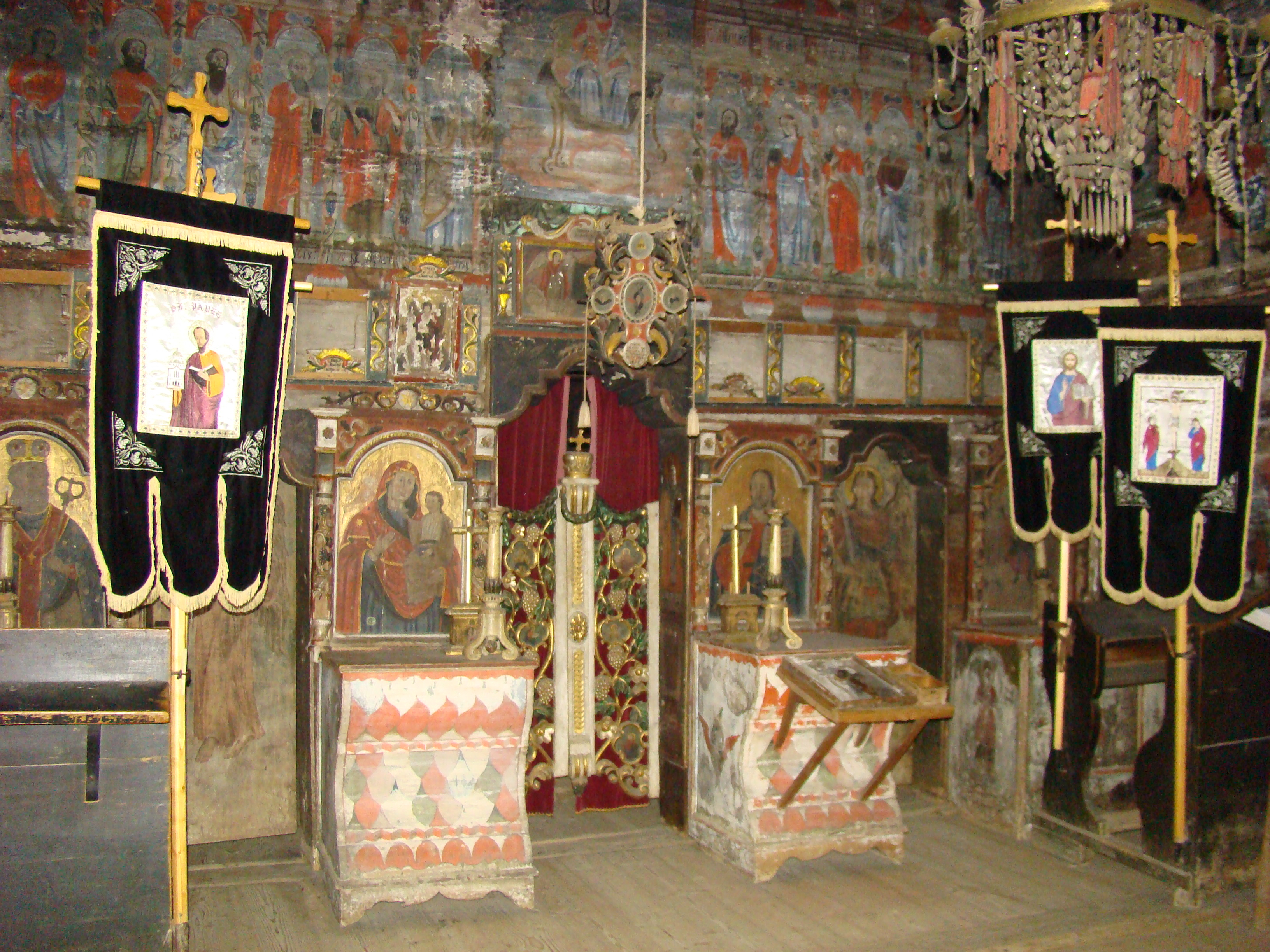
Iconostasul bisericii de lemn din Rozavlea, zugrav Ioan Plohod din Dragomirești, începutul secolului XIX.

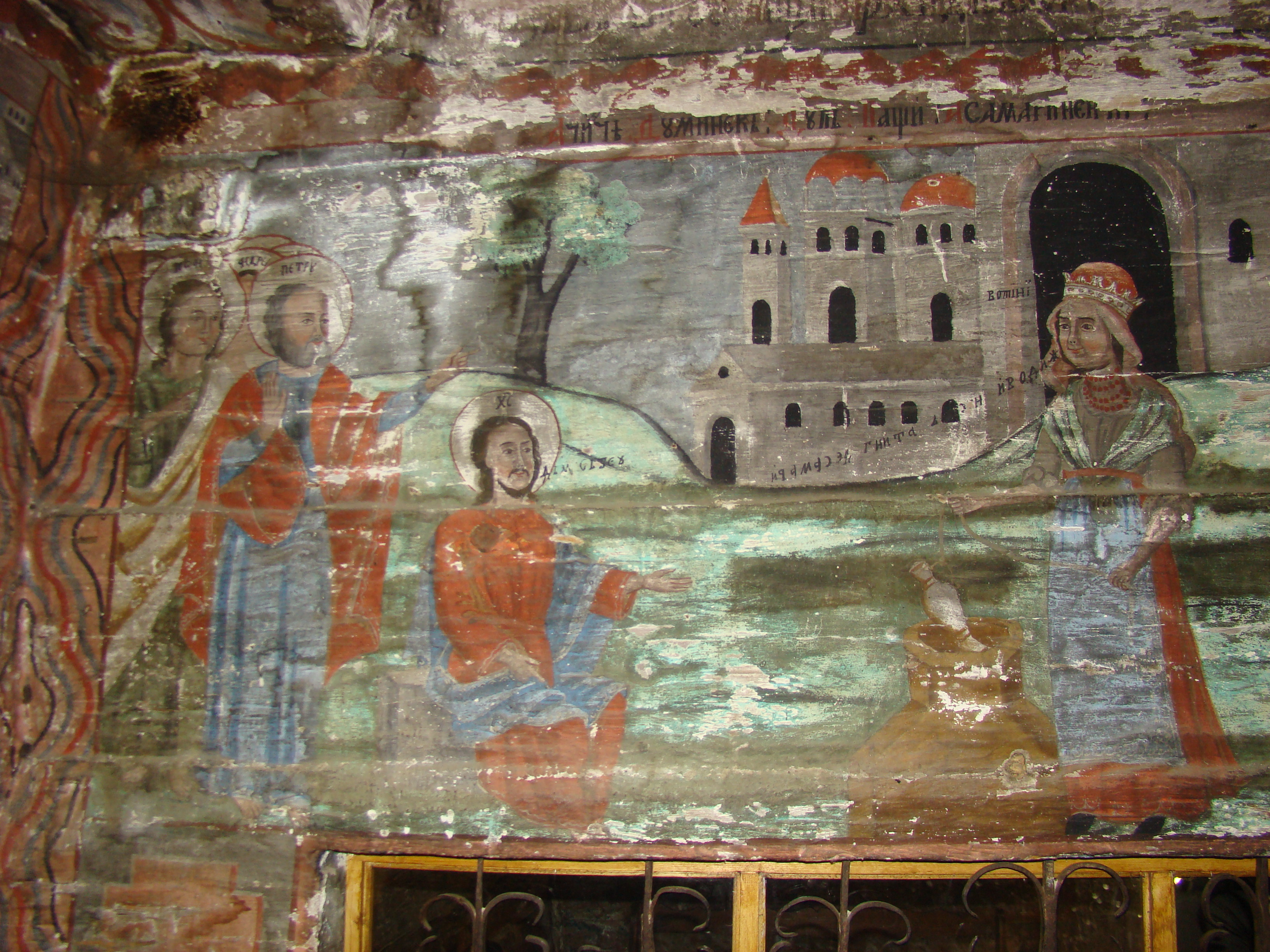
Iisus cu Samarineanca la fântână

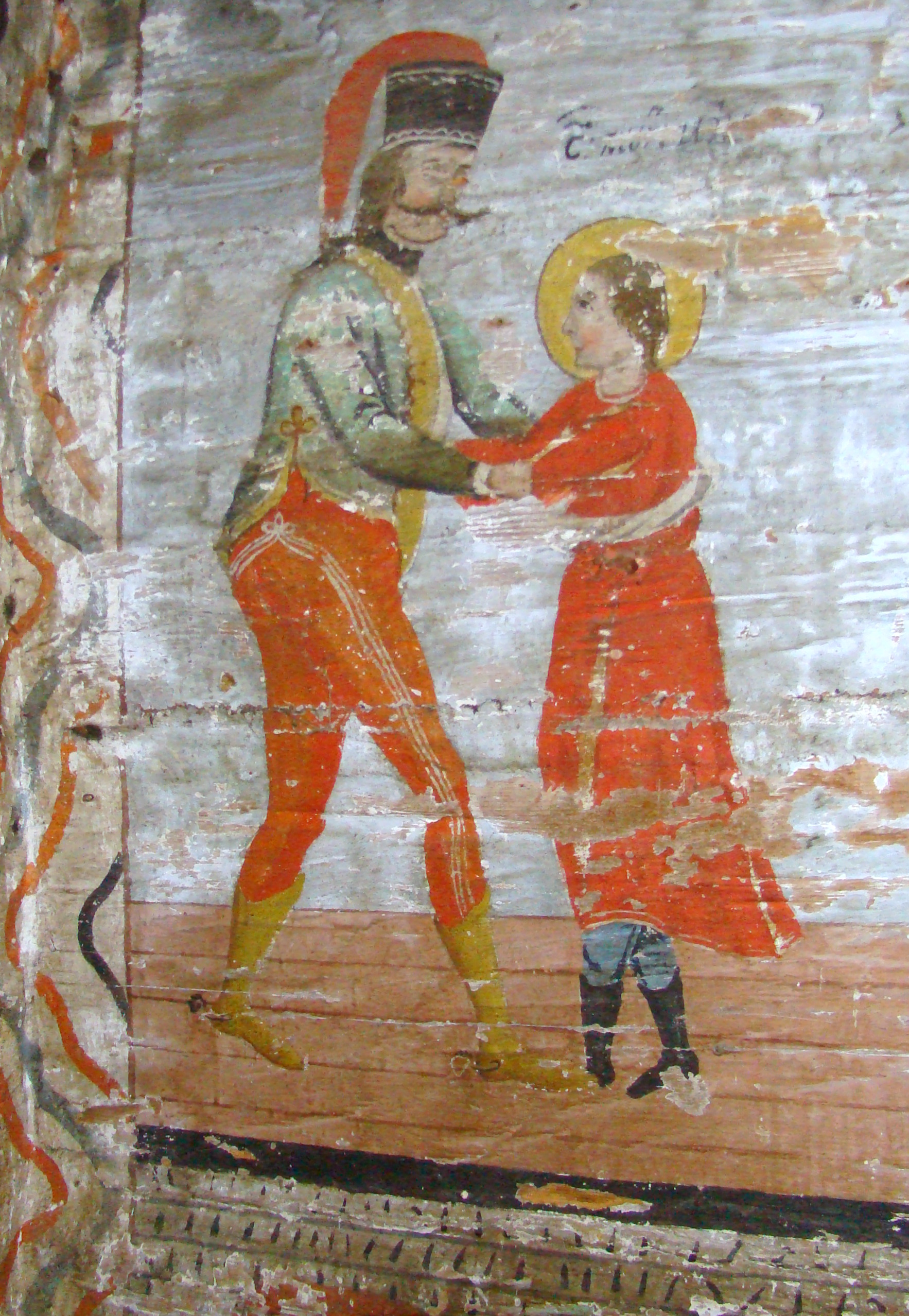
Lupta Sfântului Nestor cu Lie păgânul în costum de husar

Biserica de lemn din Rozavlea, comuna Rozavlea, județul Maramureș, datează din anul 1717. Vechi lăcaș de cult greco-catolic (vezi, Șematism Maramureș 1936, retipărit in 2011, sursa: Episcopia Greco-Catolică de Maramureș), cu hramul „Sfinții Arhangheli Mihail și Gavriil”., biserica se află pe noua listă a monumentelor istorice sub codul  MM-II-a-A-04621.

## Biserica nouă de lemn din comuna Rozavlea

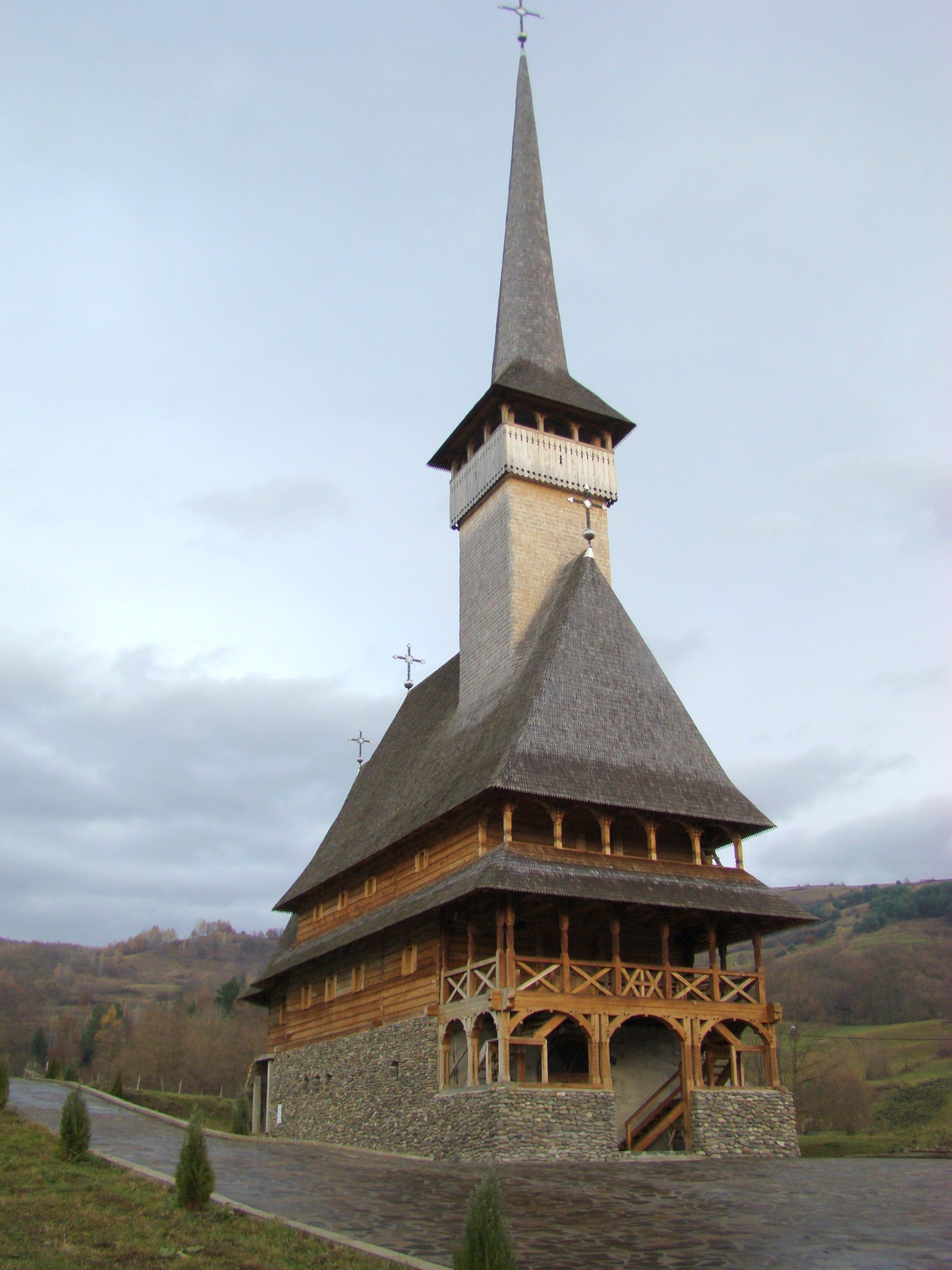
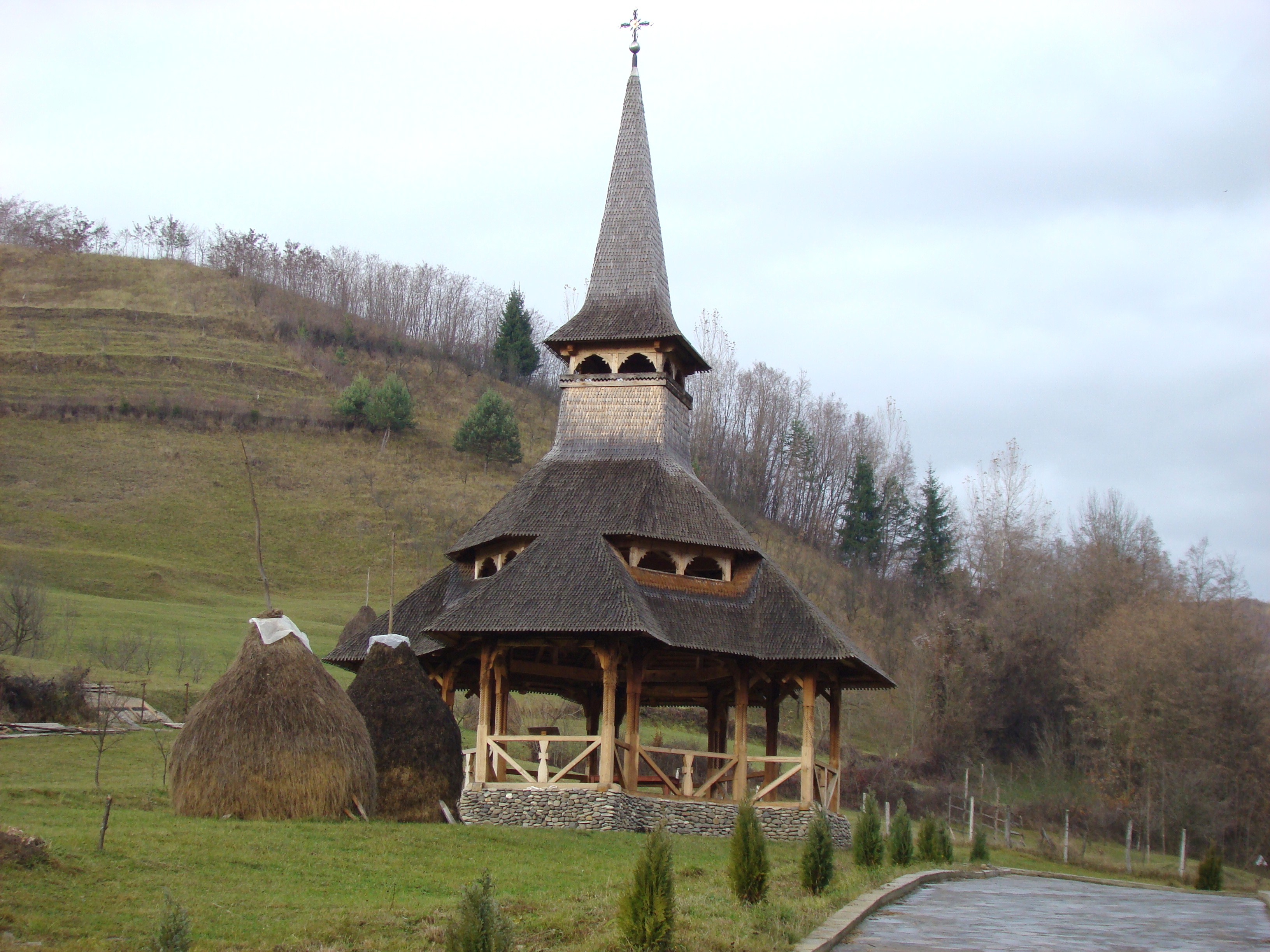
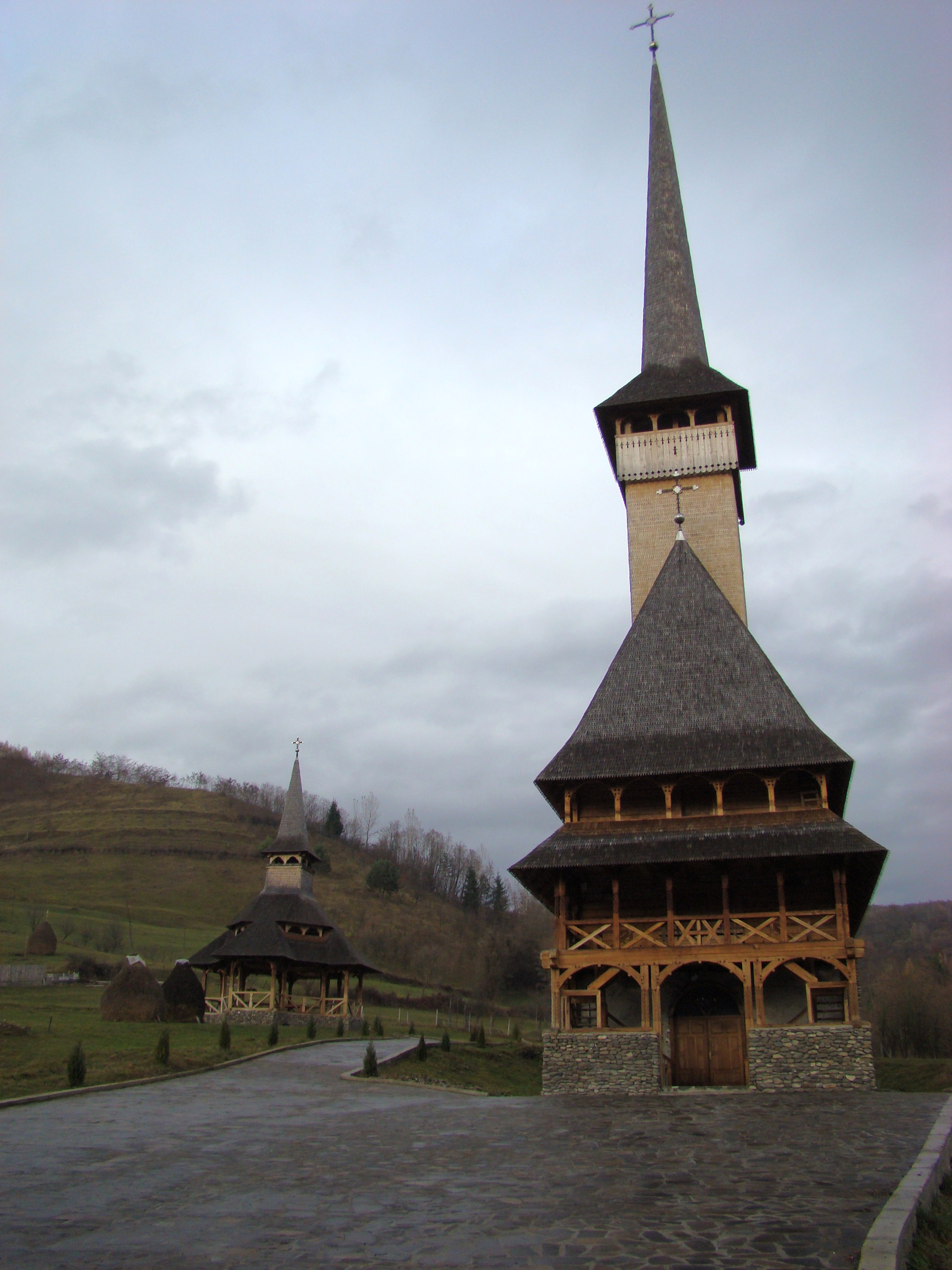
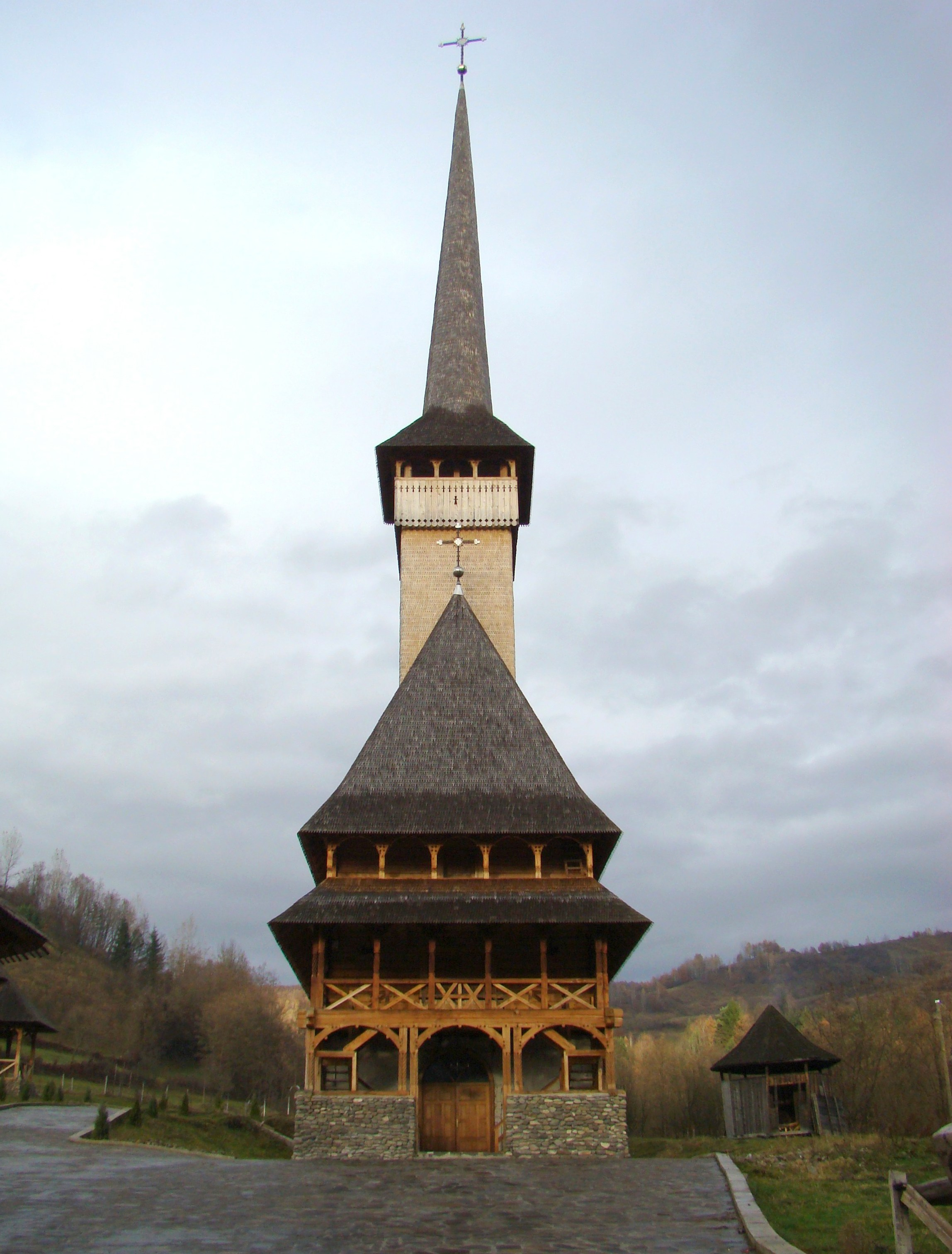

## Biserica ortodoxă de zid „Adormirea Maicii Domnului” din comuna Rozavlea

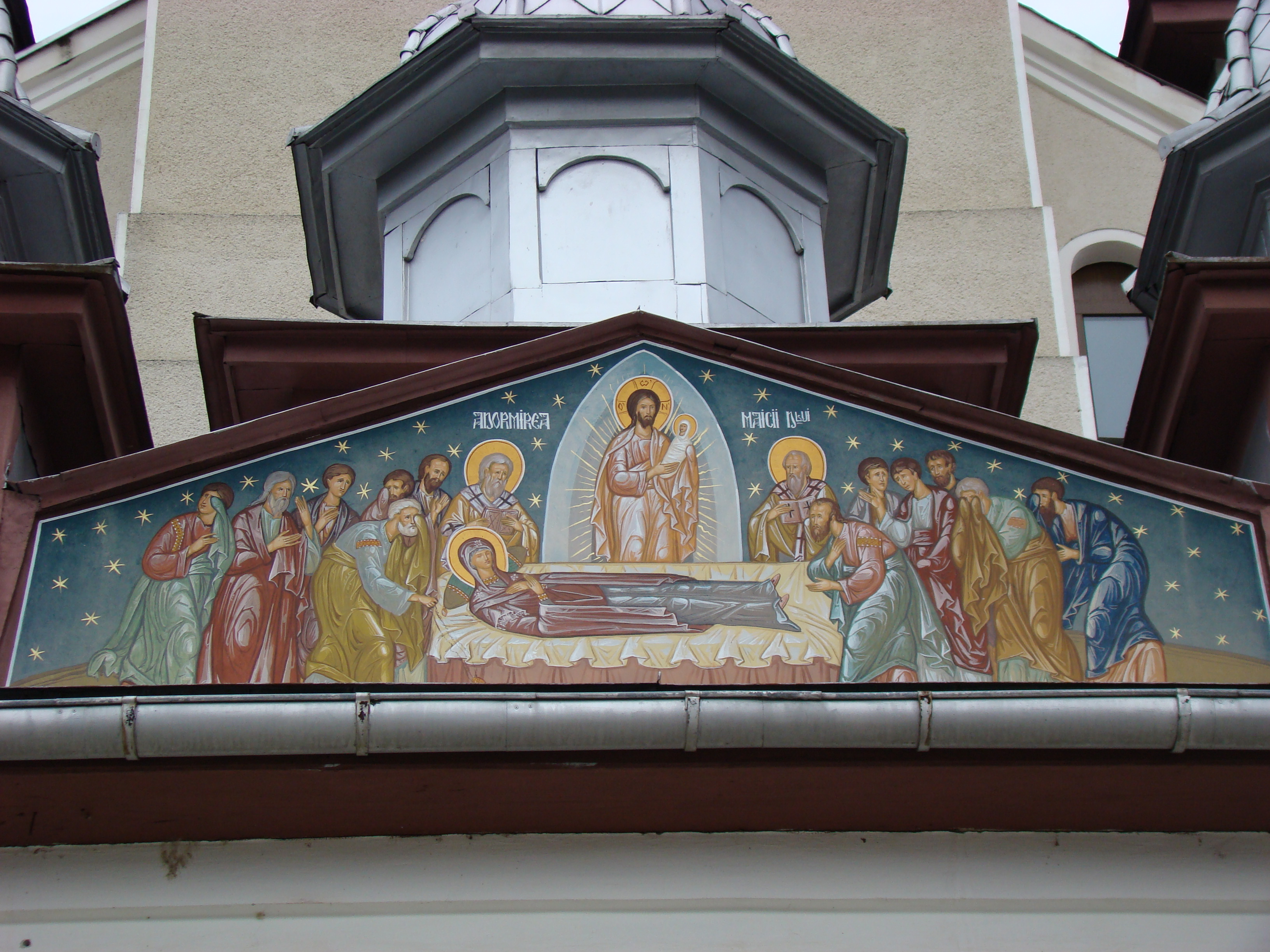
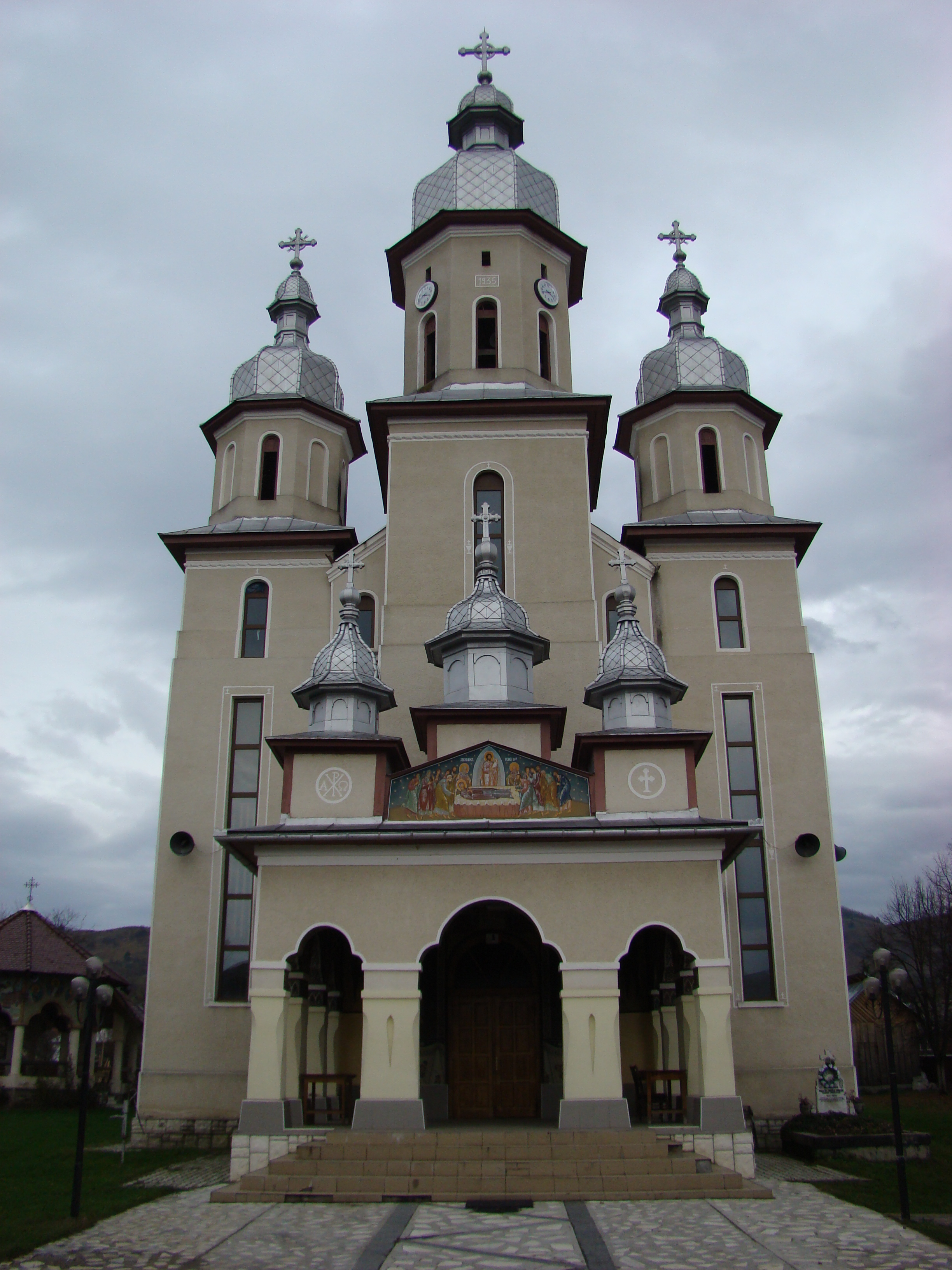
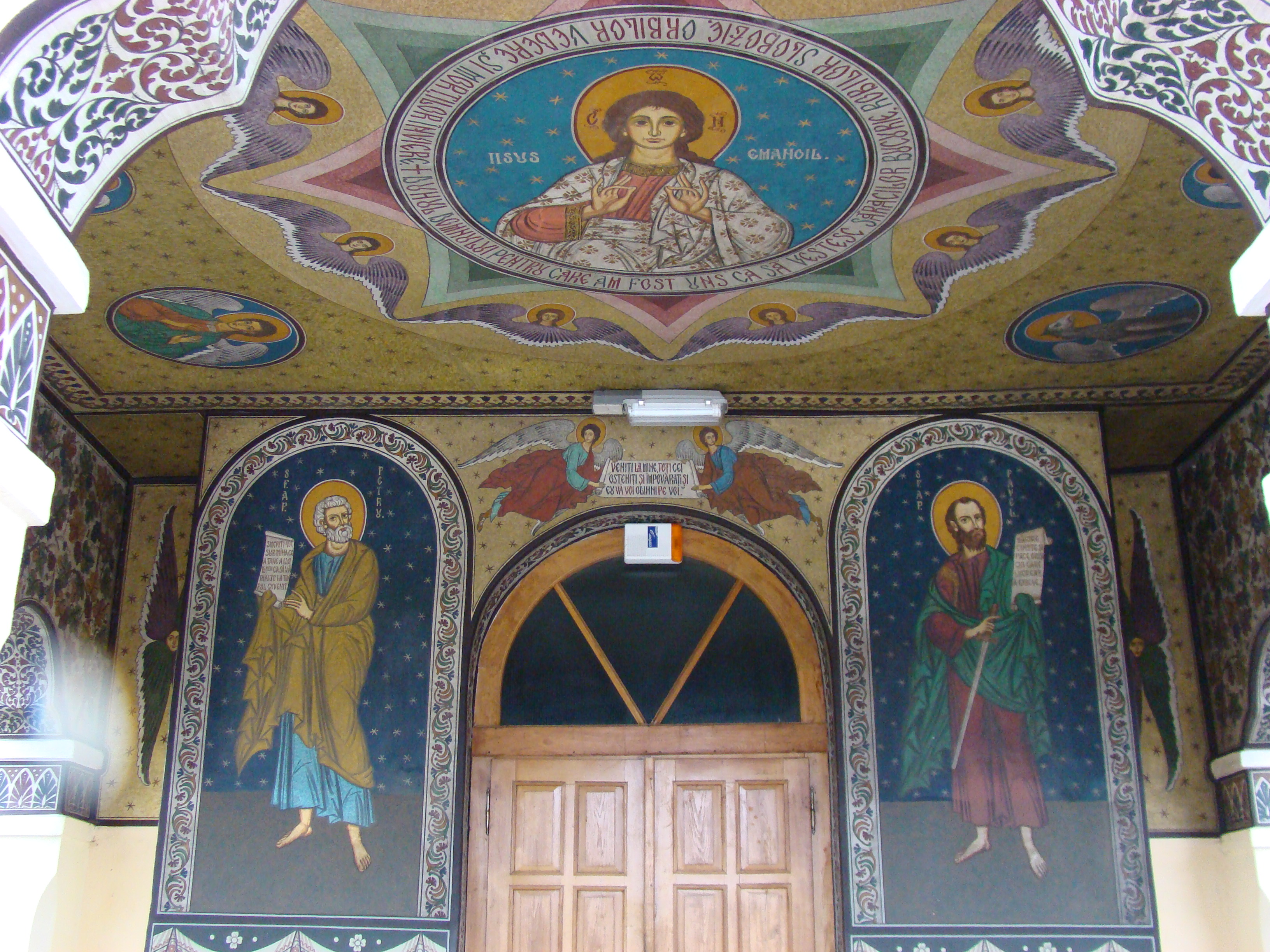

## Istoric și trăsături
Comuna Rozavlea este una dintre vechile așezări din Maramureșul istoric, locuită de „dacii liberi” și de urmașii lor români din cele mai vechi timpuri. În vremea cnezatelor și voievodatelor, Rozavlea a făcut parte din cnezatul de vale al Bogdăneștilor, fiind menționată printre satele stăpânite de Iuga, fratele lui Bogdan, înainte de anul 1353, an în care se dă fiilor lui Iuga, Ștefan și Ioan. După anul 1424, așezarea devine centrul domeniilor urmașilor lui Iuga „possessio Rozalya”. Biserica datează din anul 1717 și, după tradiție, a fost adusă dintr-o altă localitate maramureșeană și ridicată pe locul vechii biserici din lemn distrusă de tătari. Tot prin tradiție, Rozavlea fiind domeniu voievodal, a avut și o mănăstire, până astăzi existând în partea de jos a localității locuri denumite ca „șesul mănăstirii” și „dealul călugărului”. Biserica este construită din lemn de brad, de către meșteri anonimi, în stil specific maramureșean. Pictura a fost executată pe lemn, cu excepția picturii altarului, care este  realizată în totalitate pe pânză. Pictura pe lemn a fost începută de Ioan Plohod din Dragomirești și fiul său în anul 1810 și terminată în 1826. Ultimele restaurări la structura bisericii s-au făcut în anii 1981 și 2008. Restaurarea picturii a fost începută în anul 2010, încă se lucrează.

## Imagini din interior

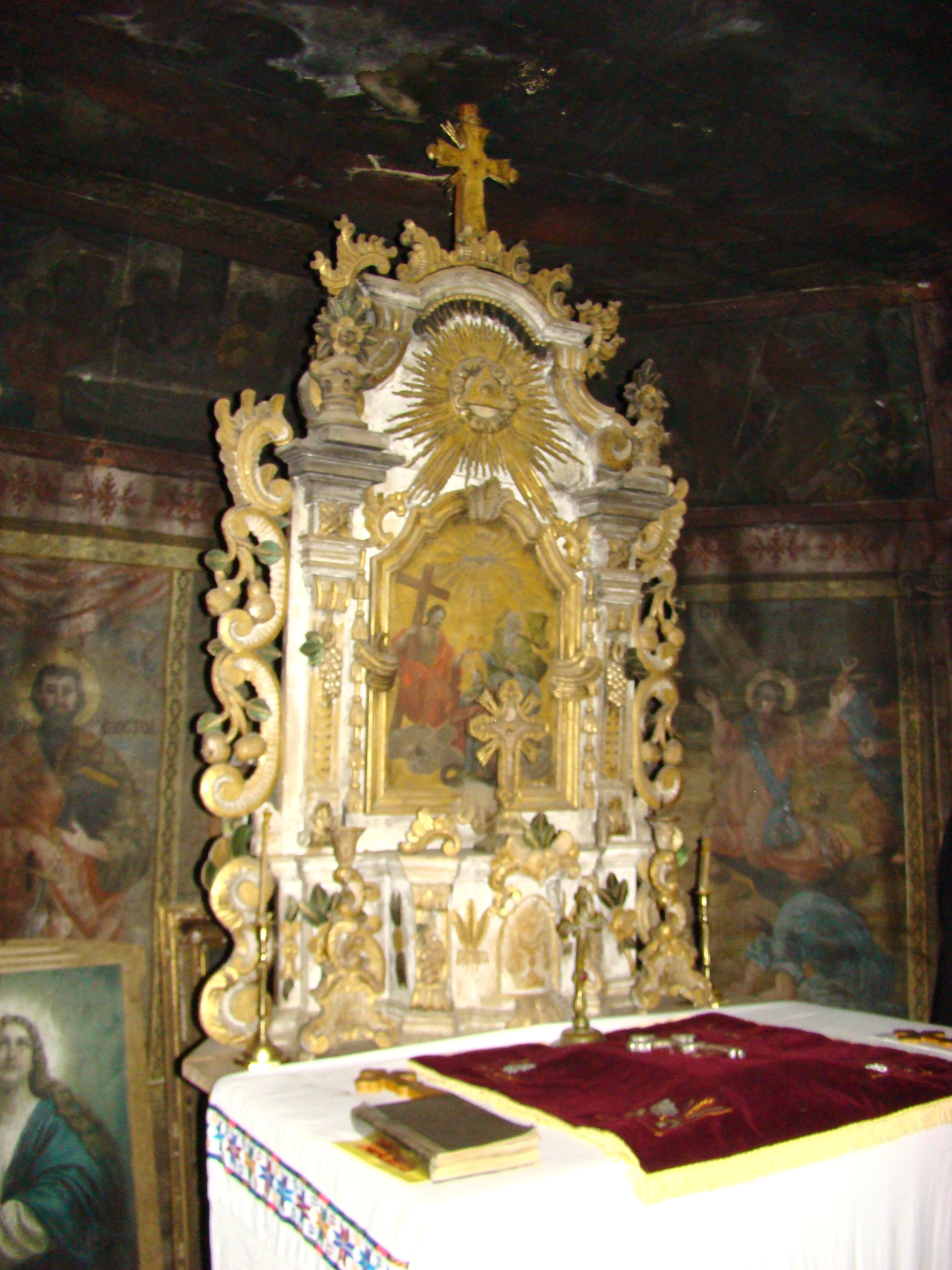
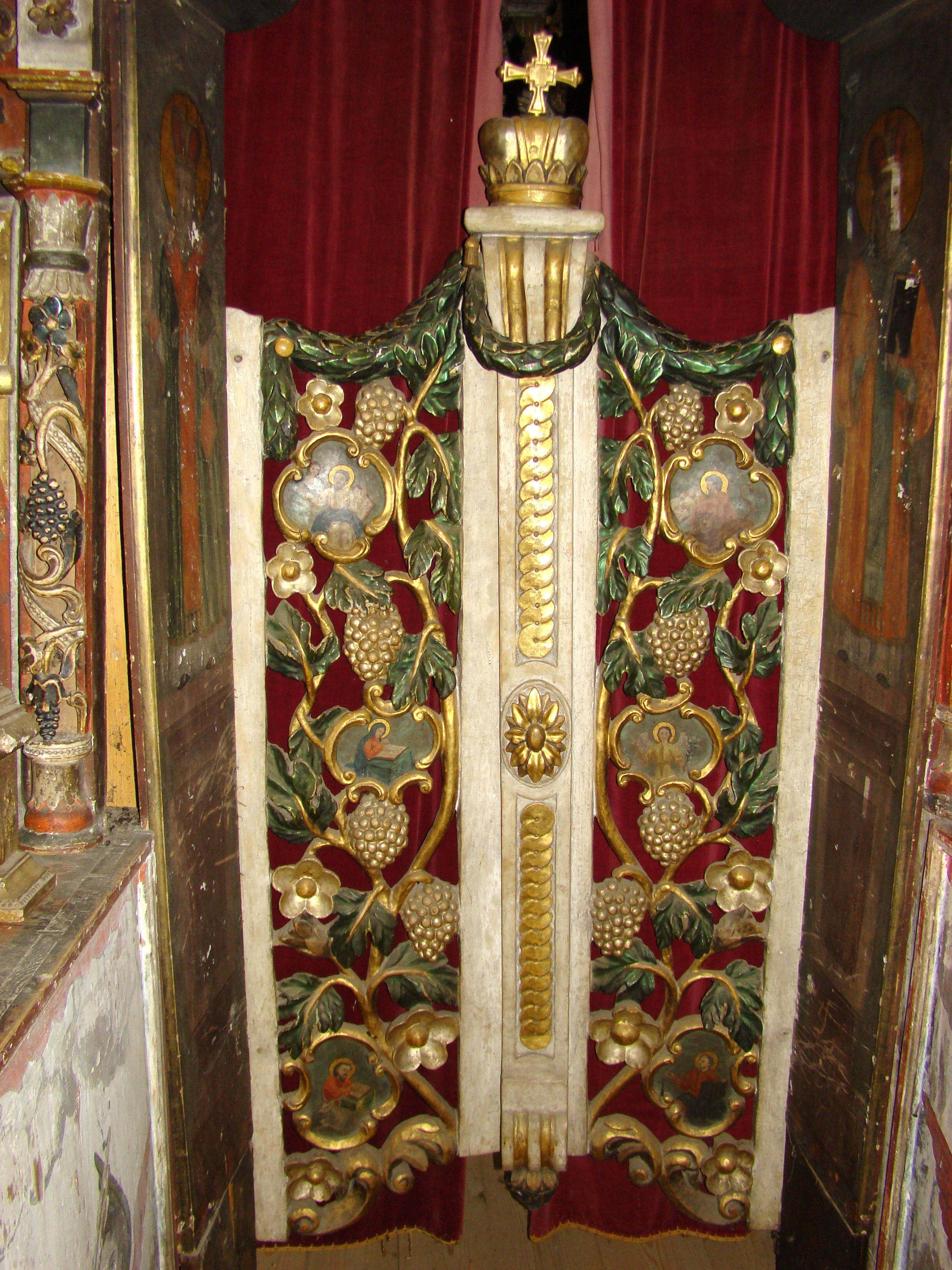
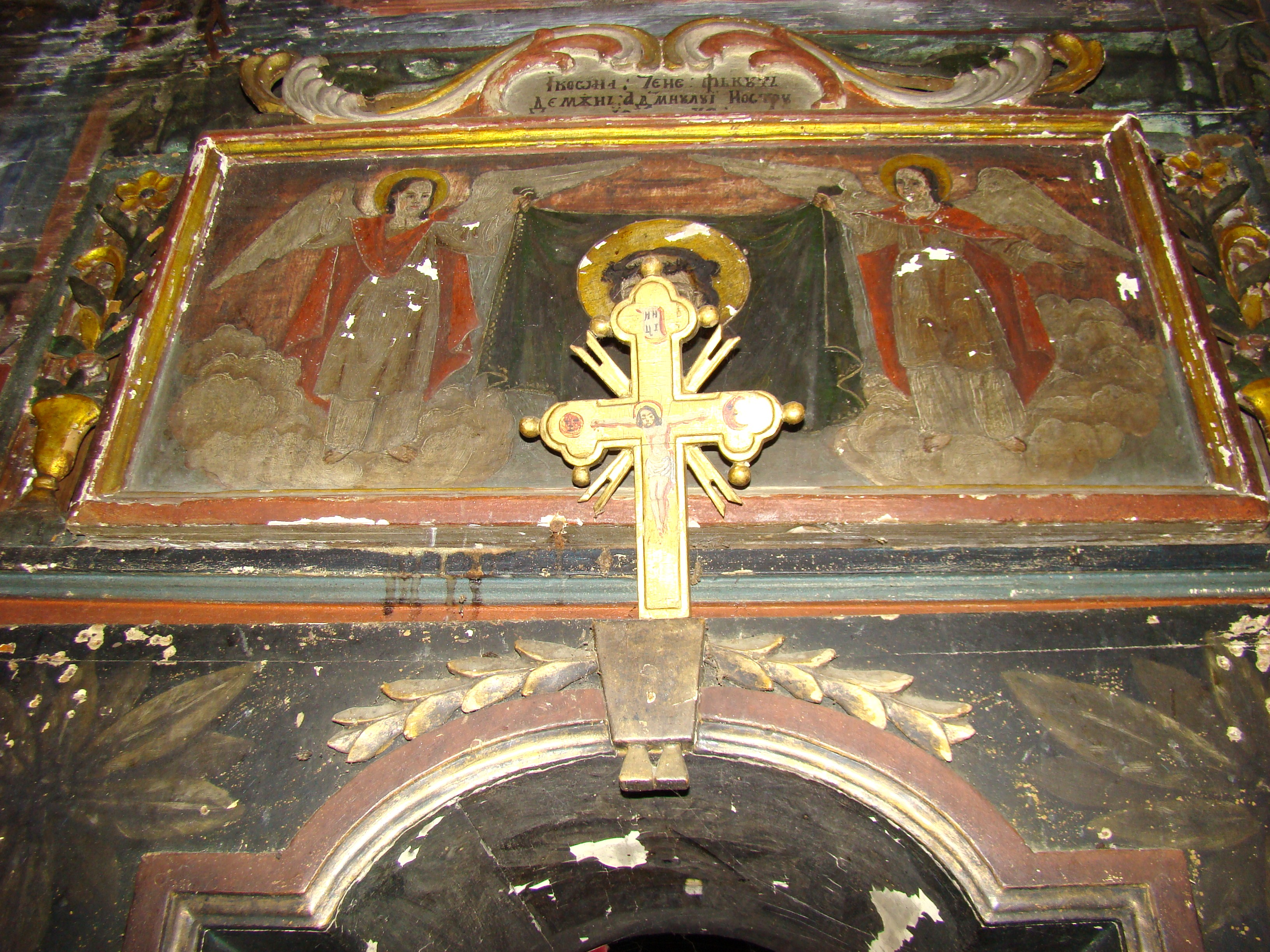
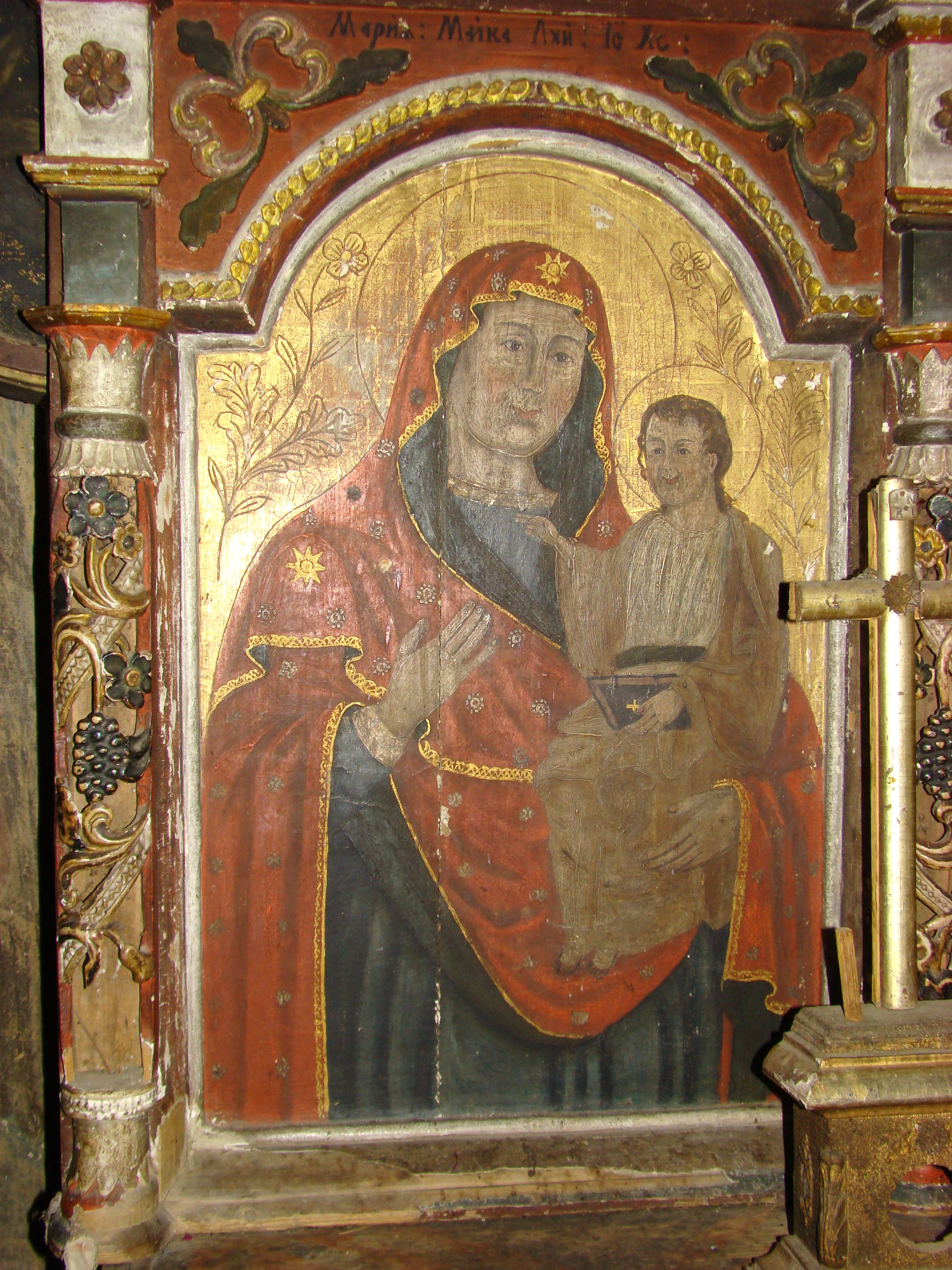
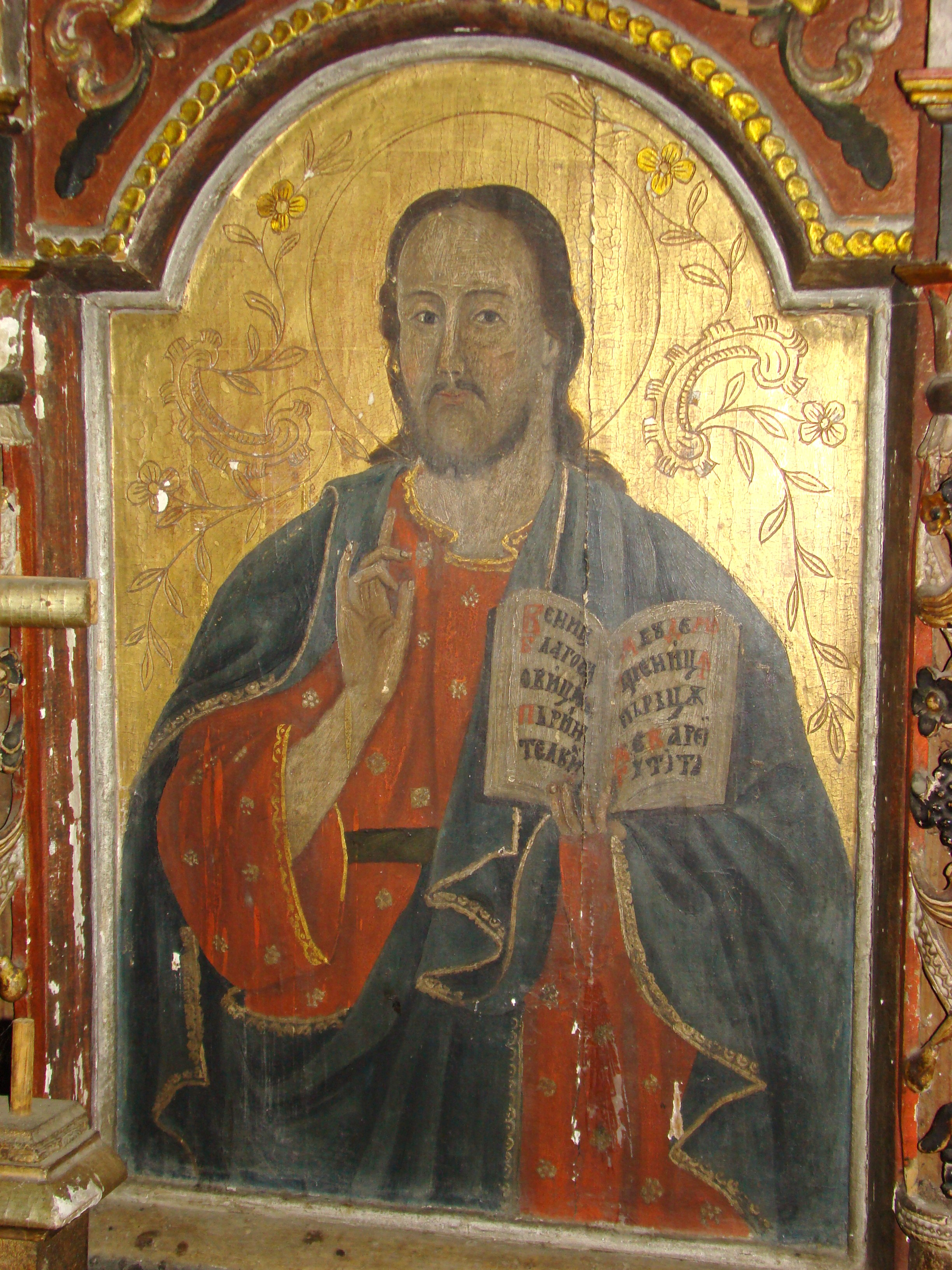
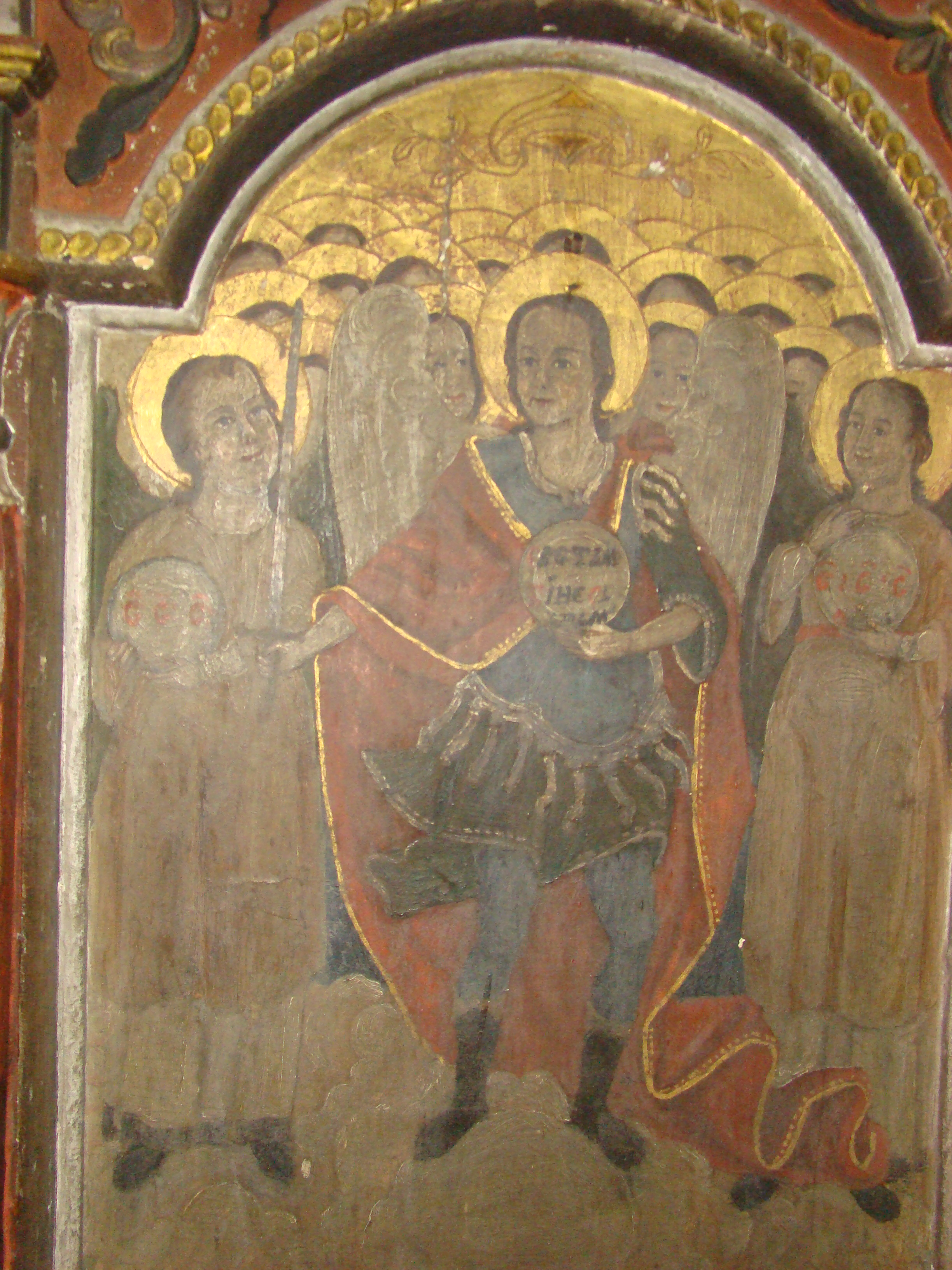
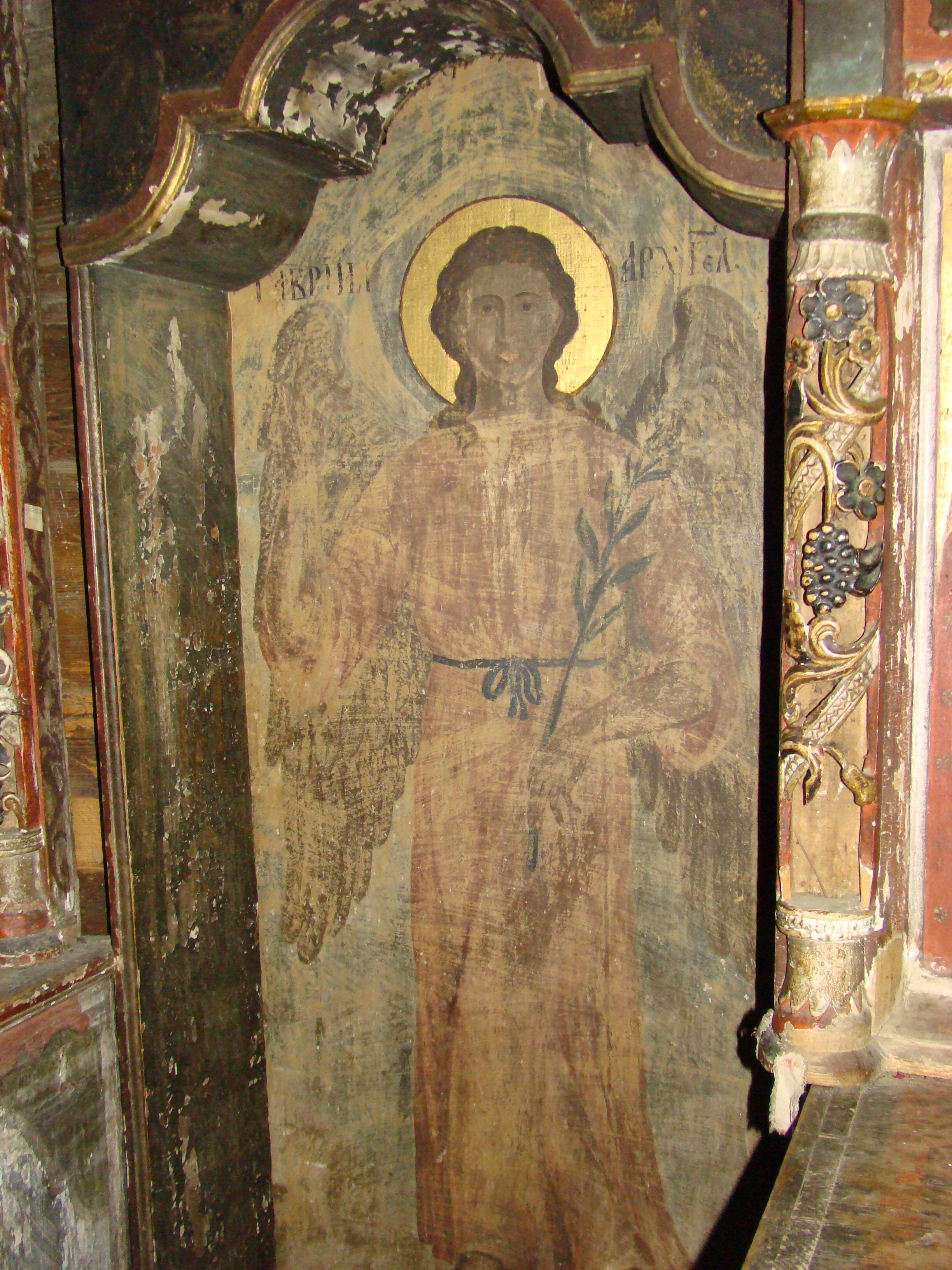
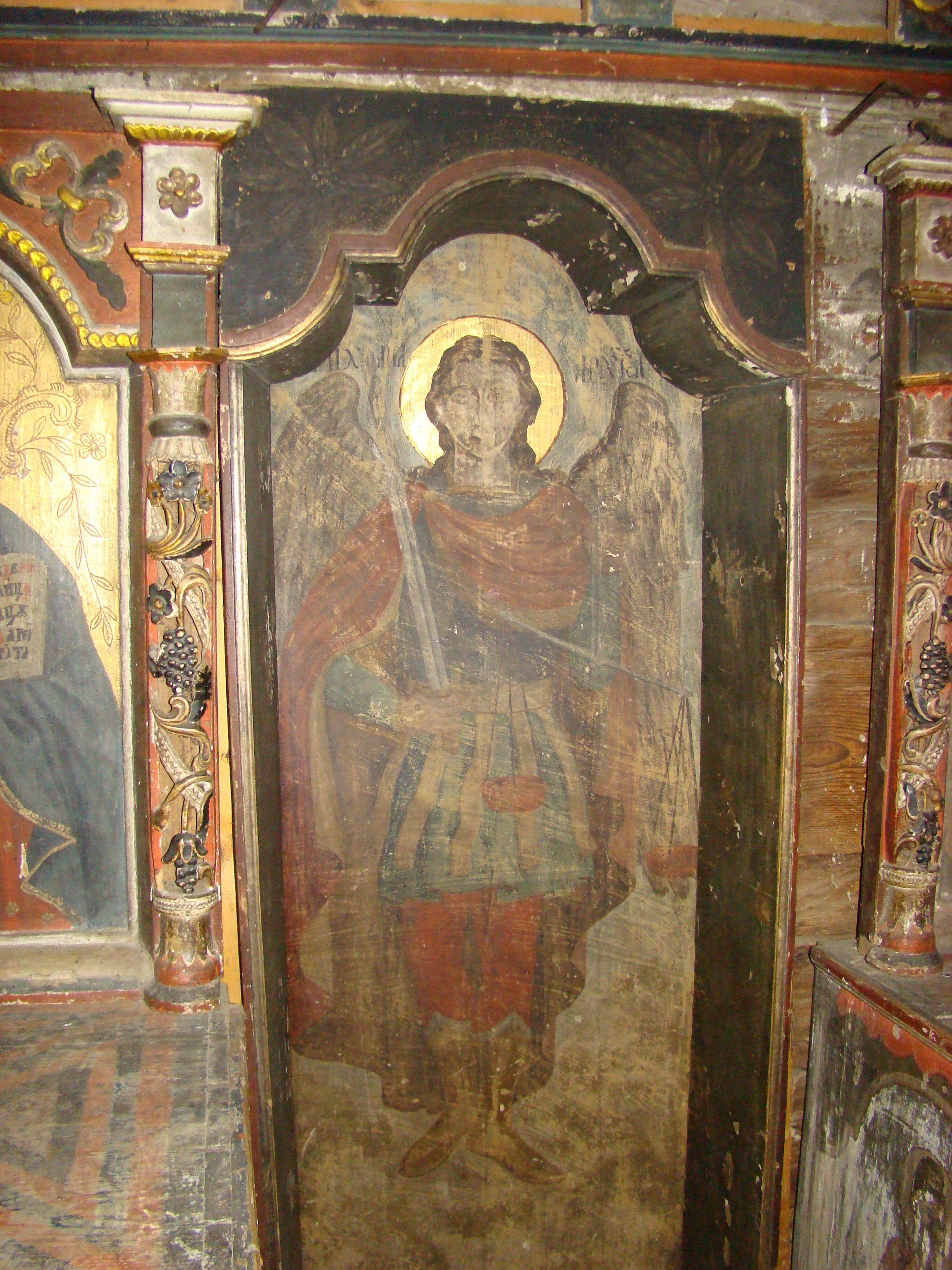
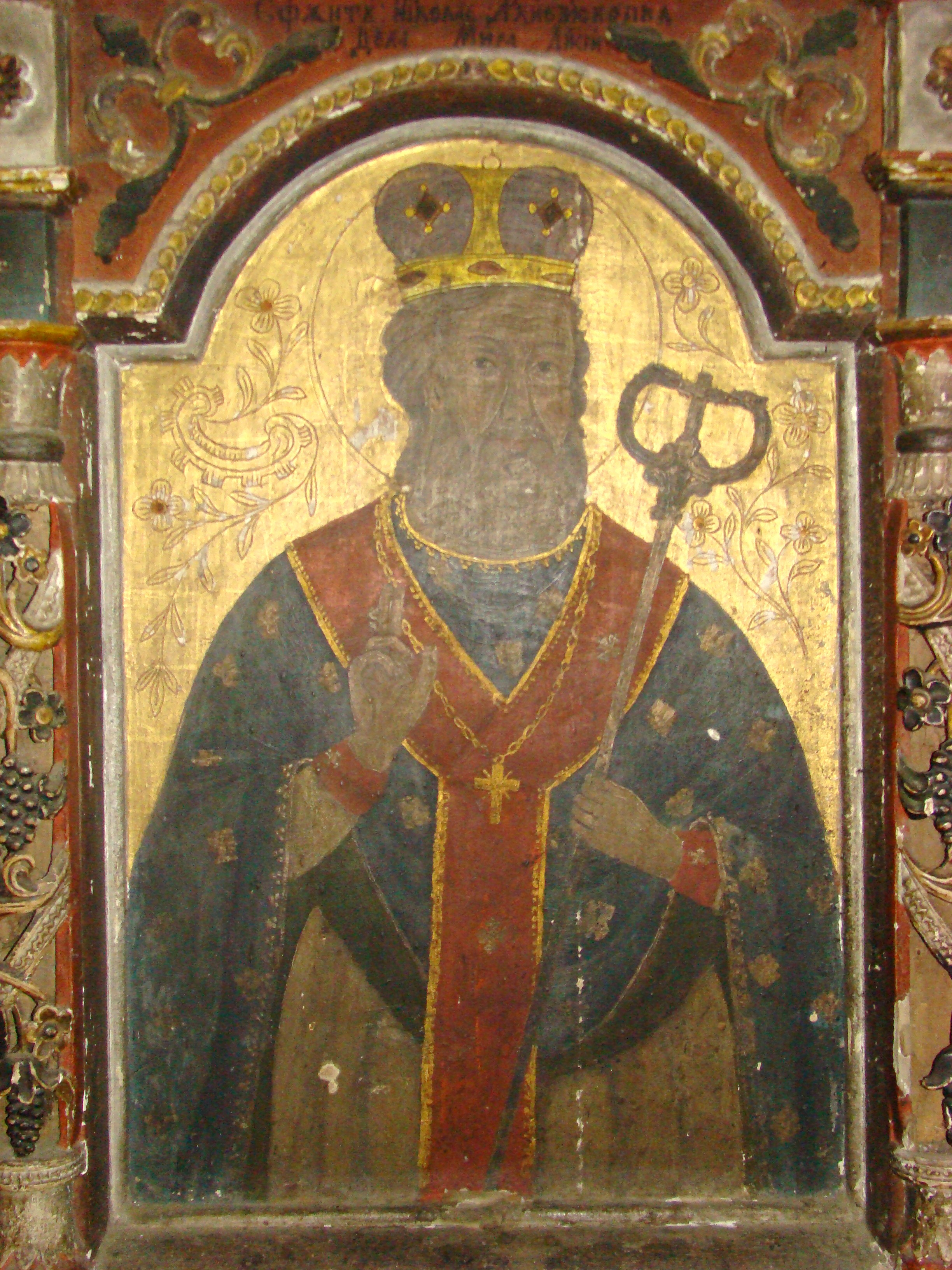
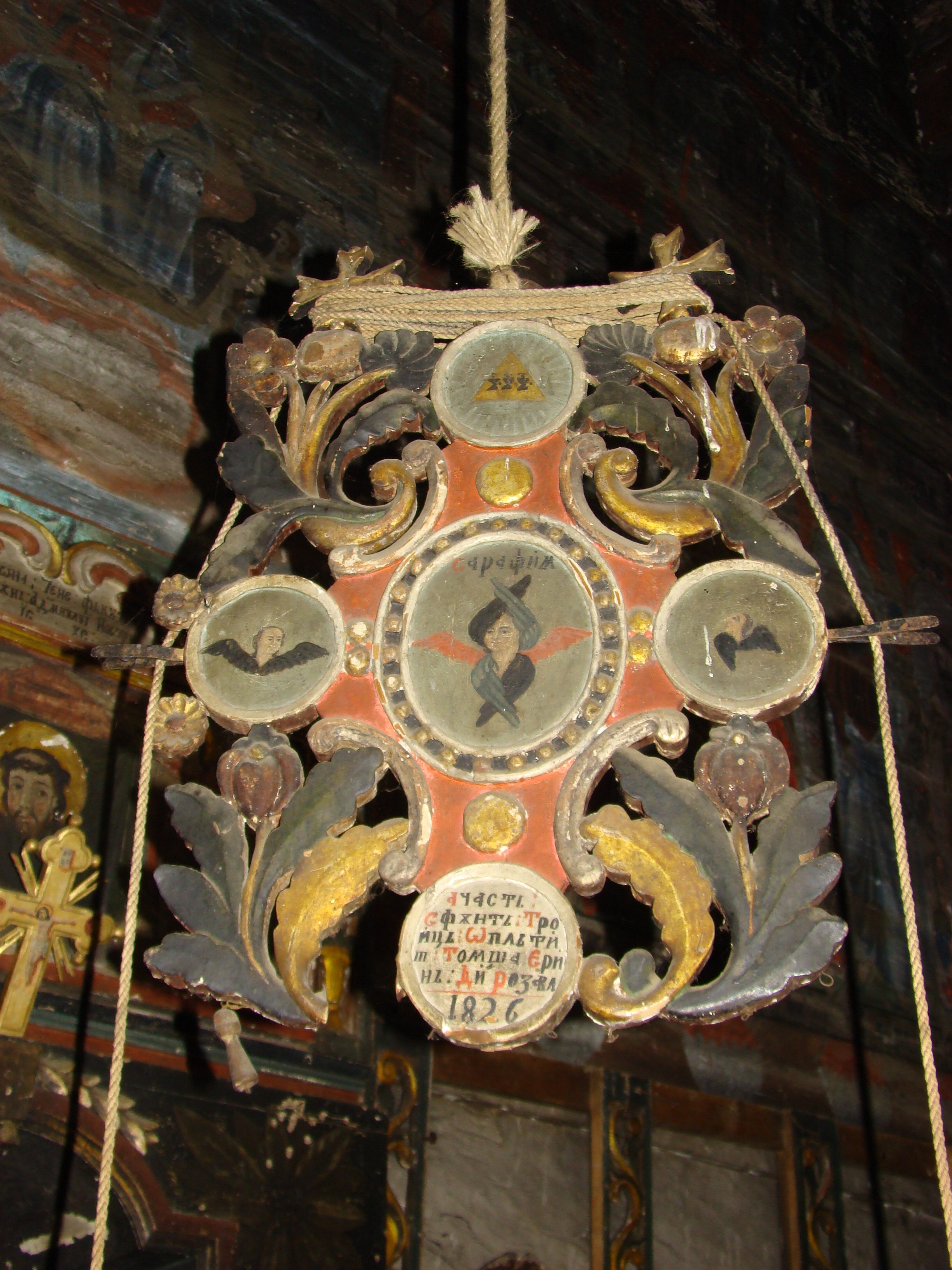
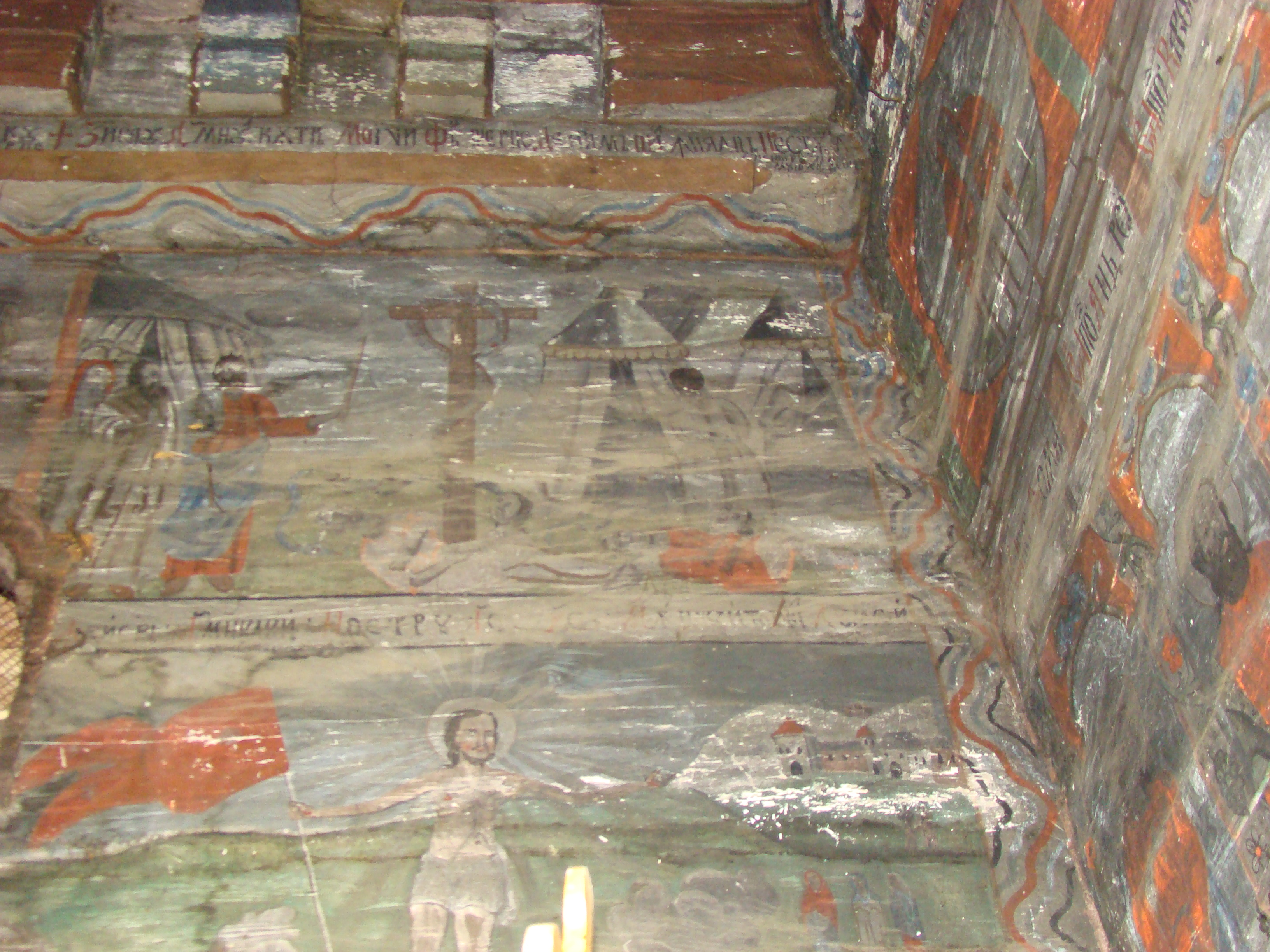
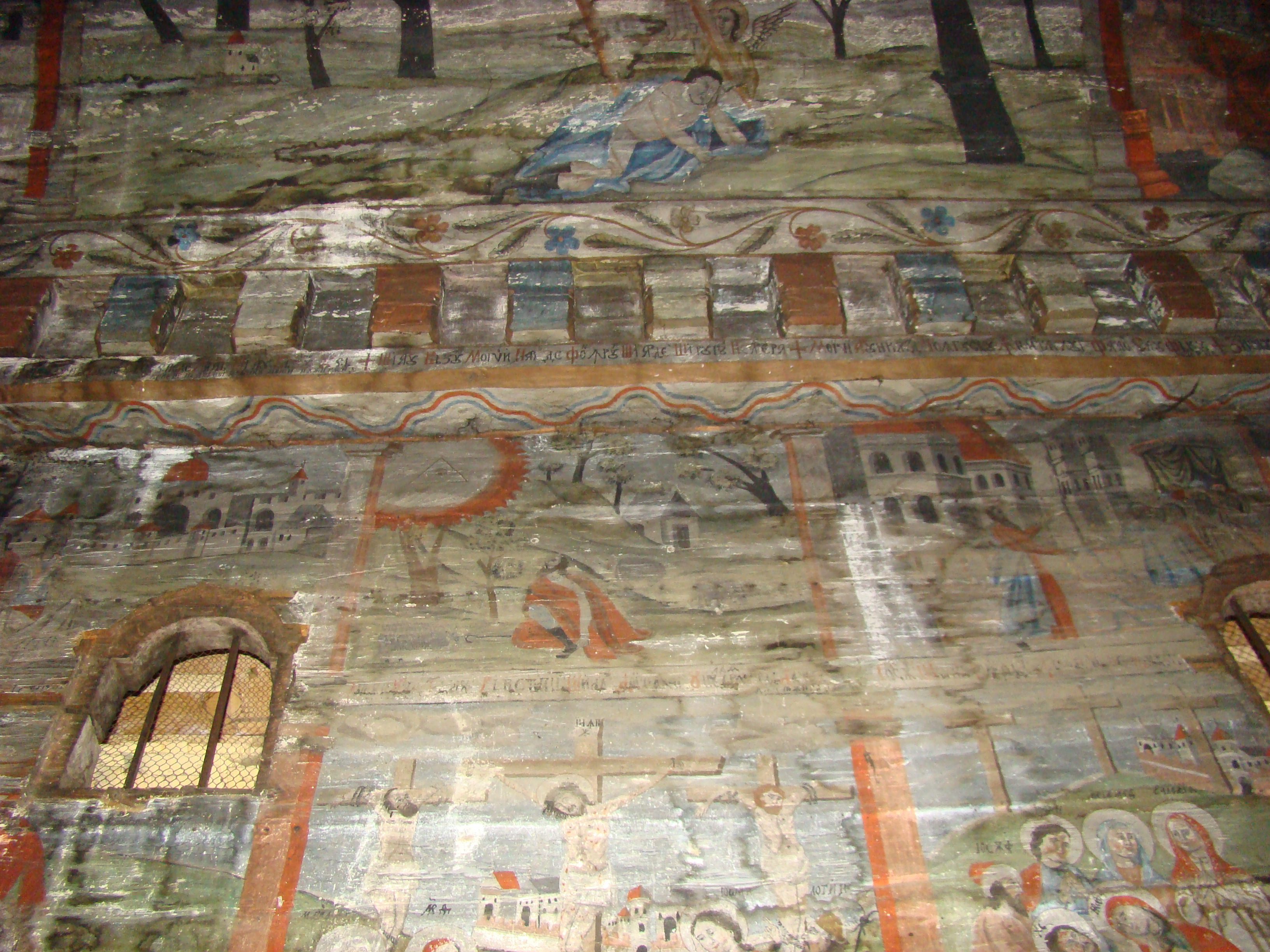
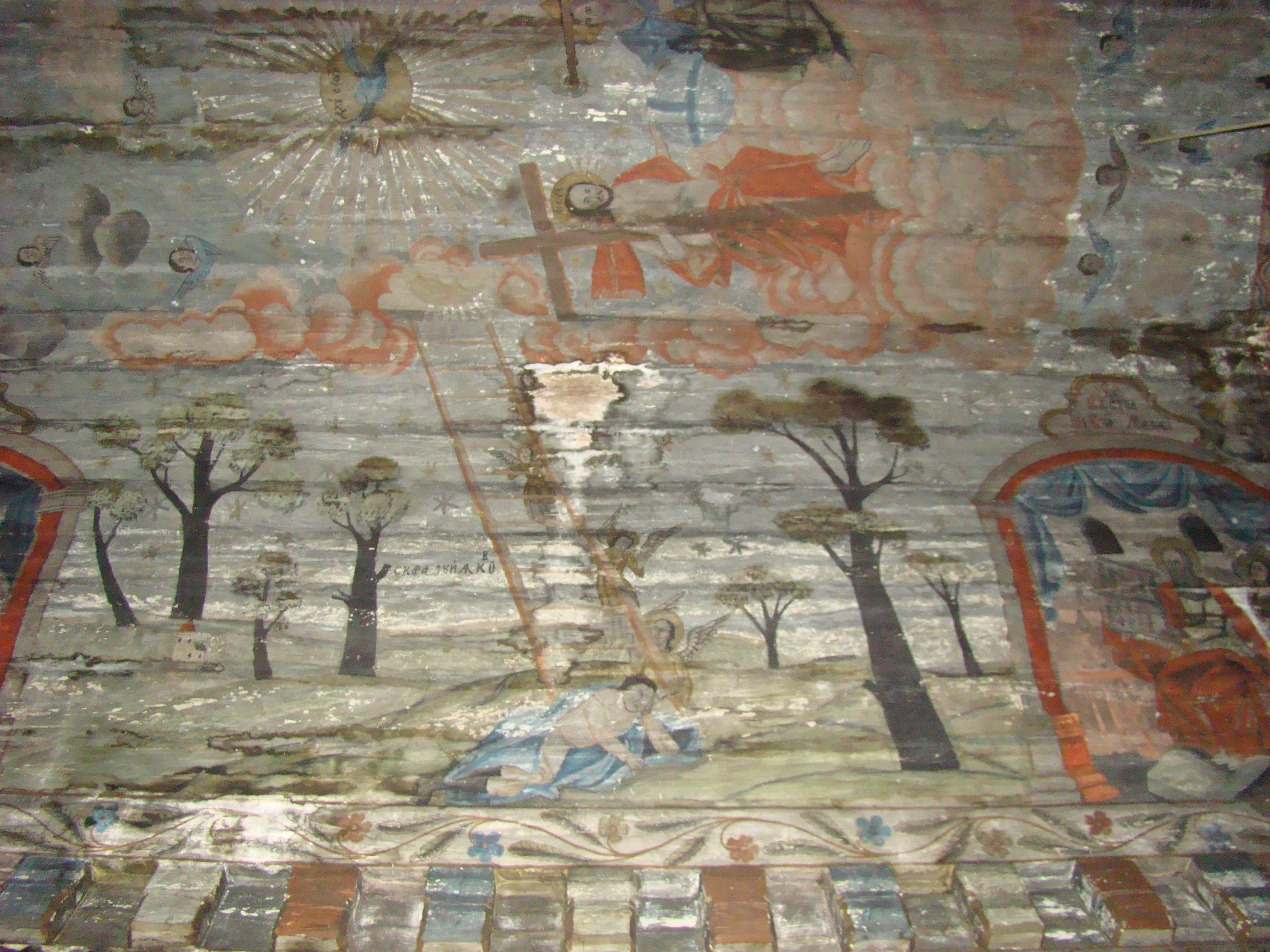
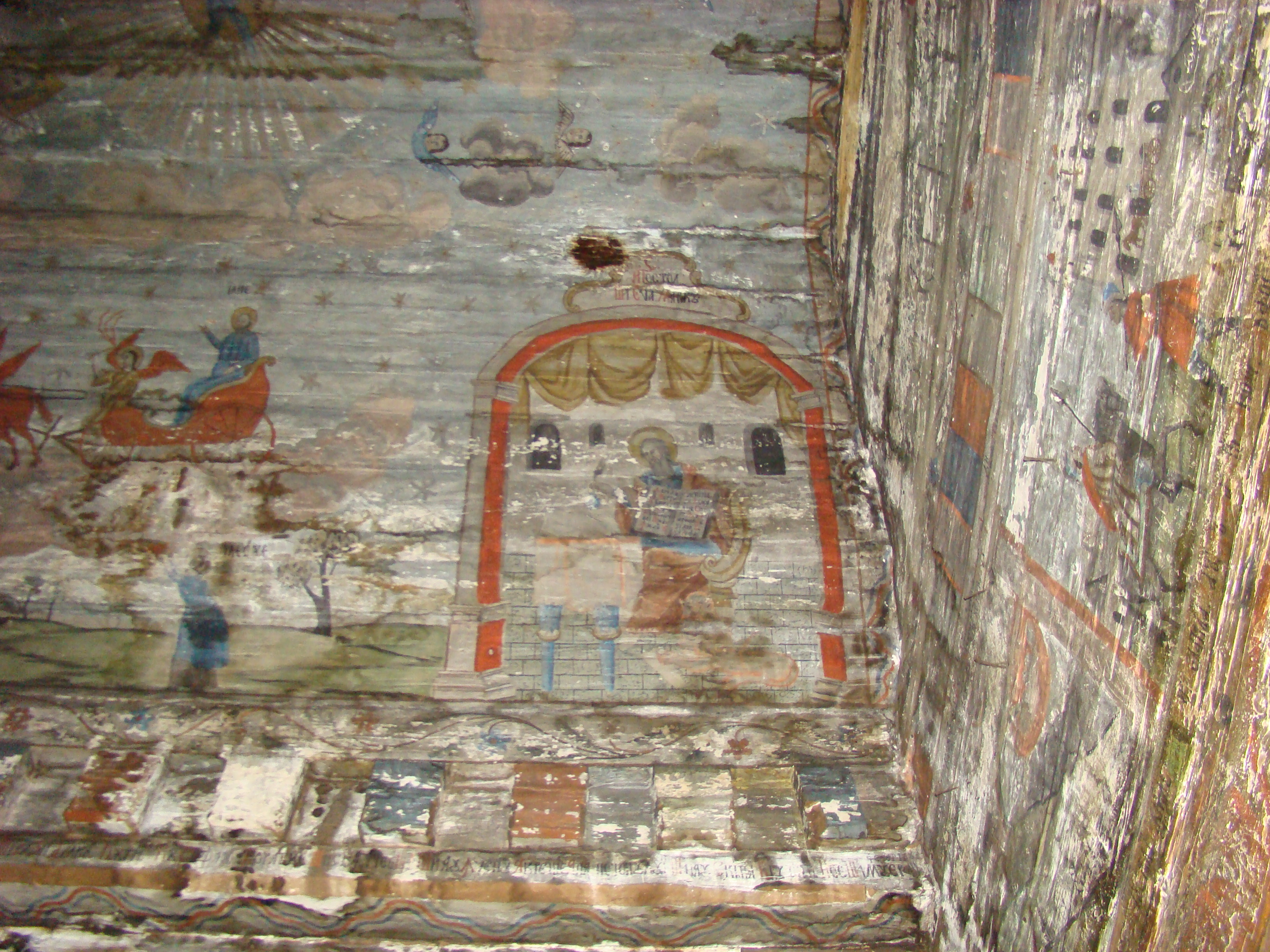
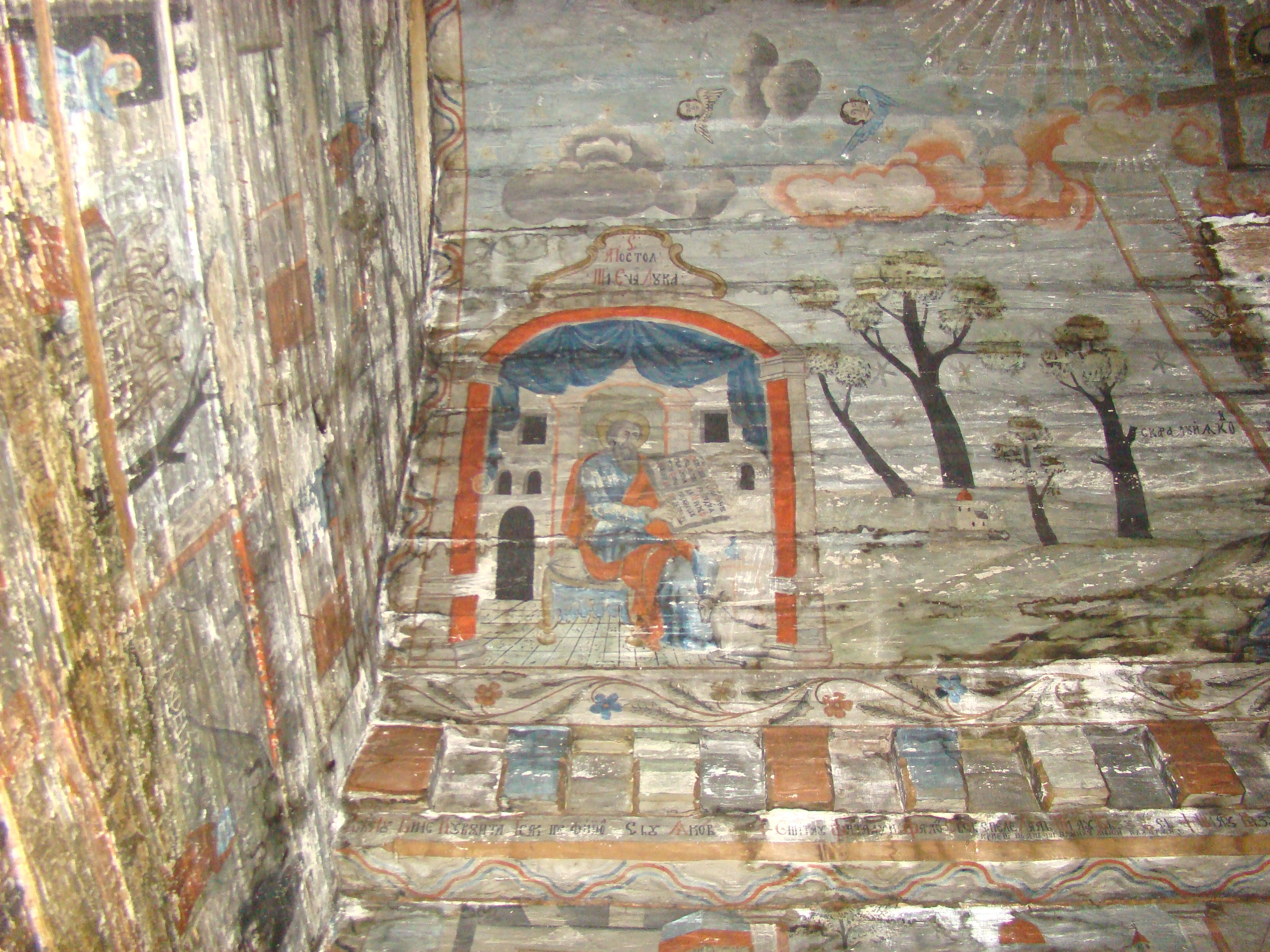
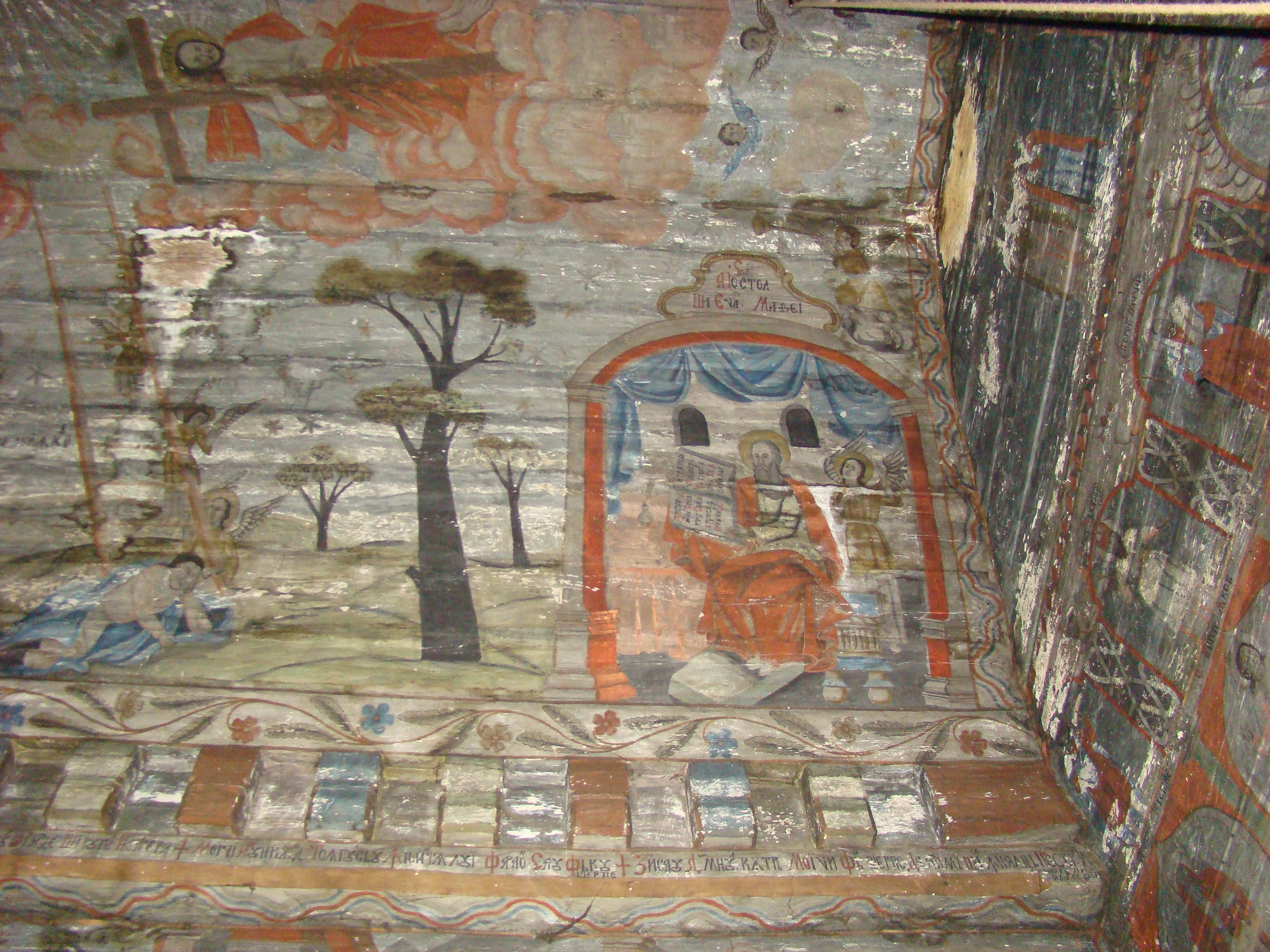
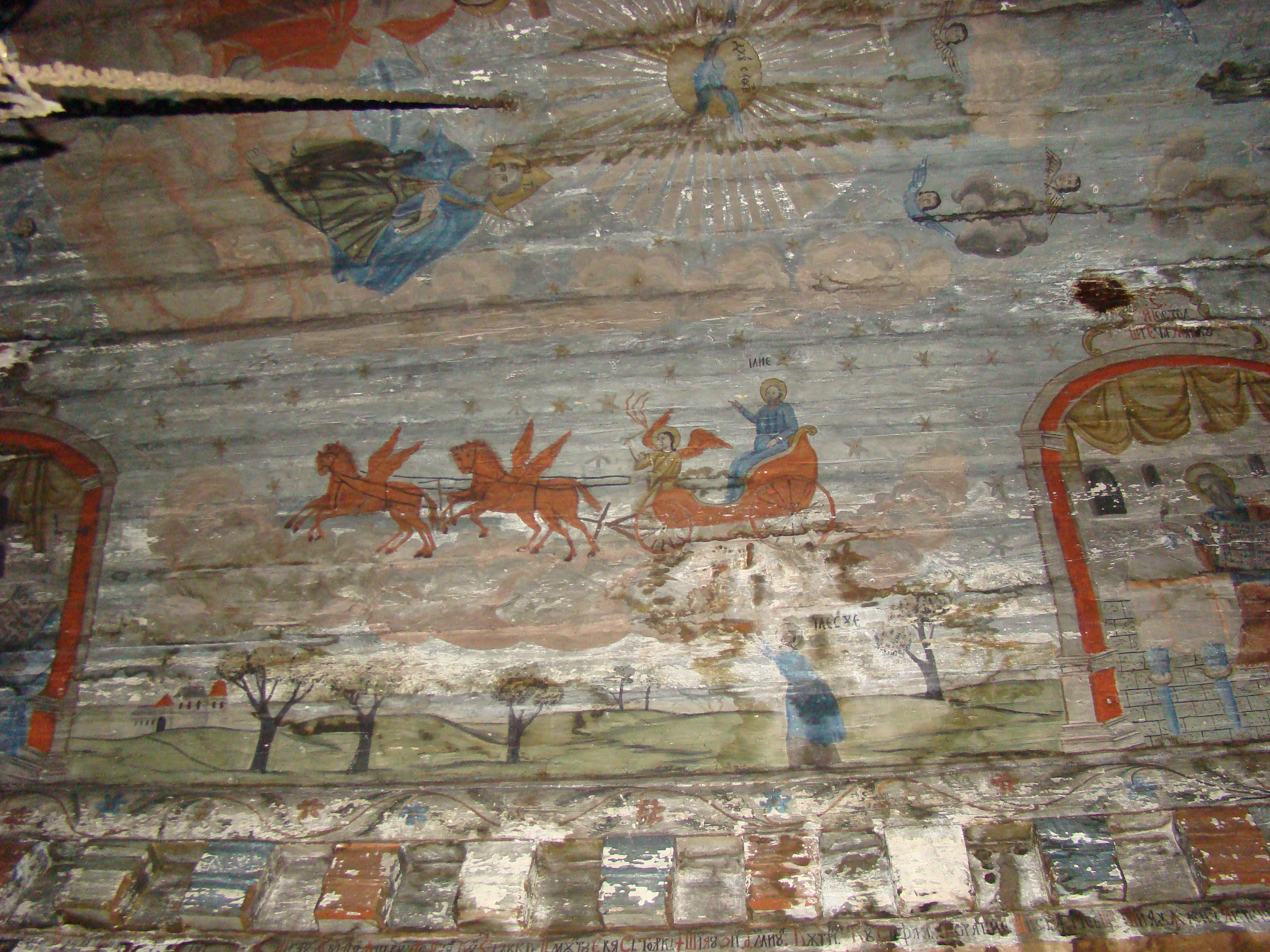
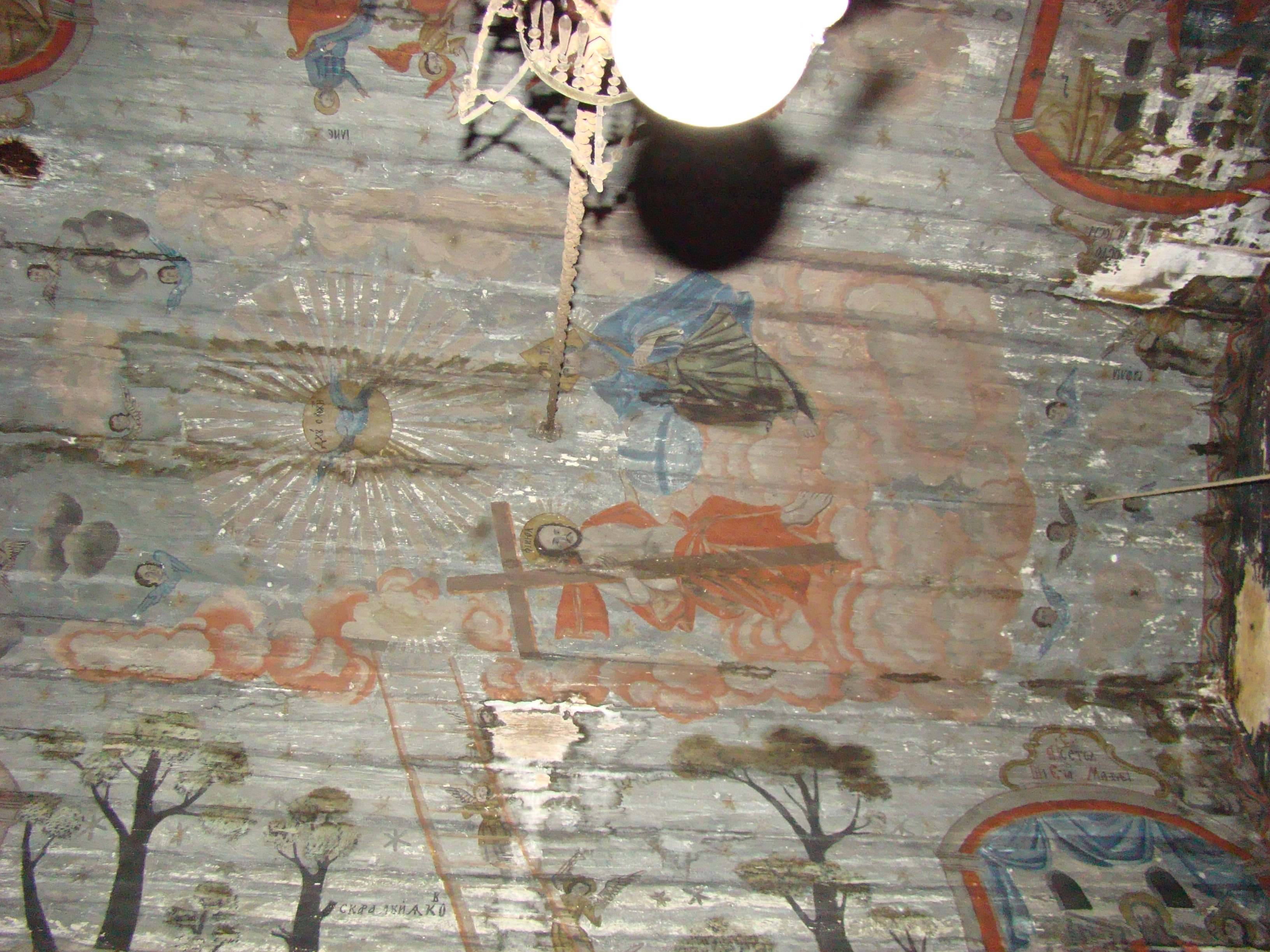
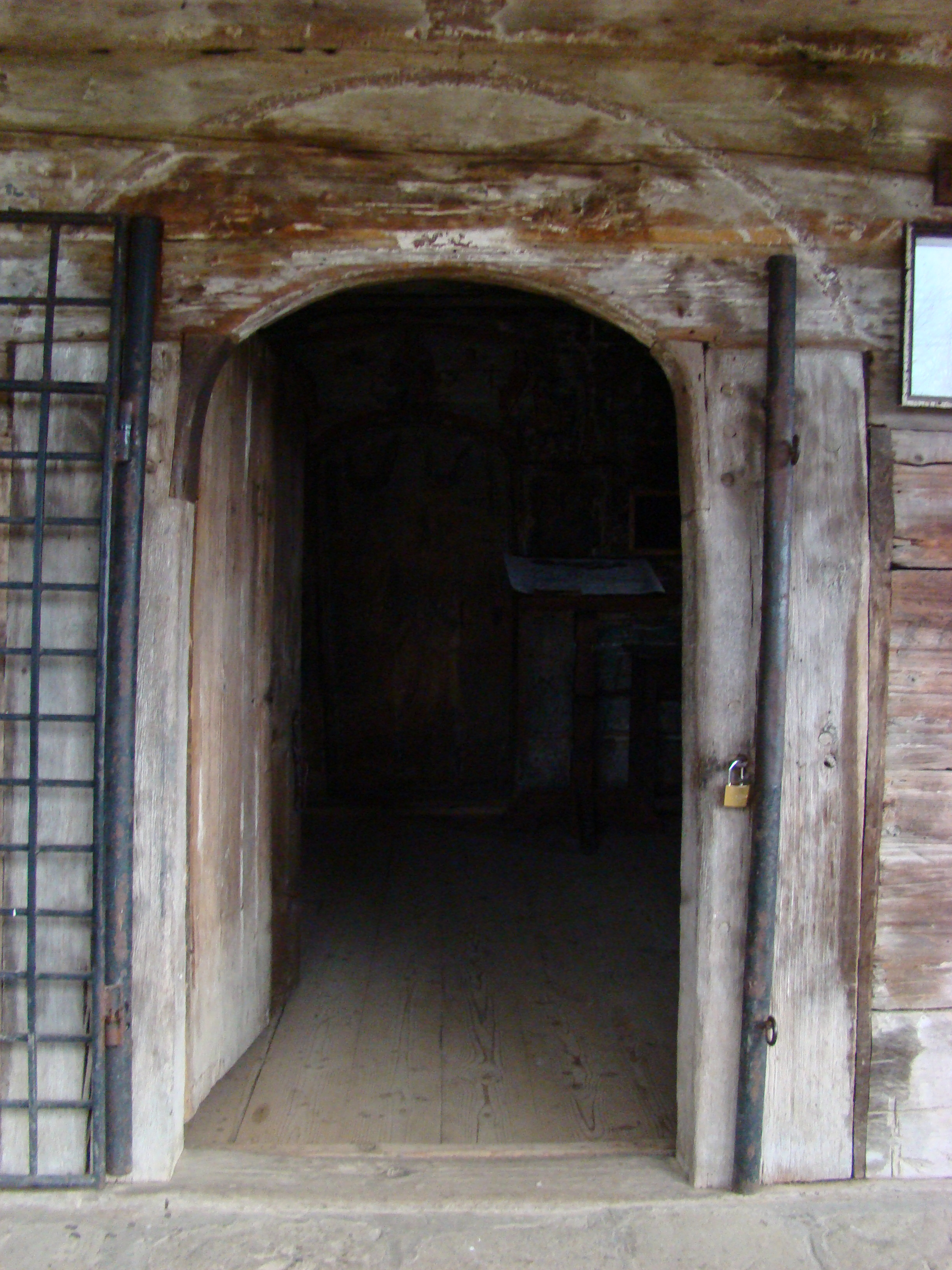
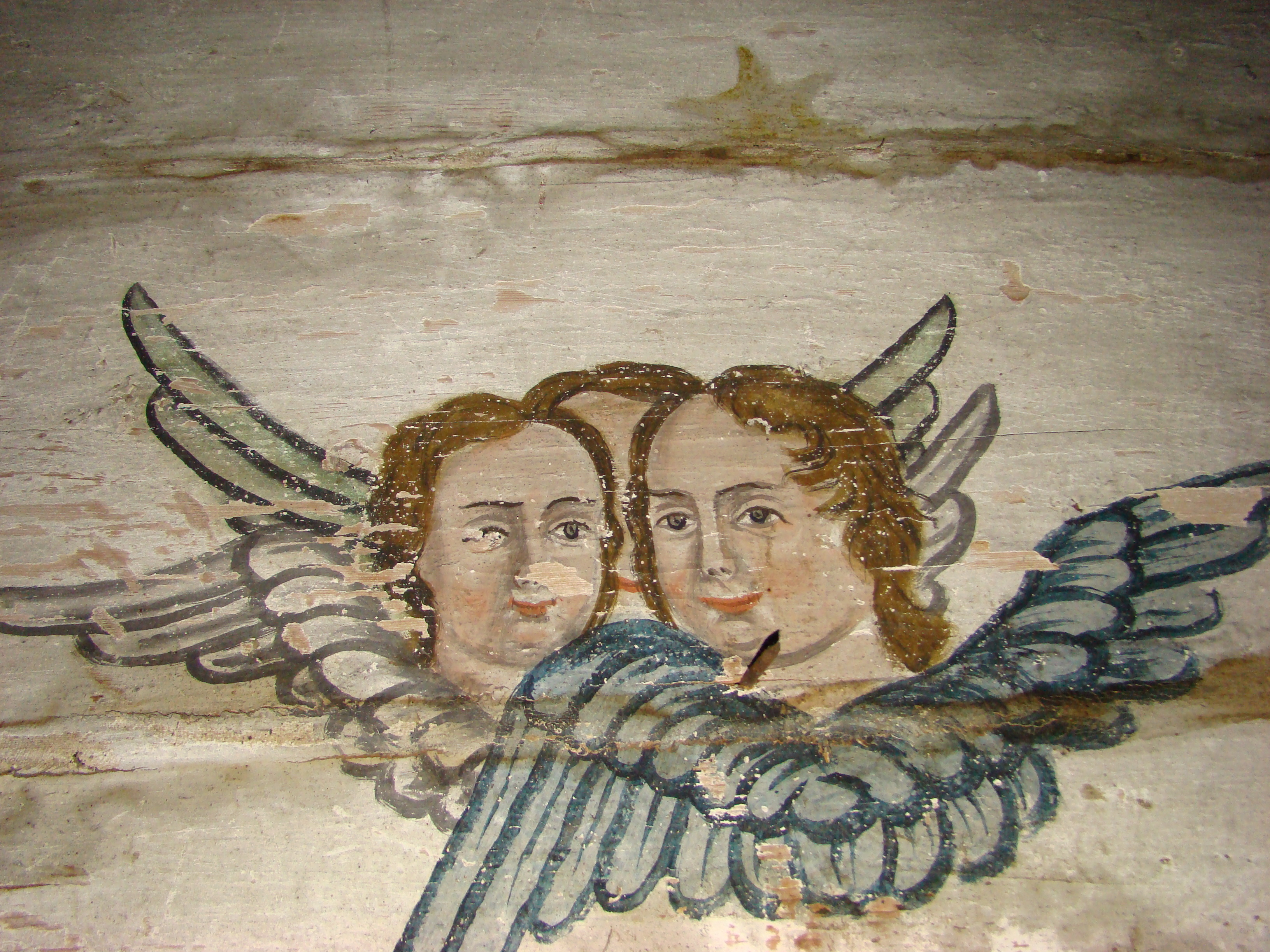
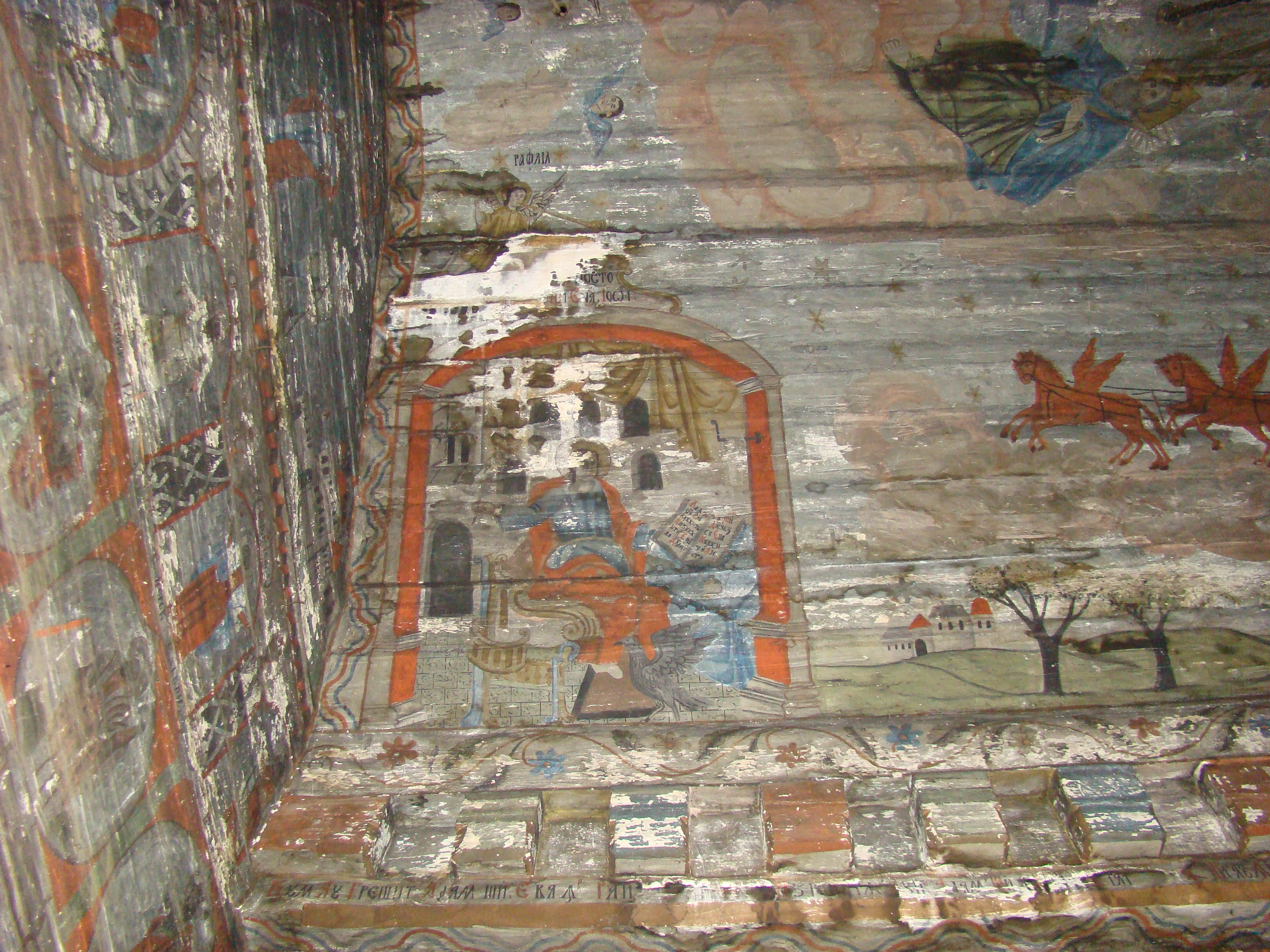
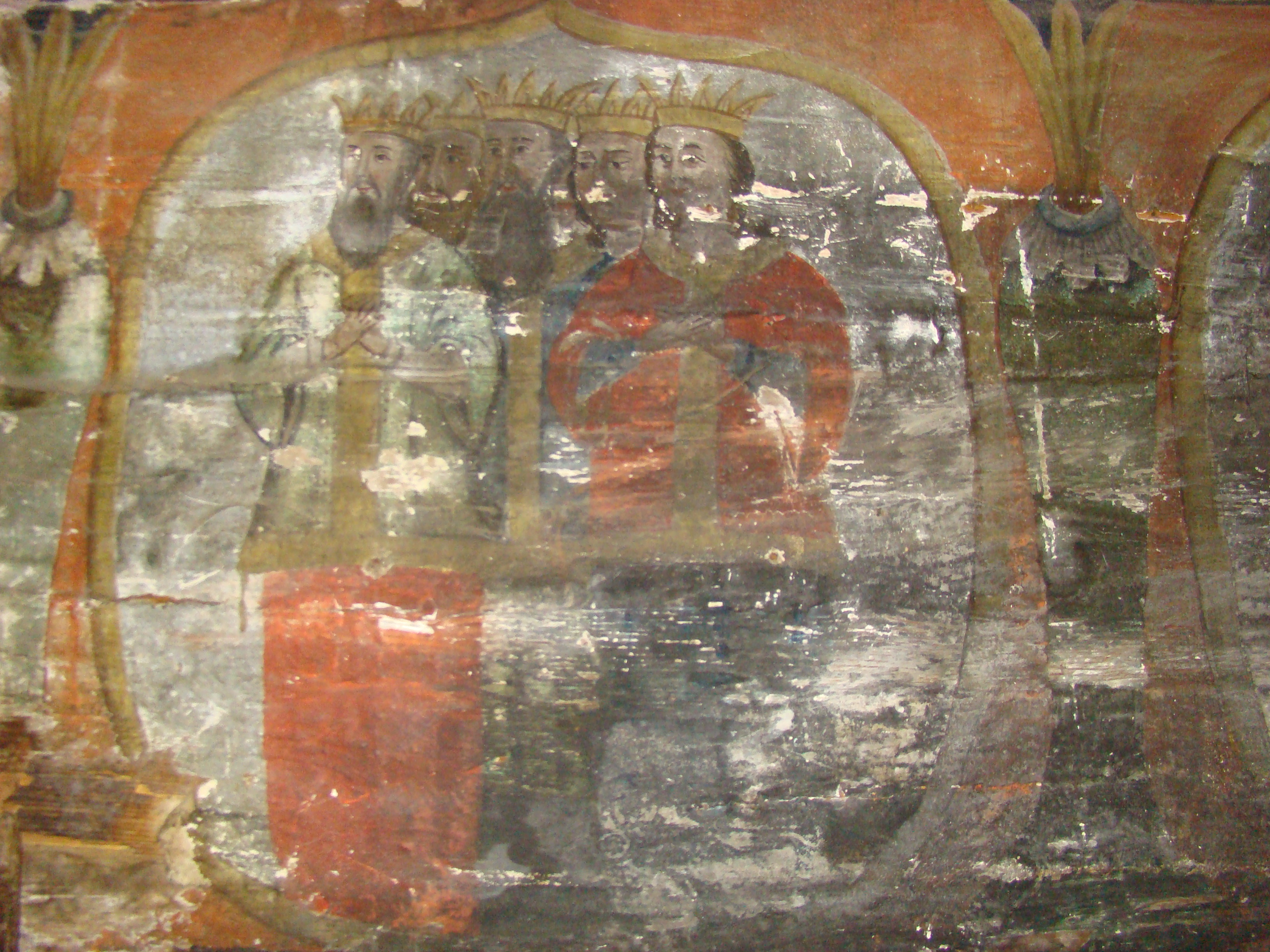
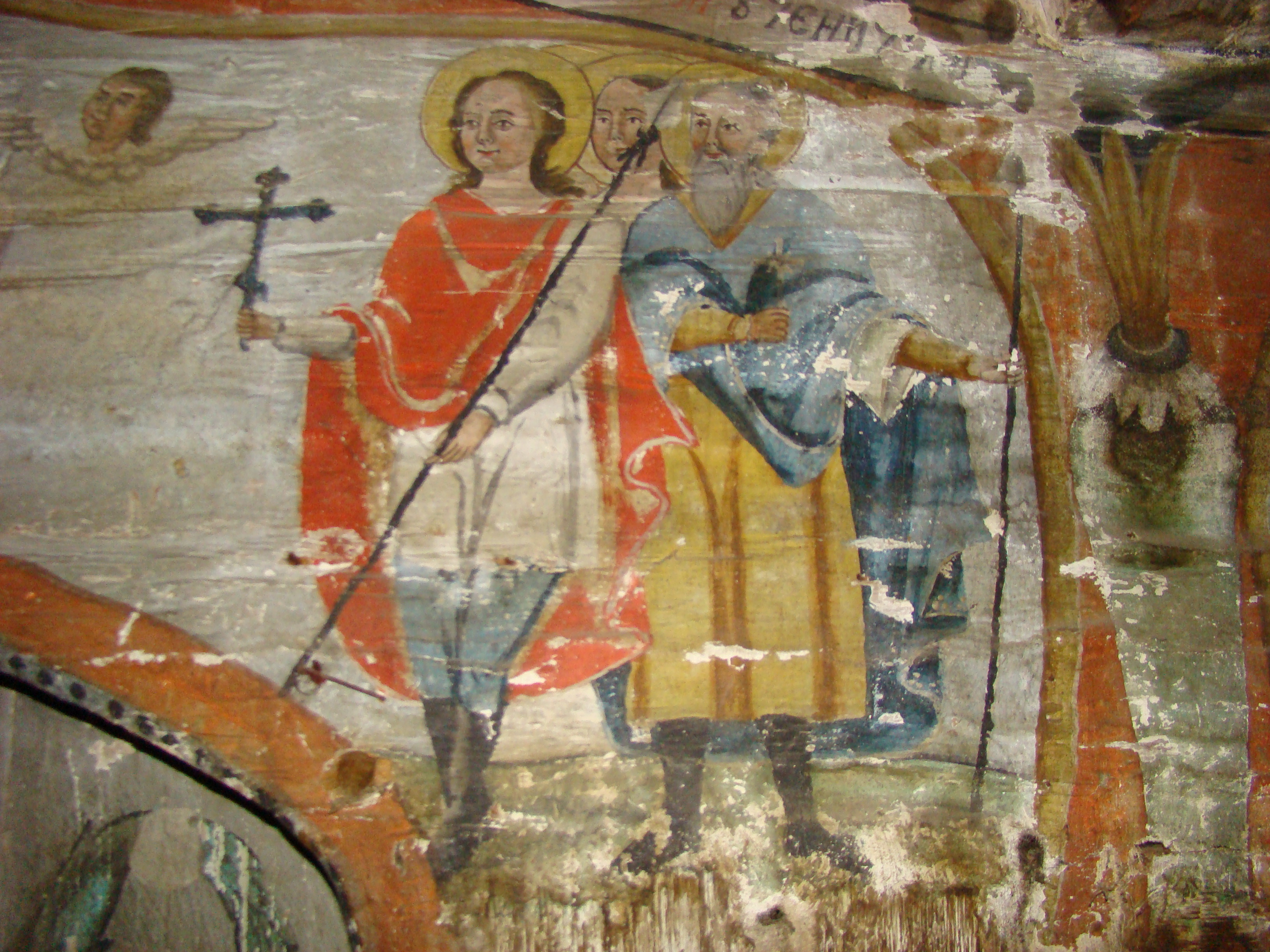
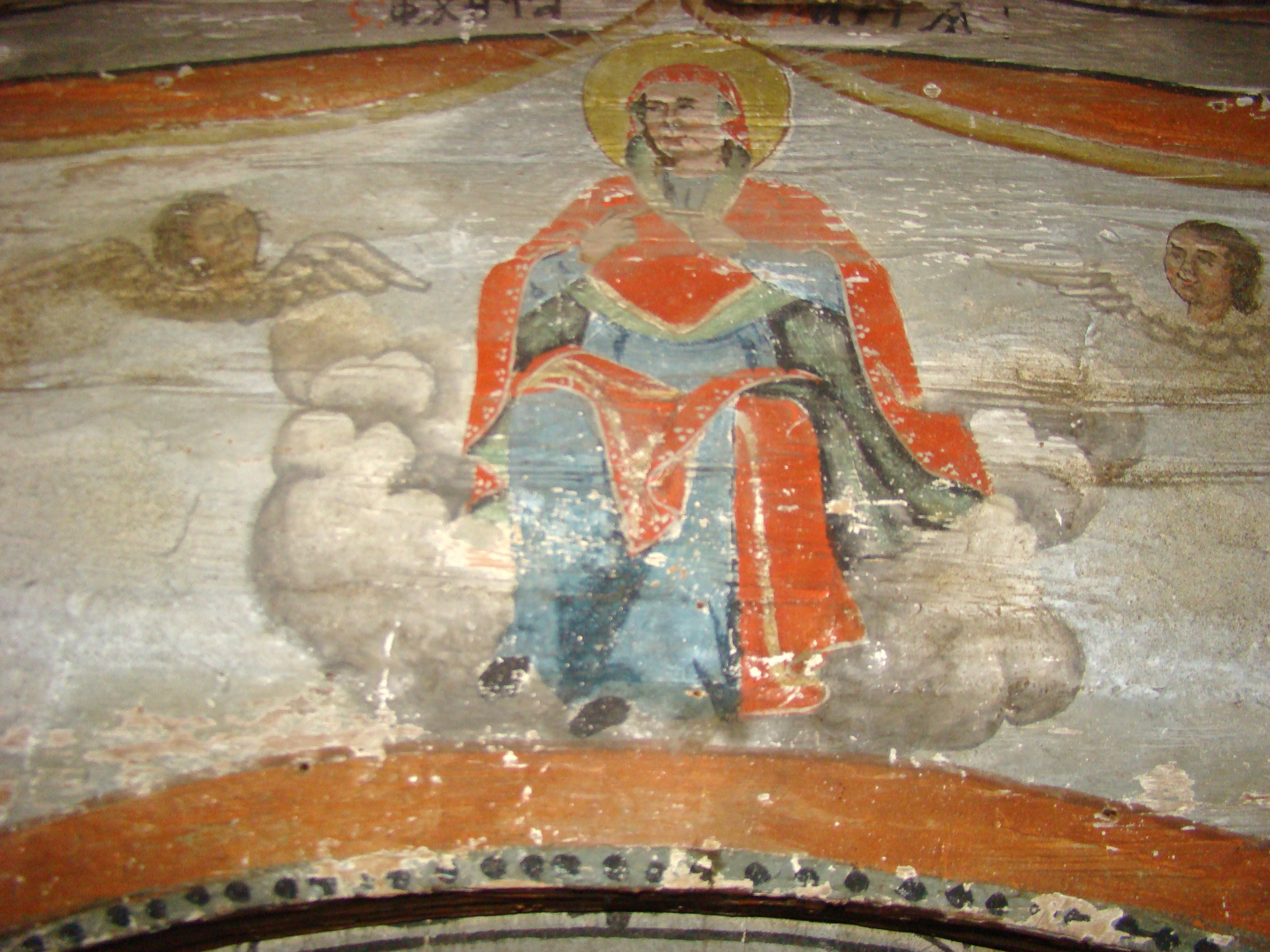
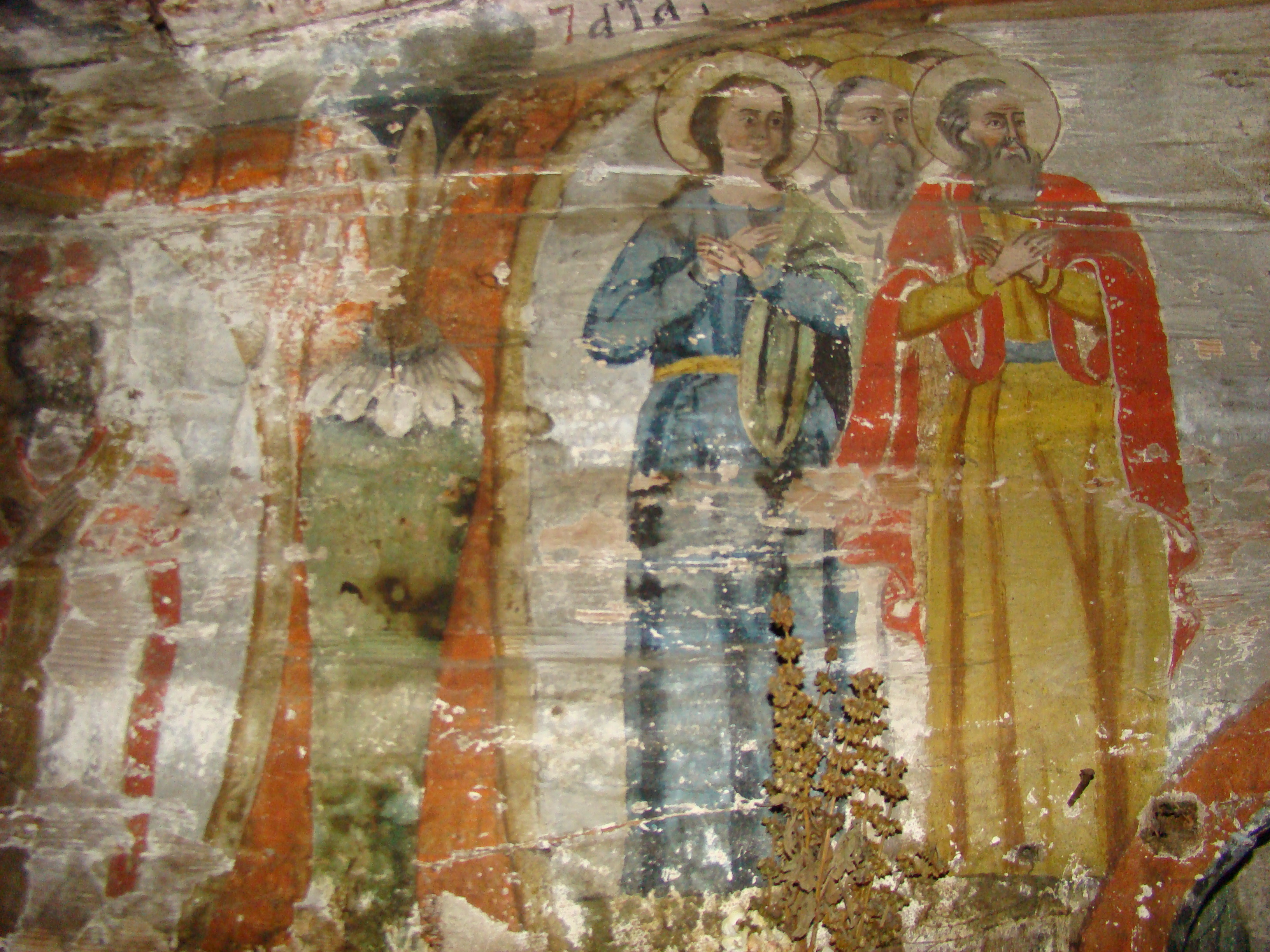
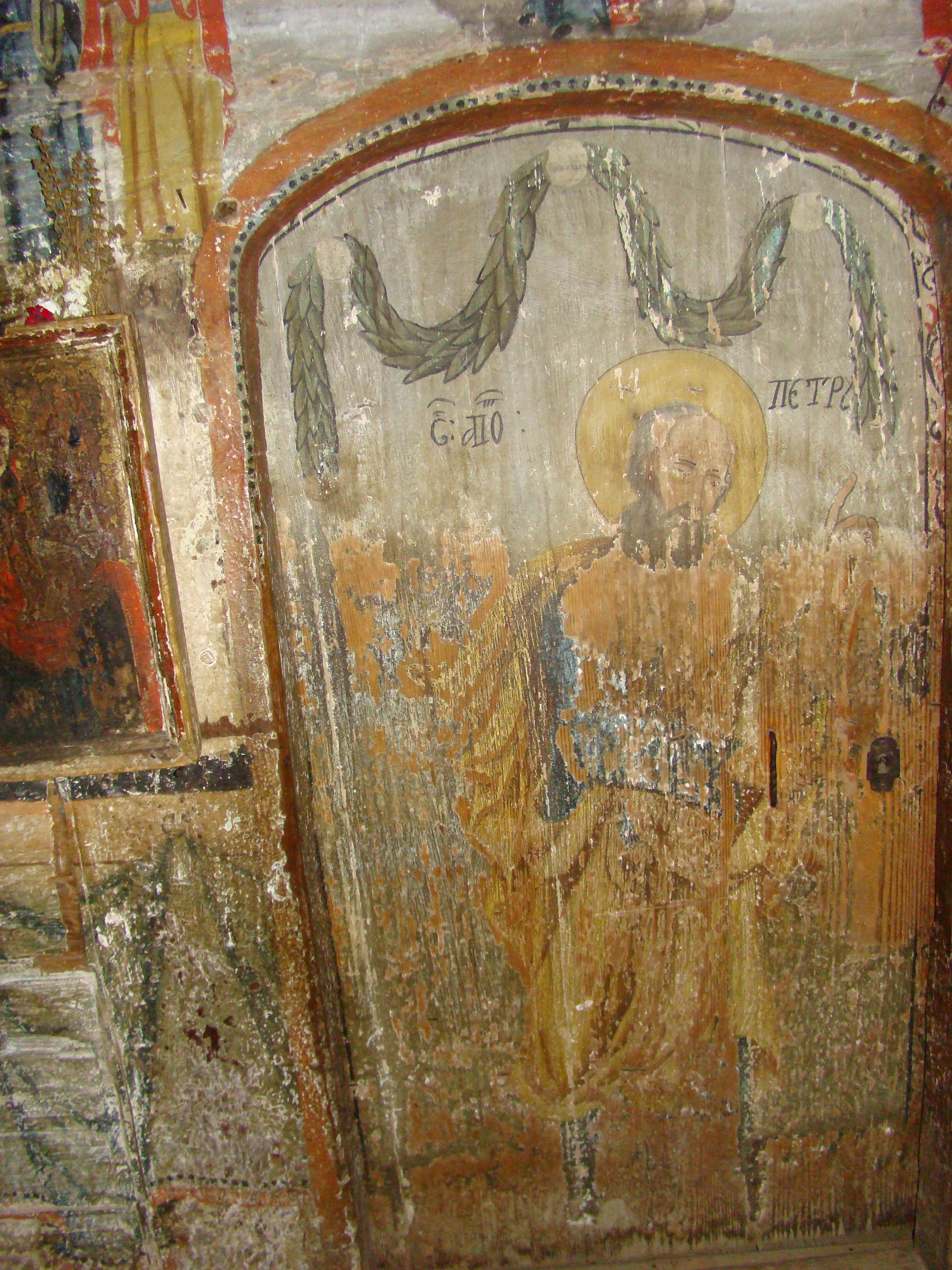
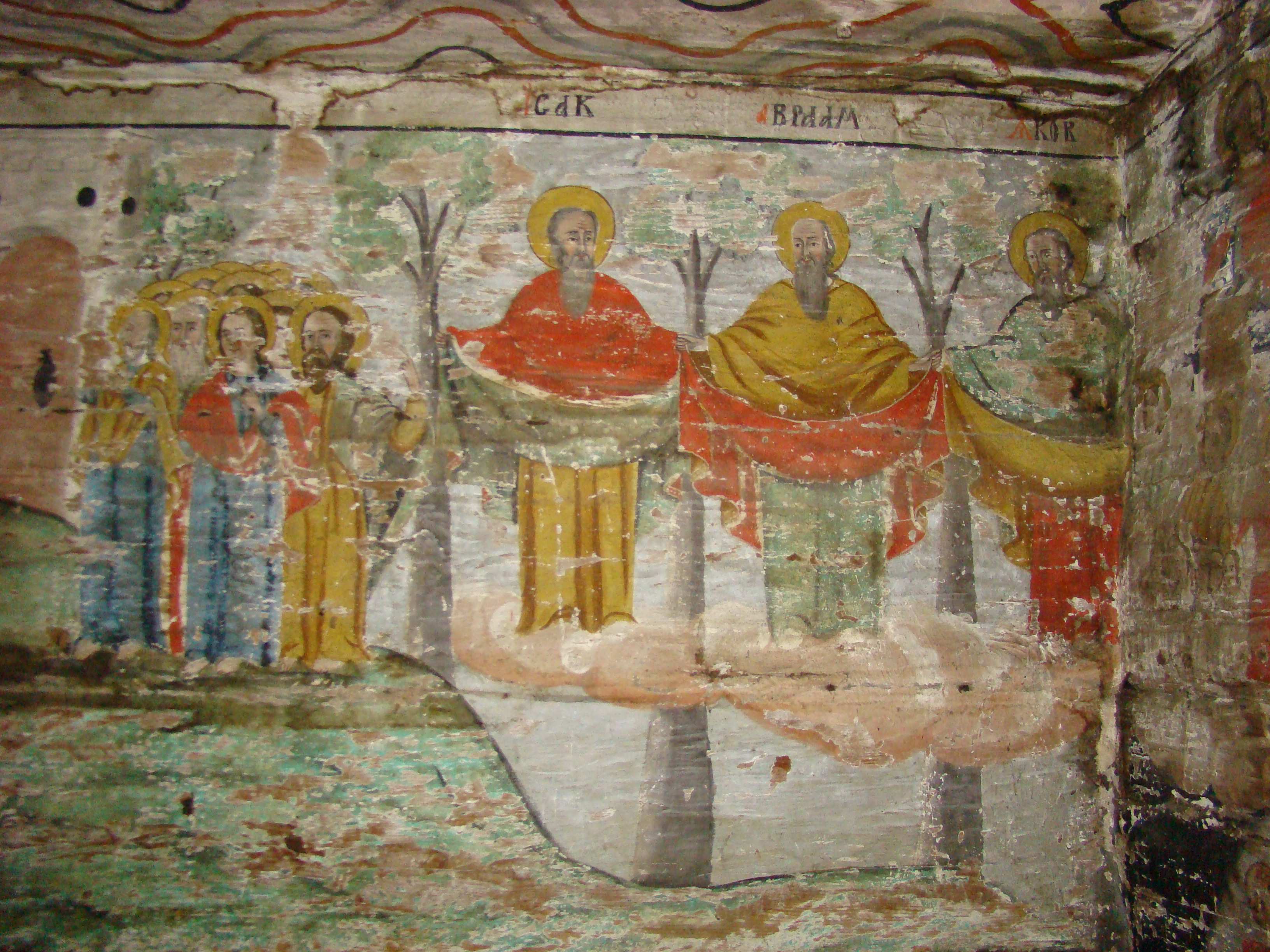
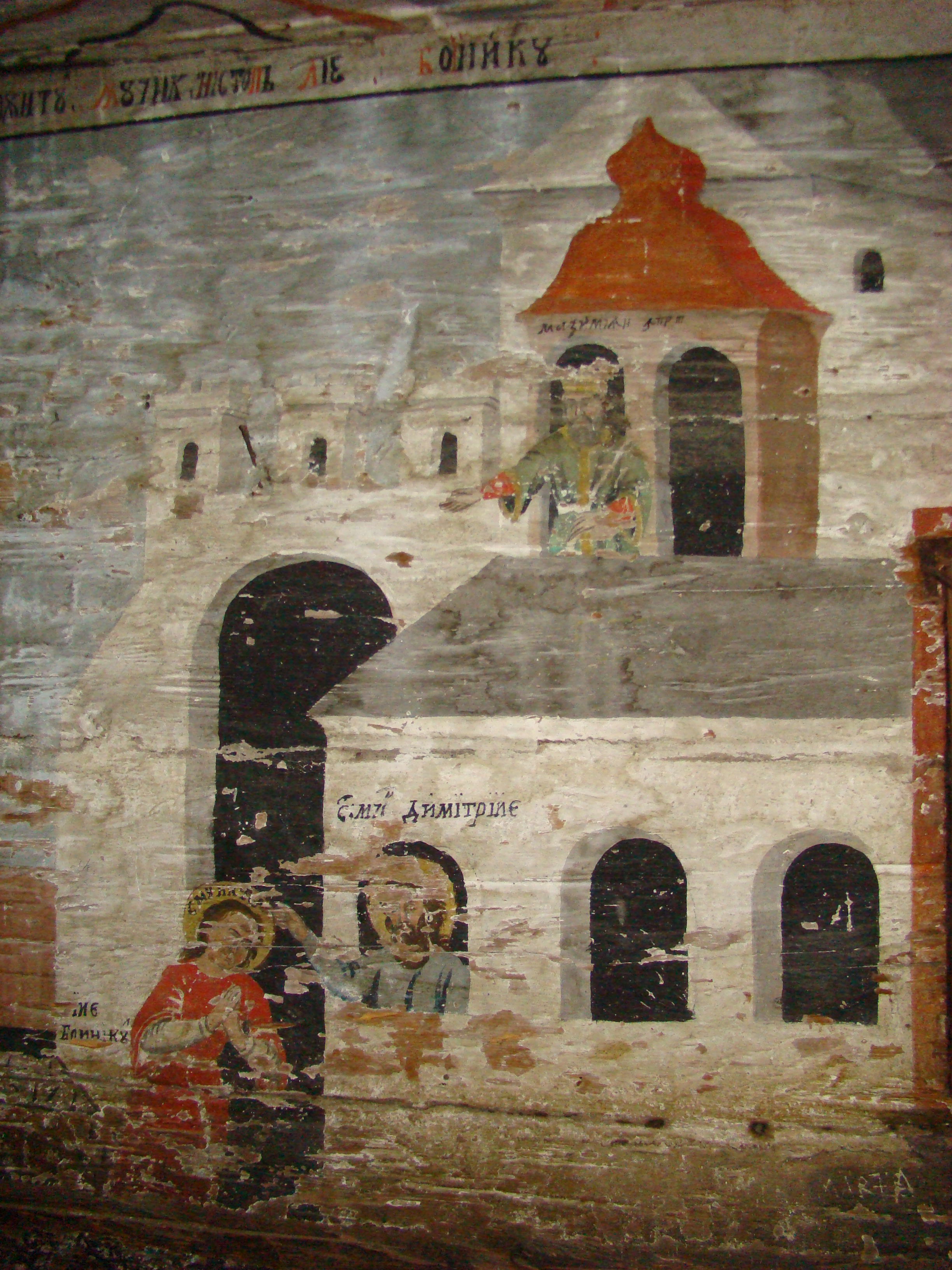
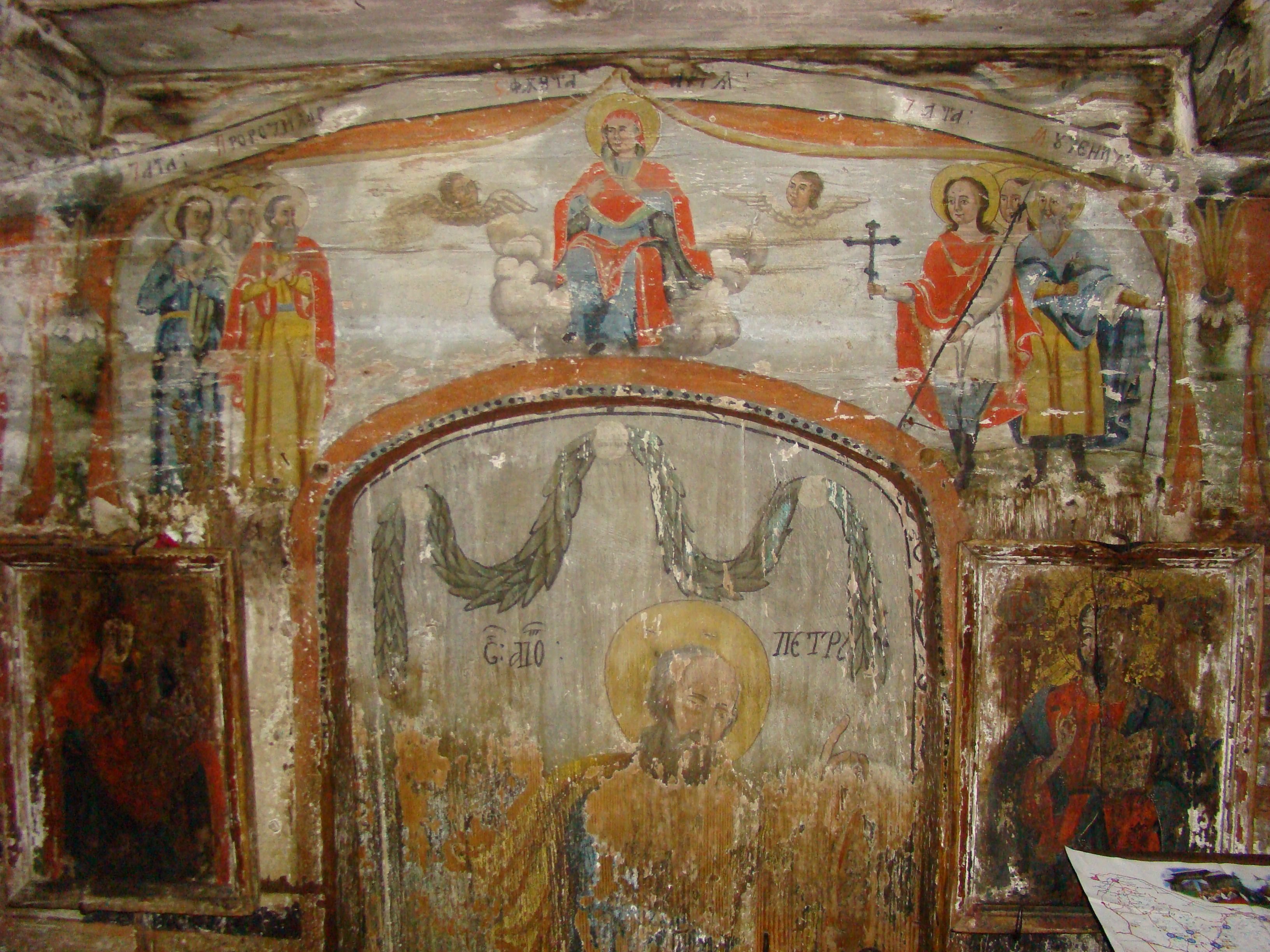
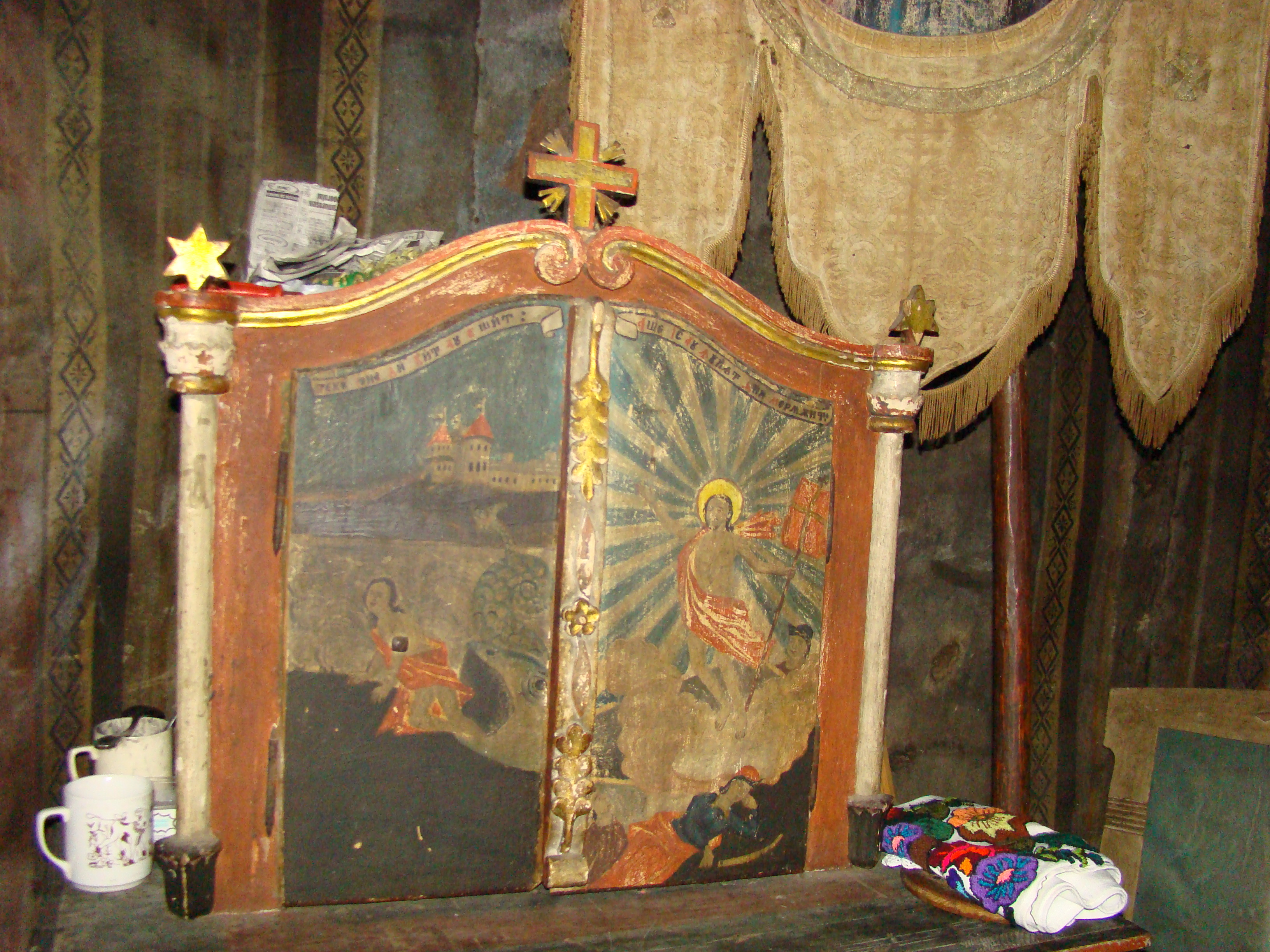
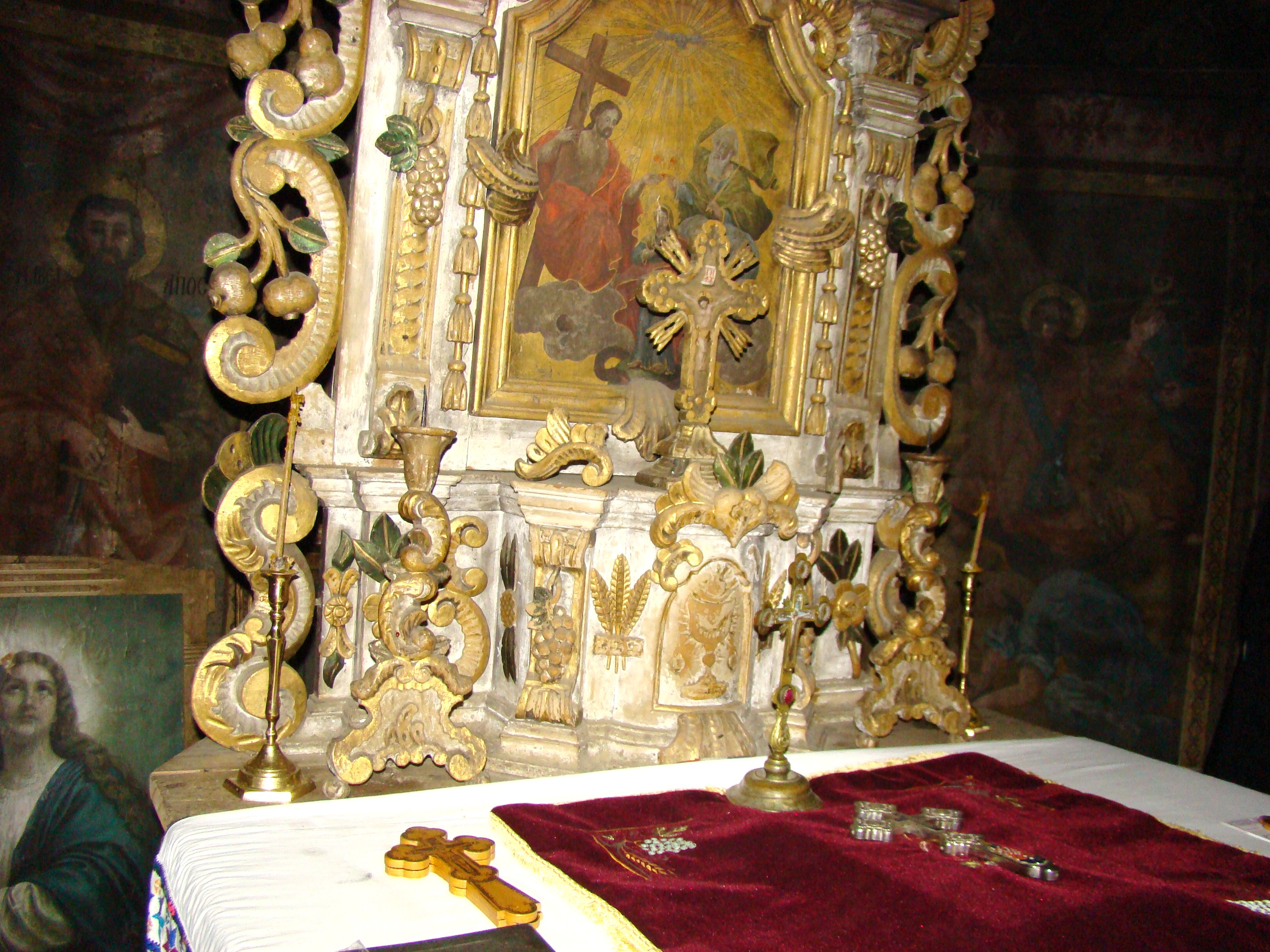
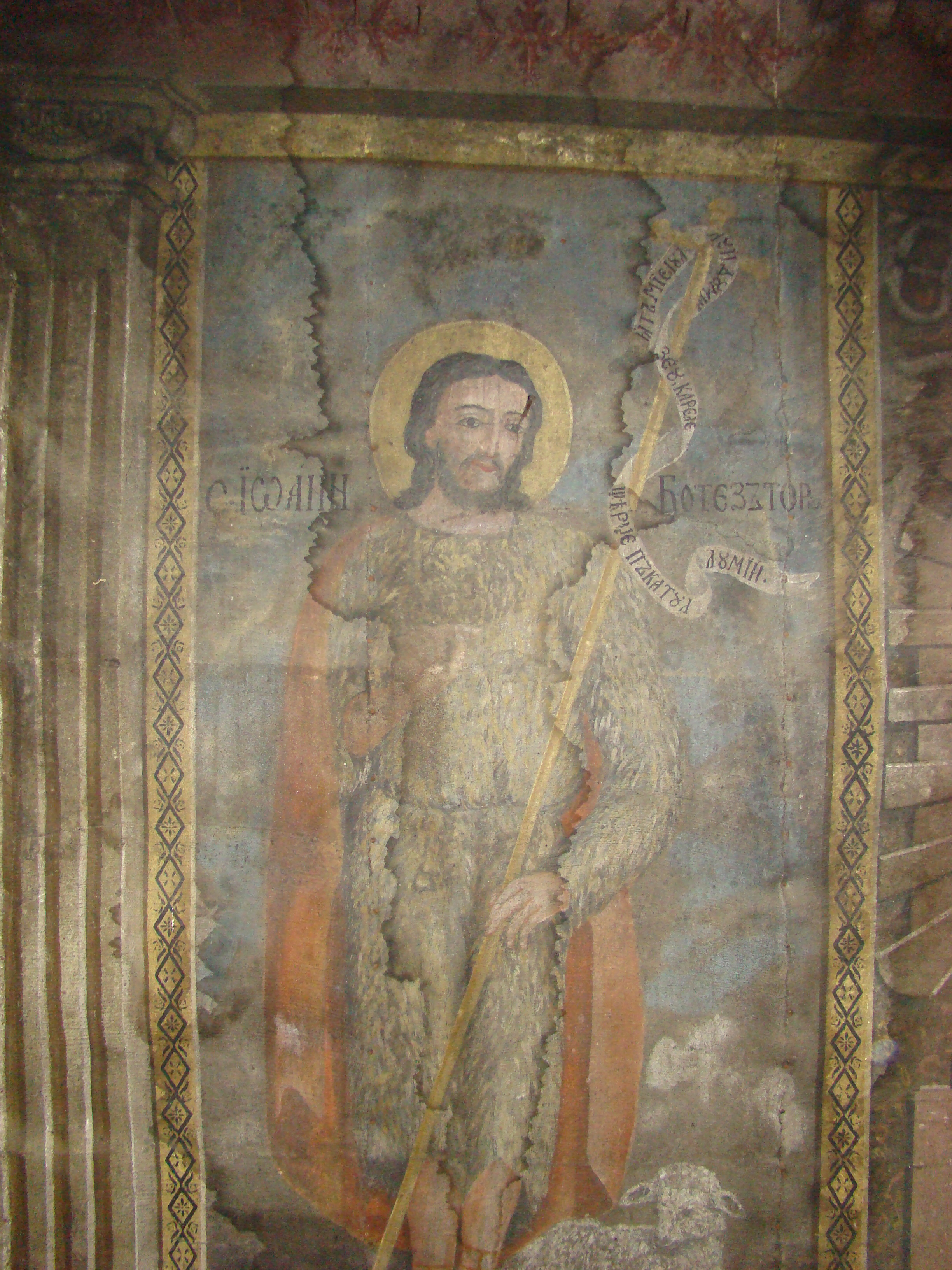
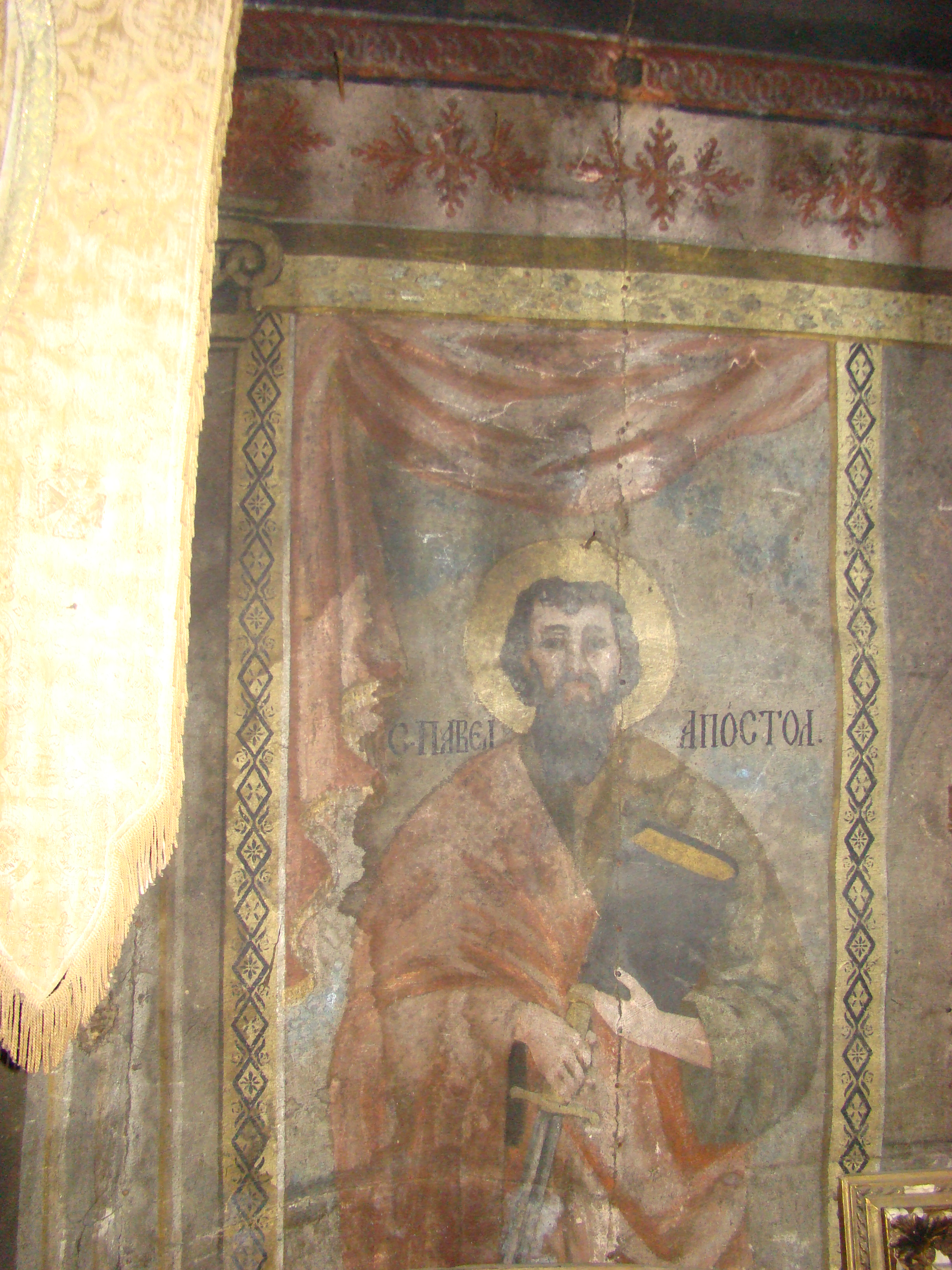
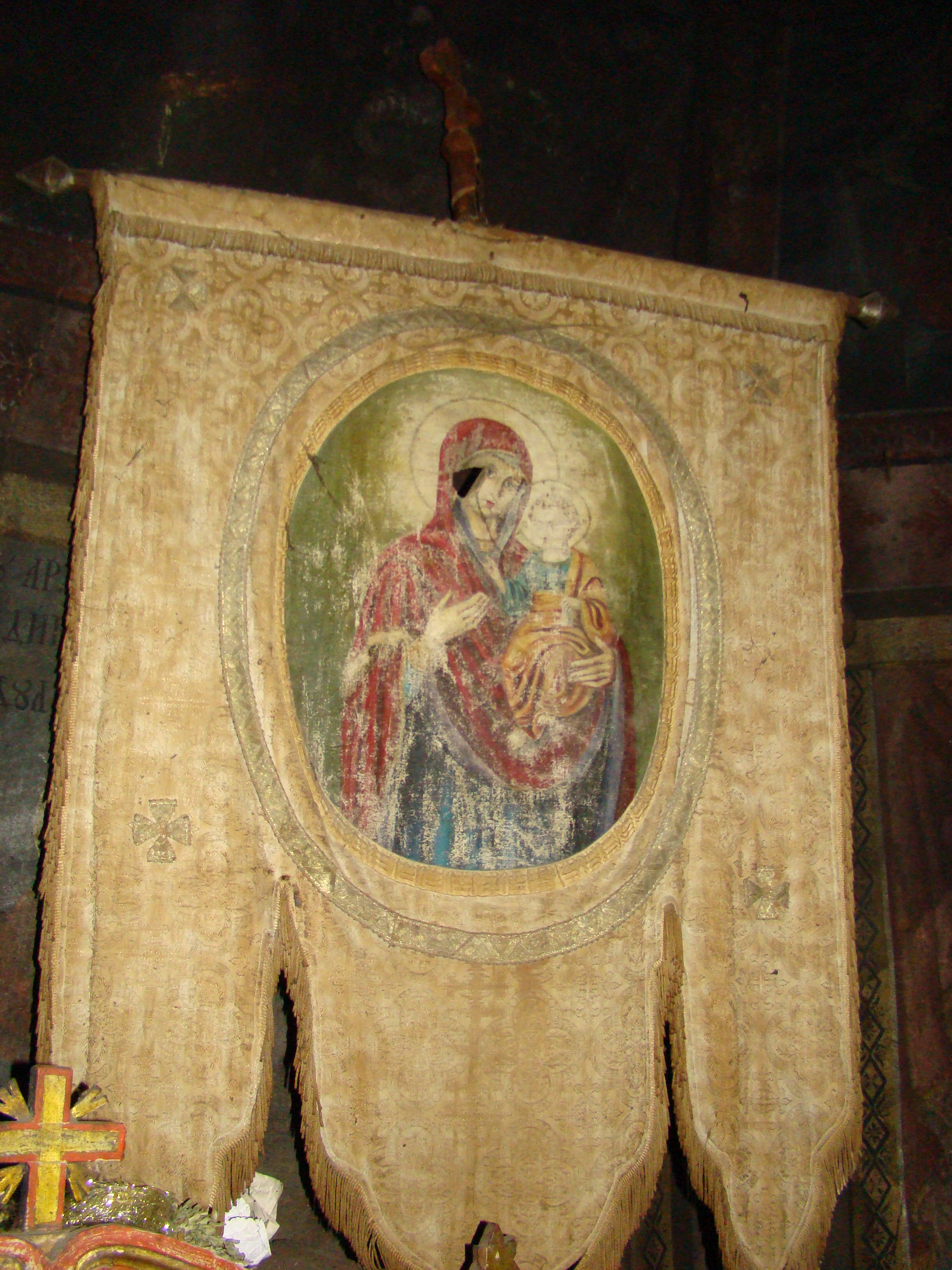
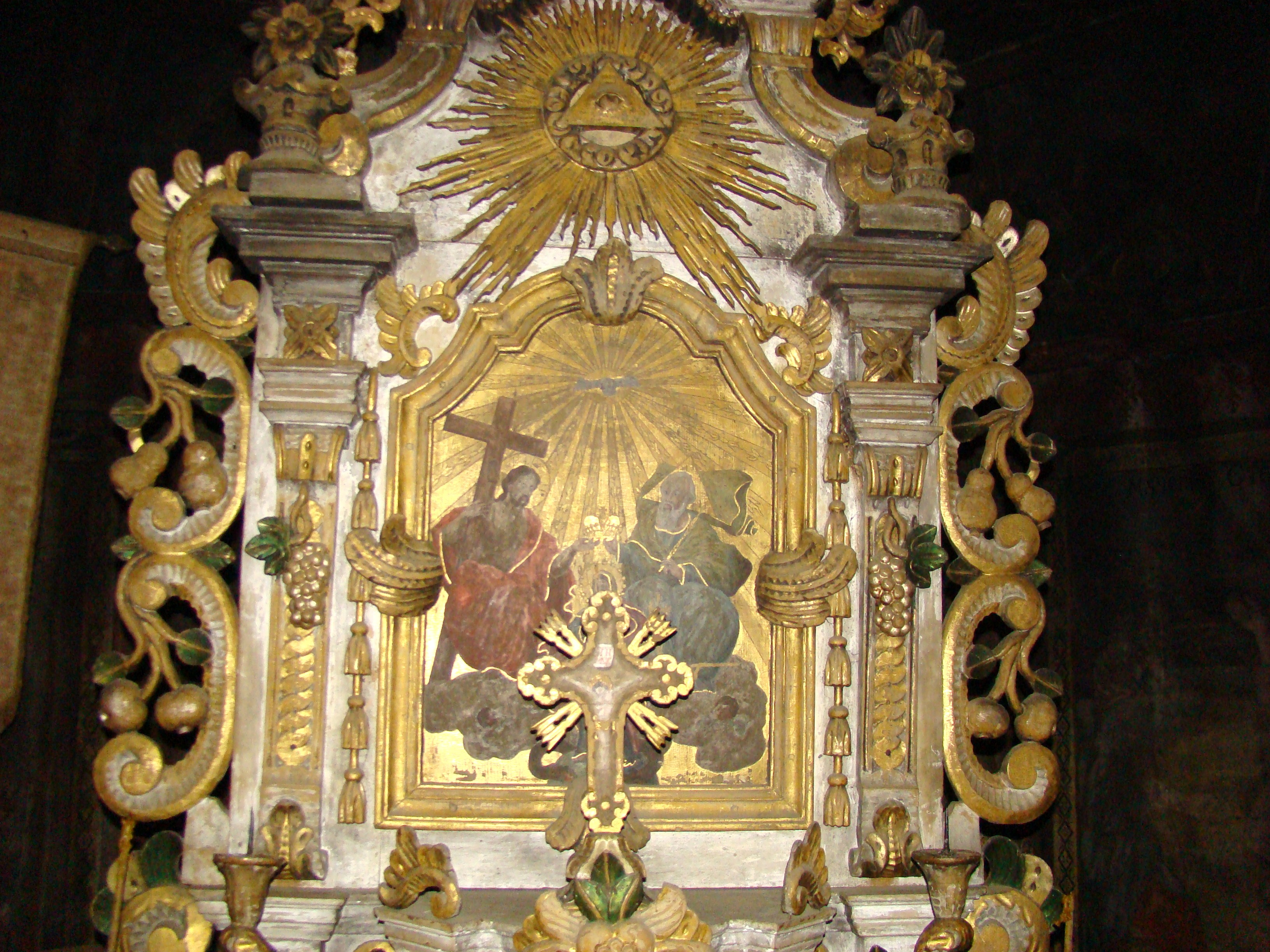
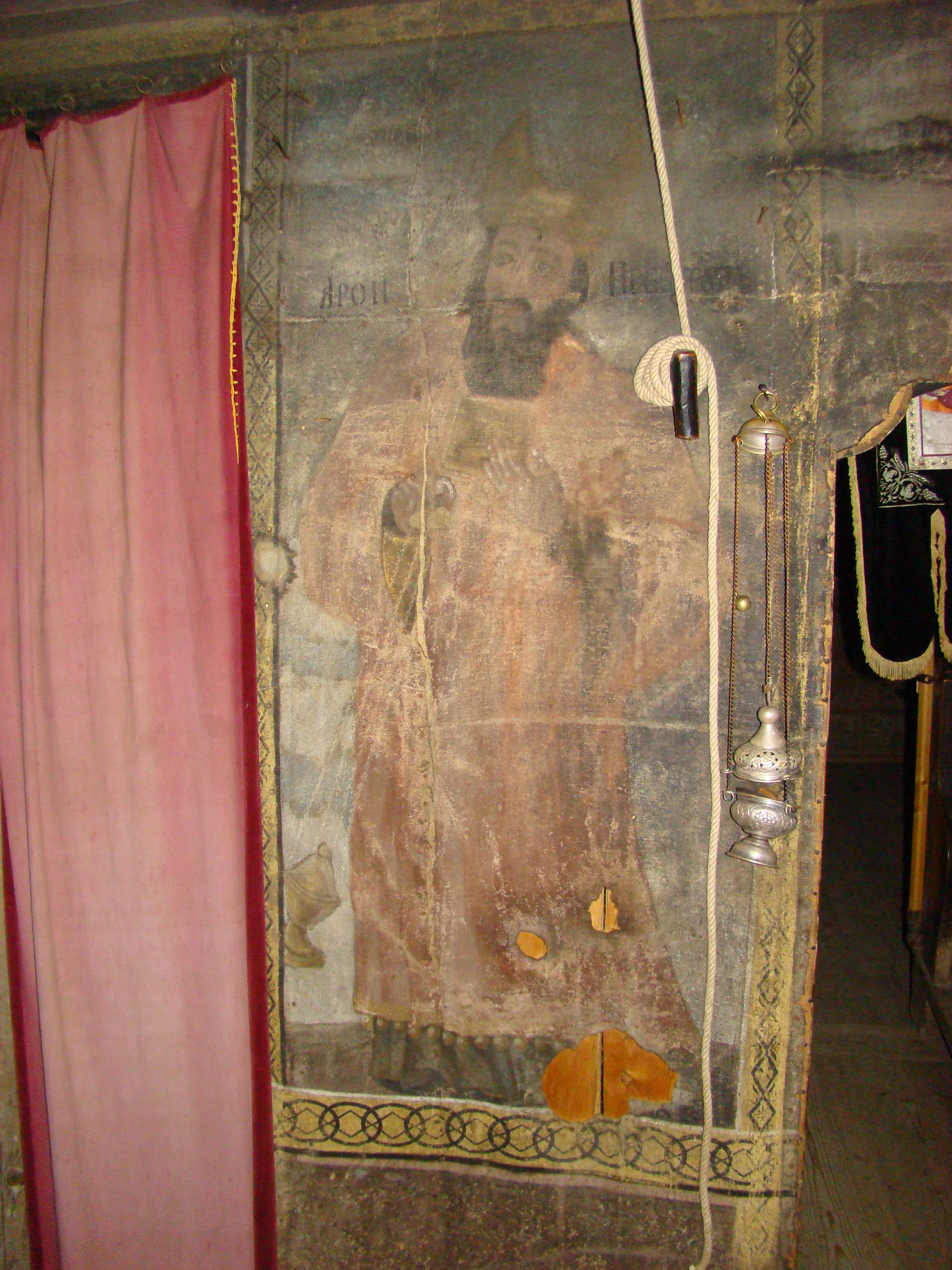
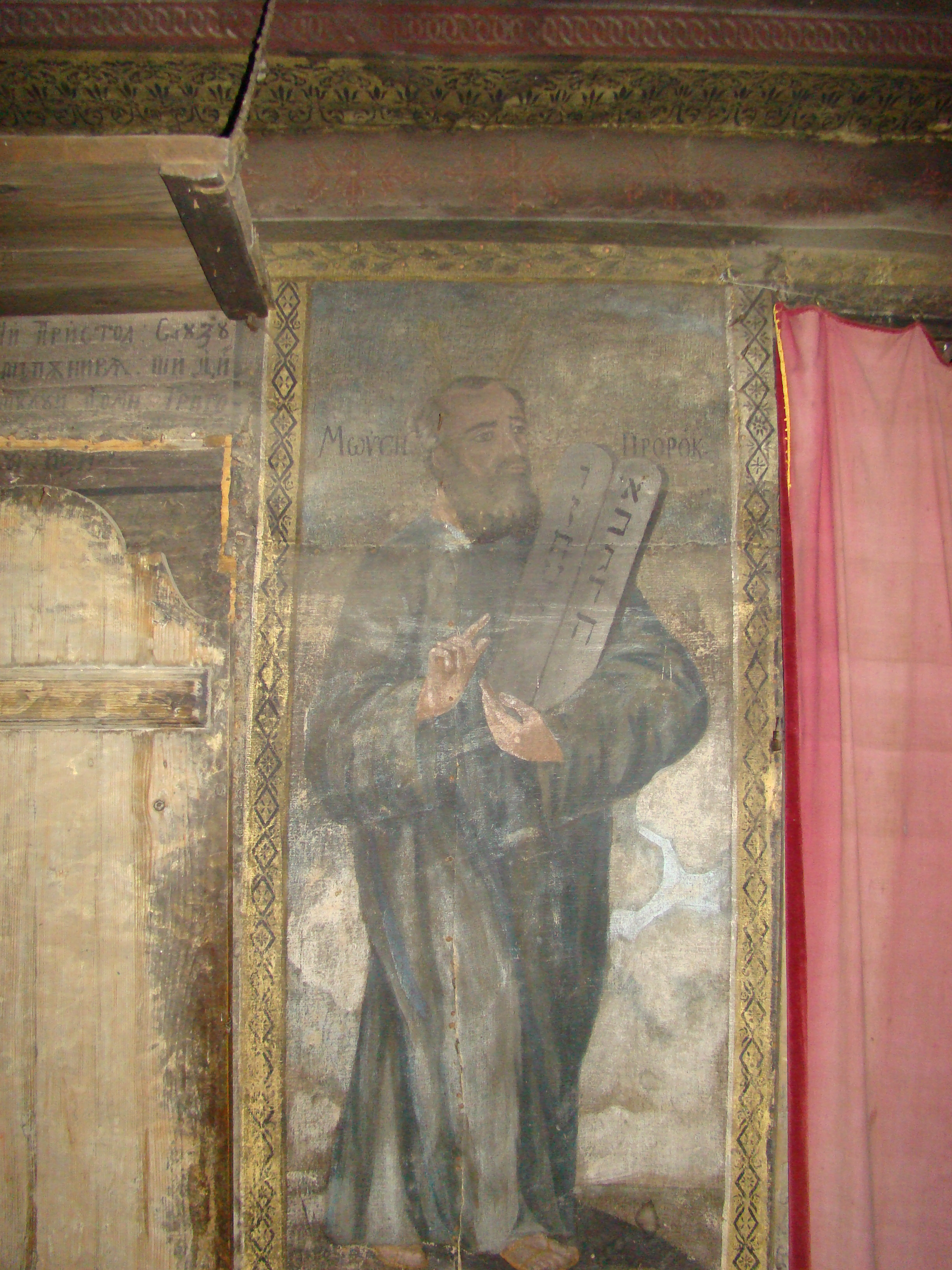
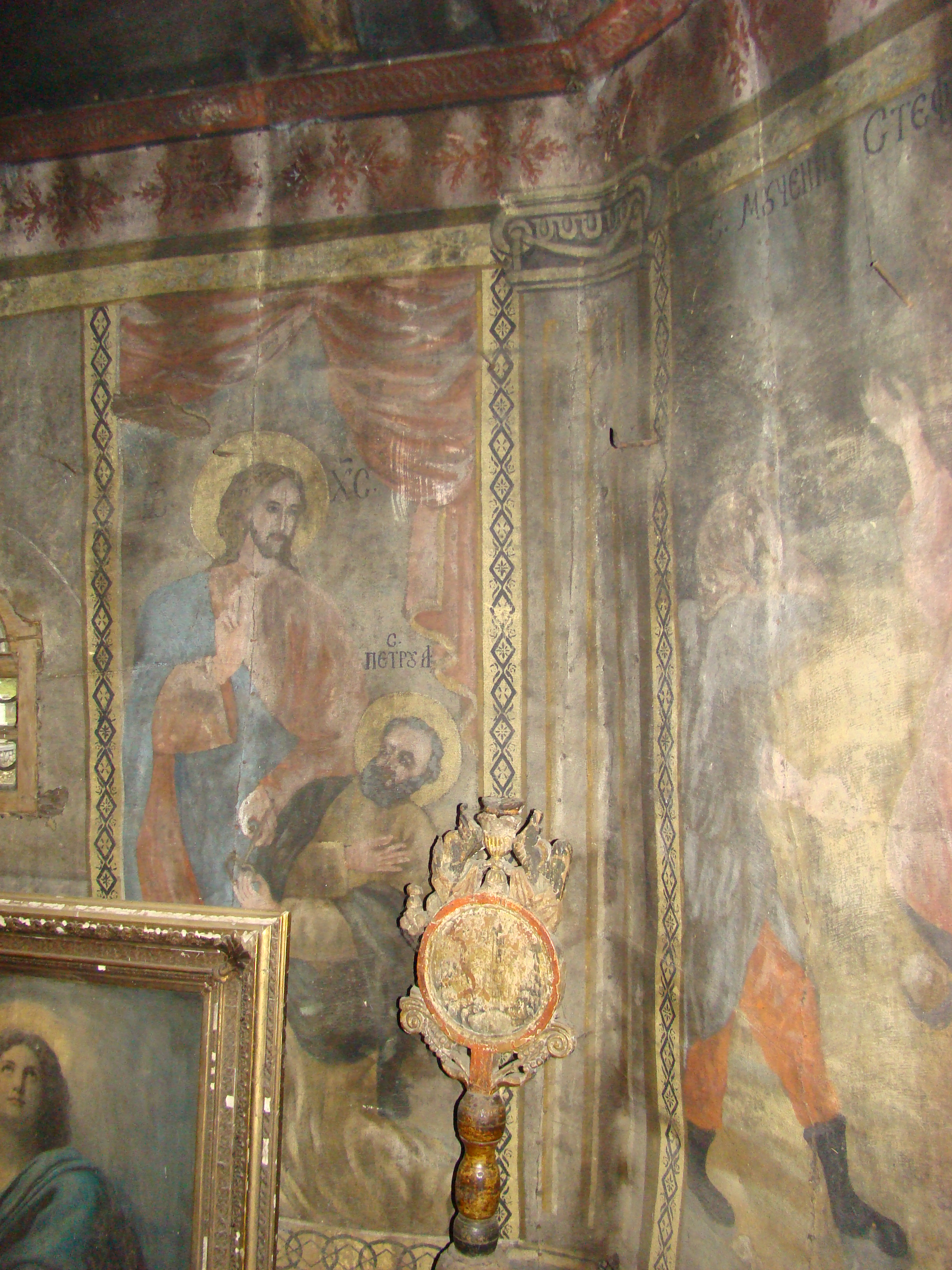
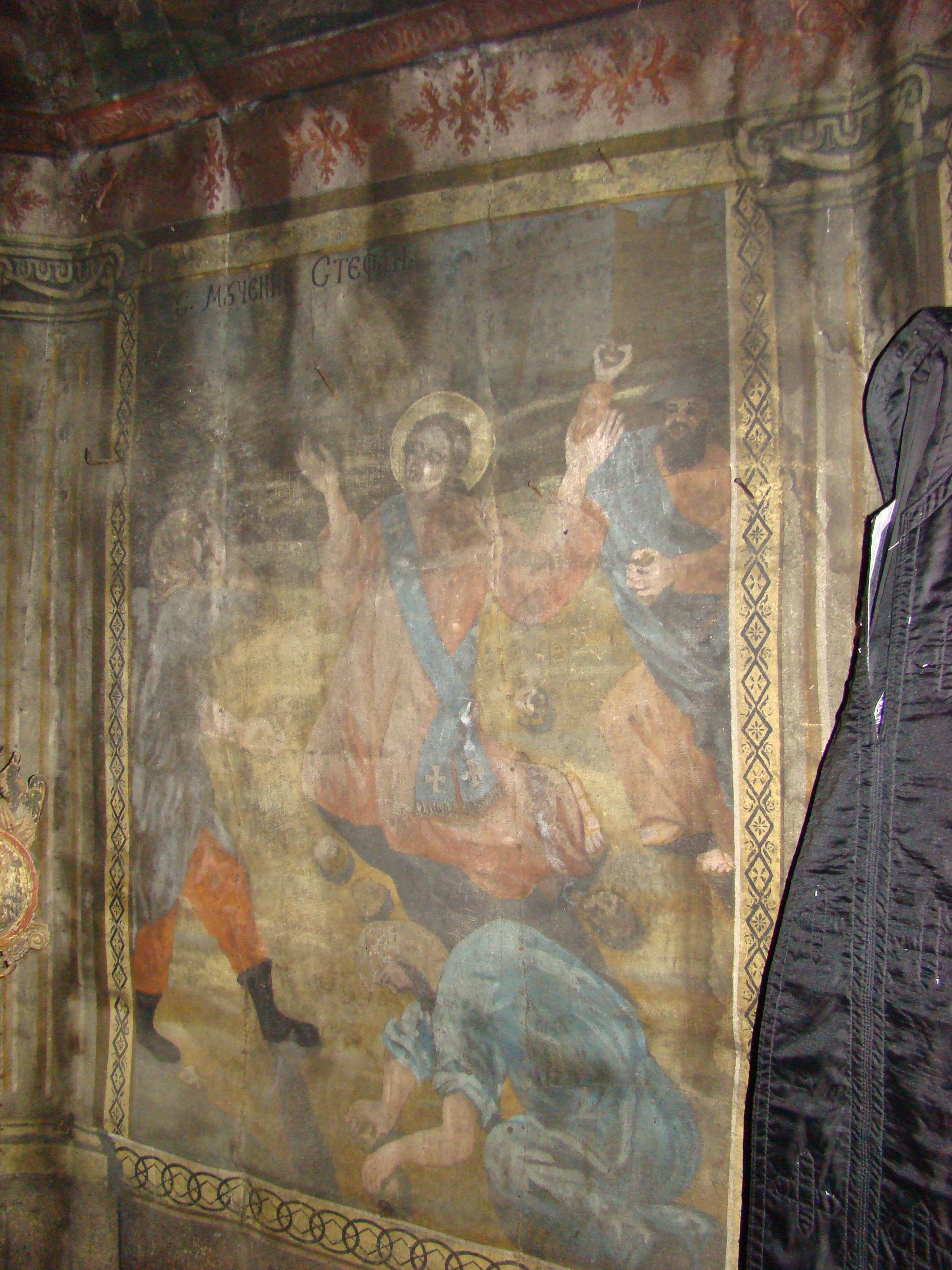
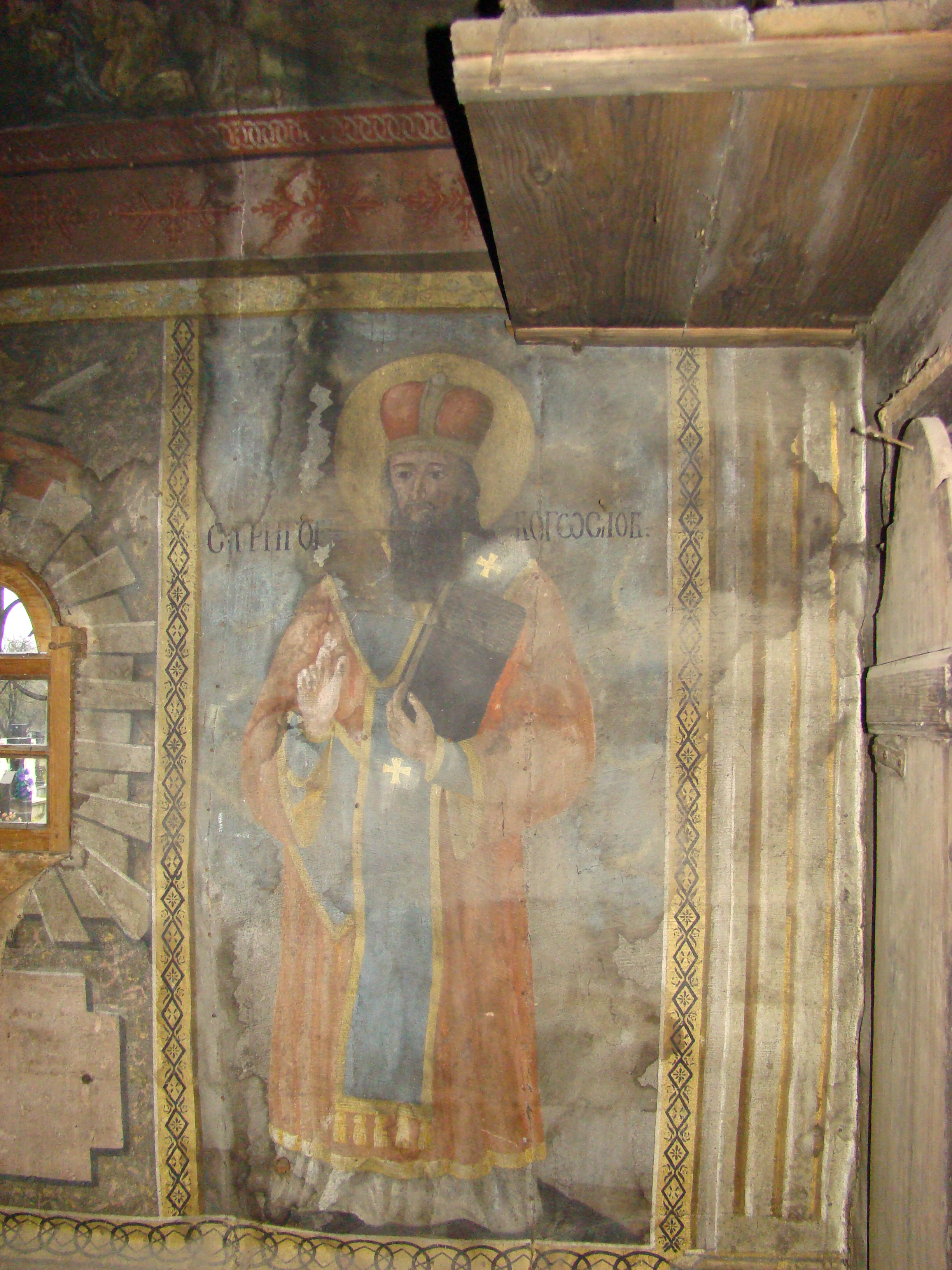
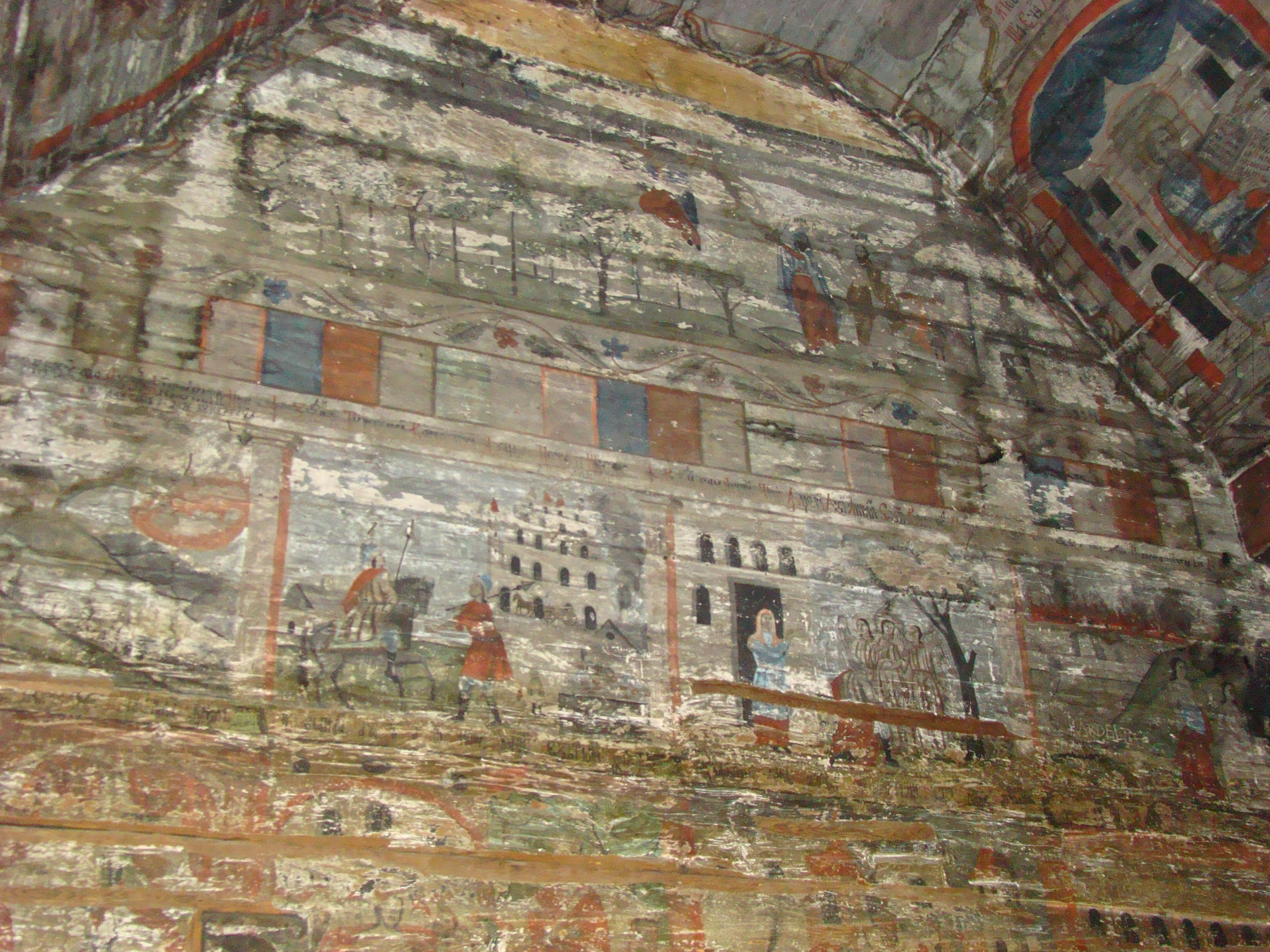
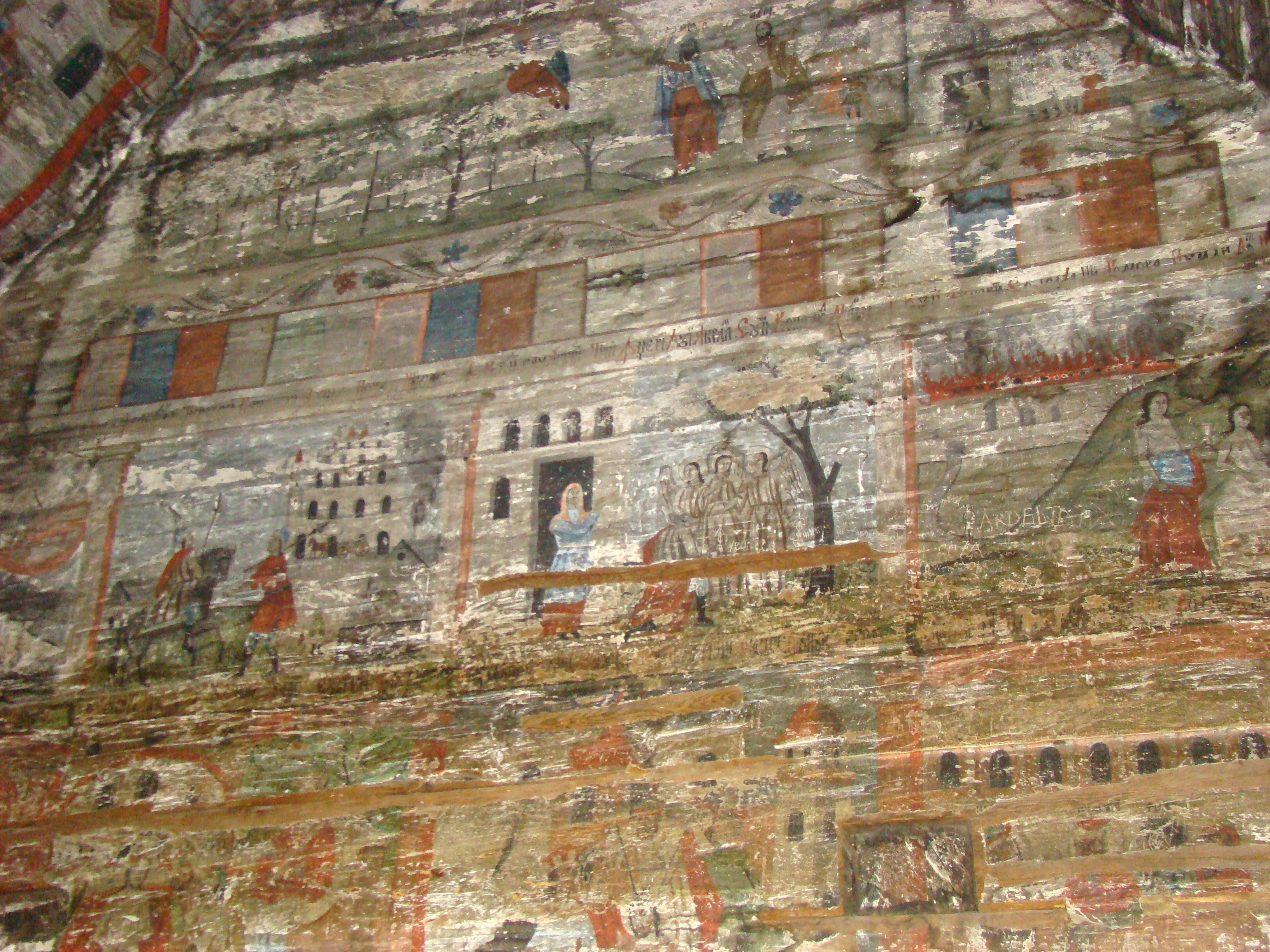
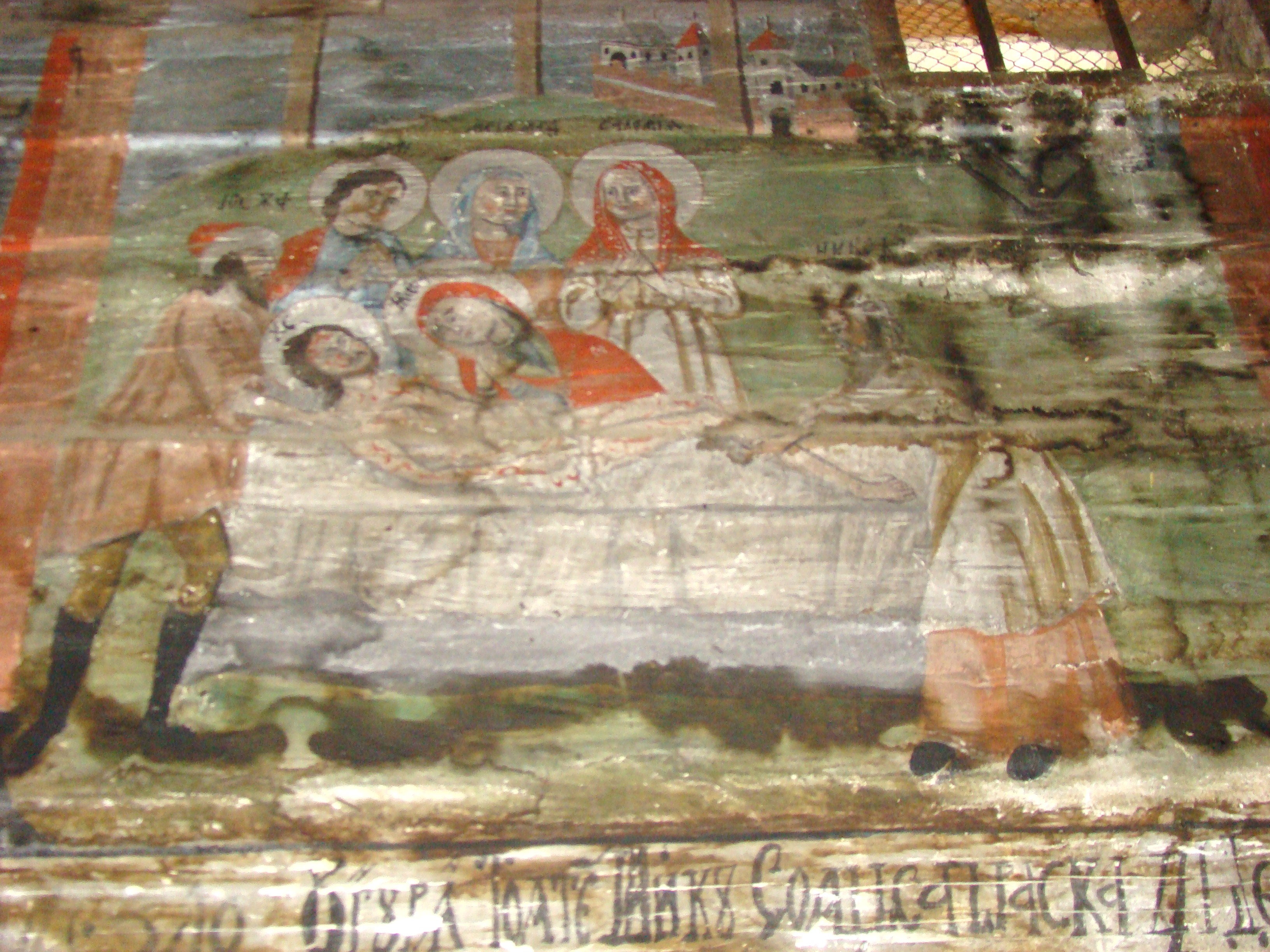
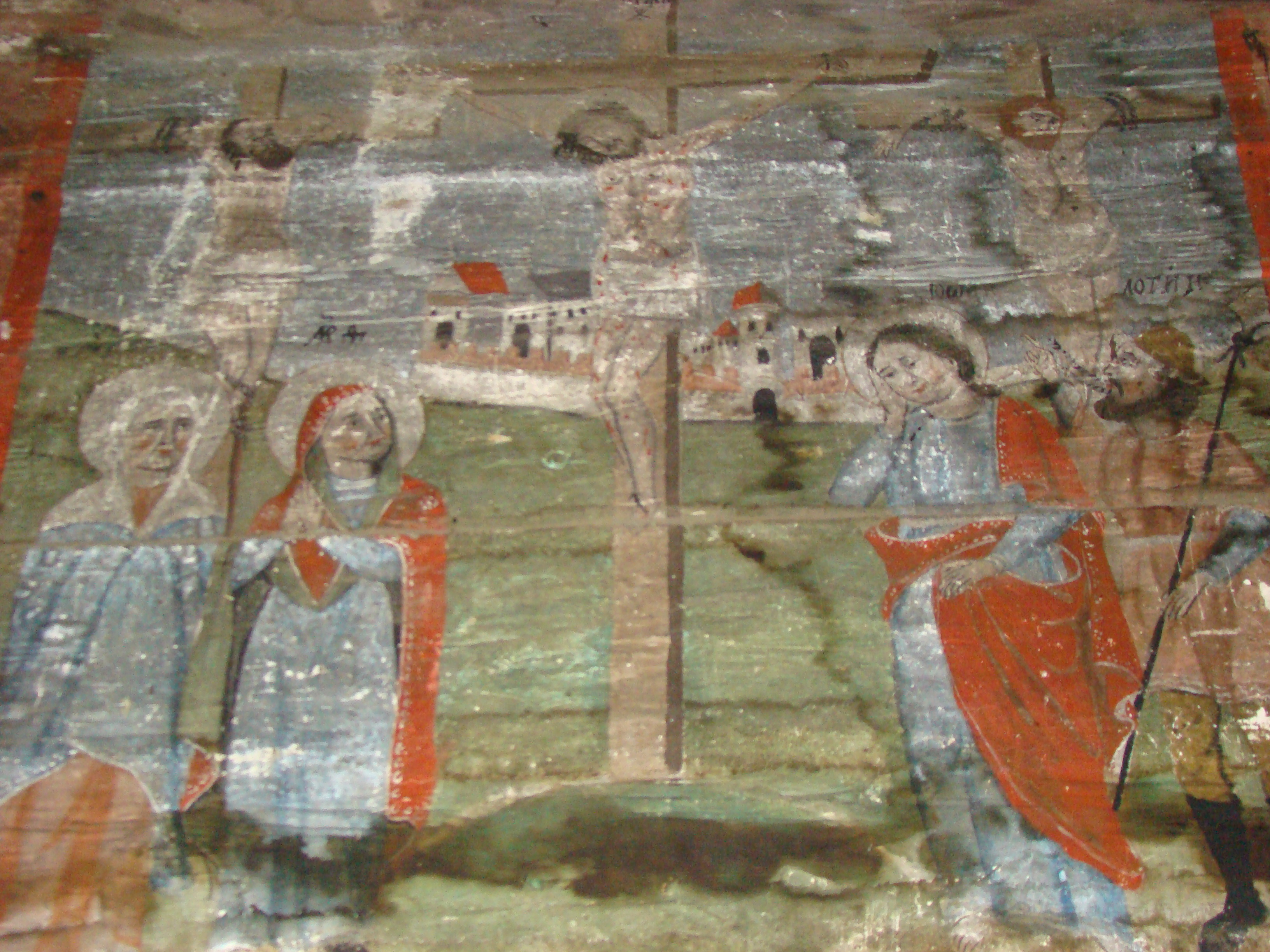
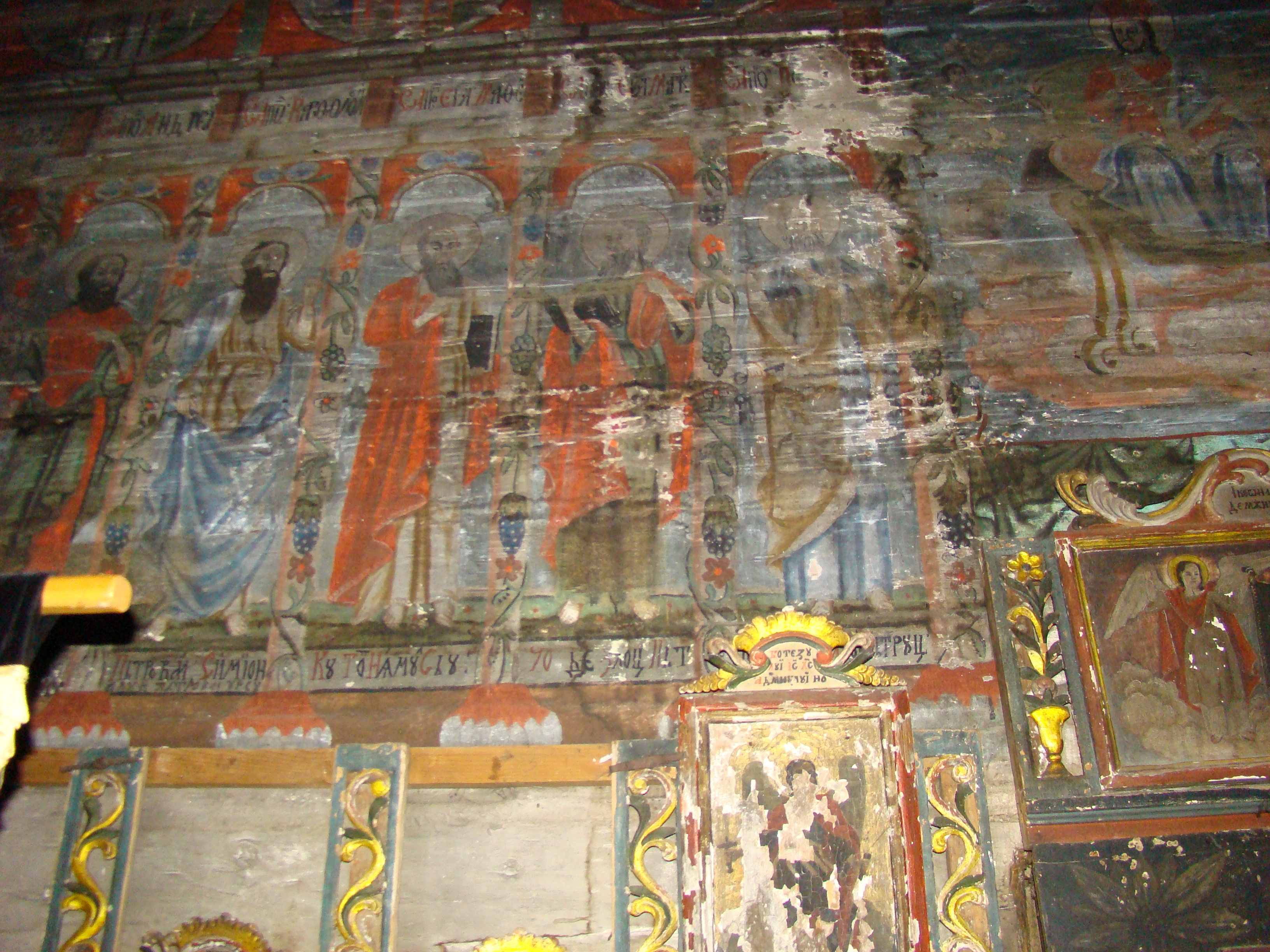
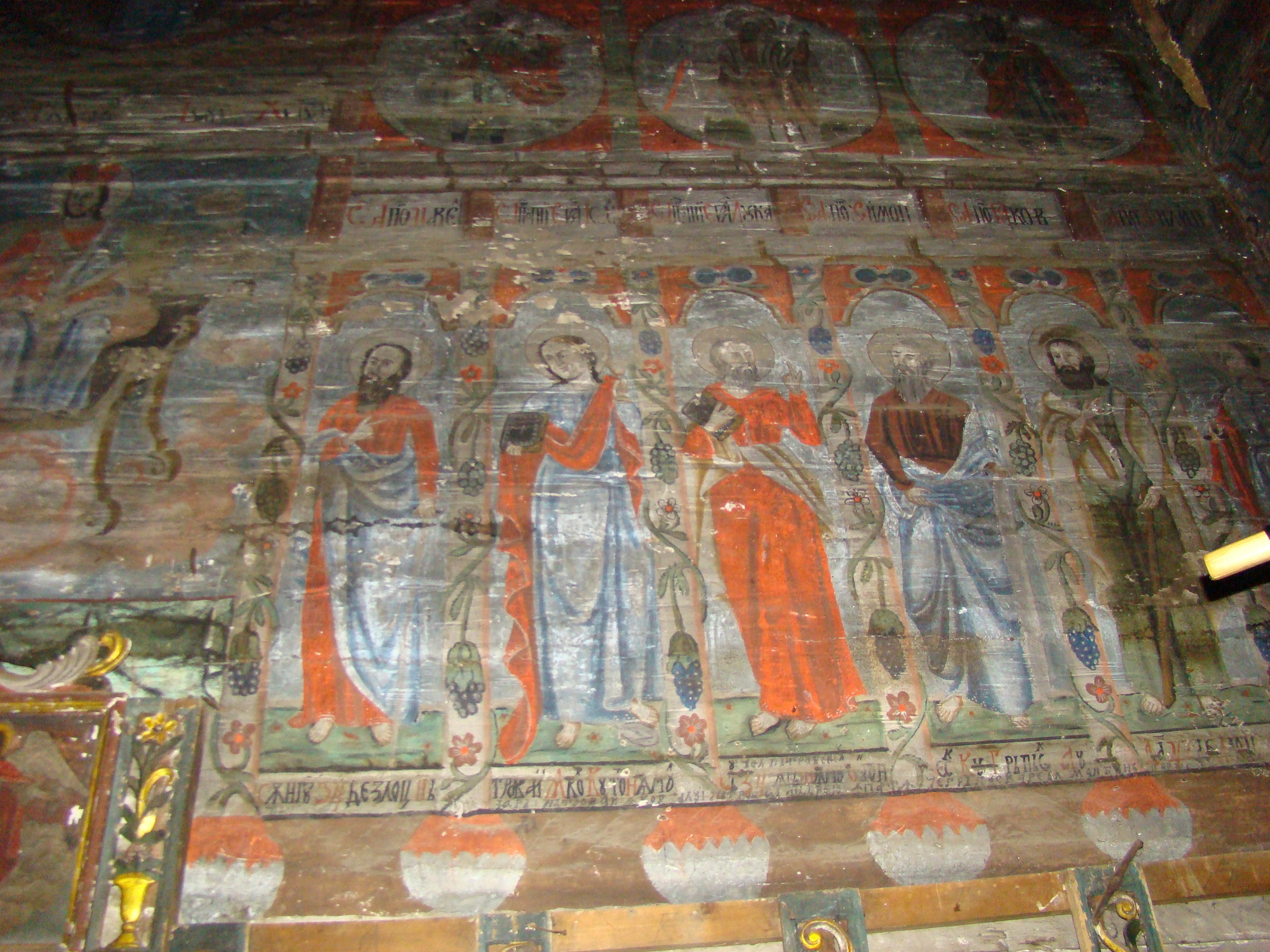
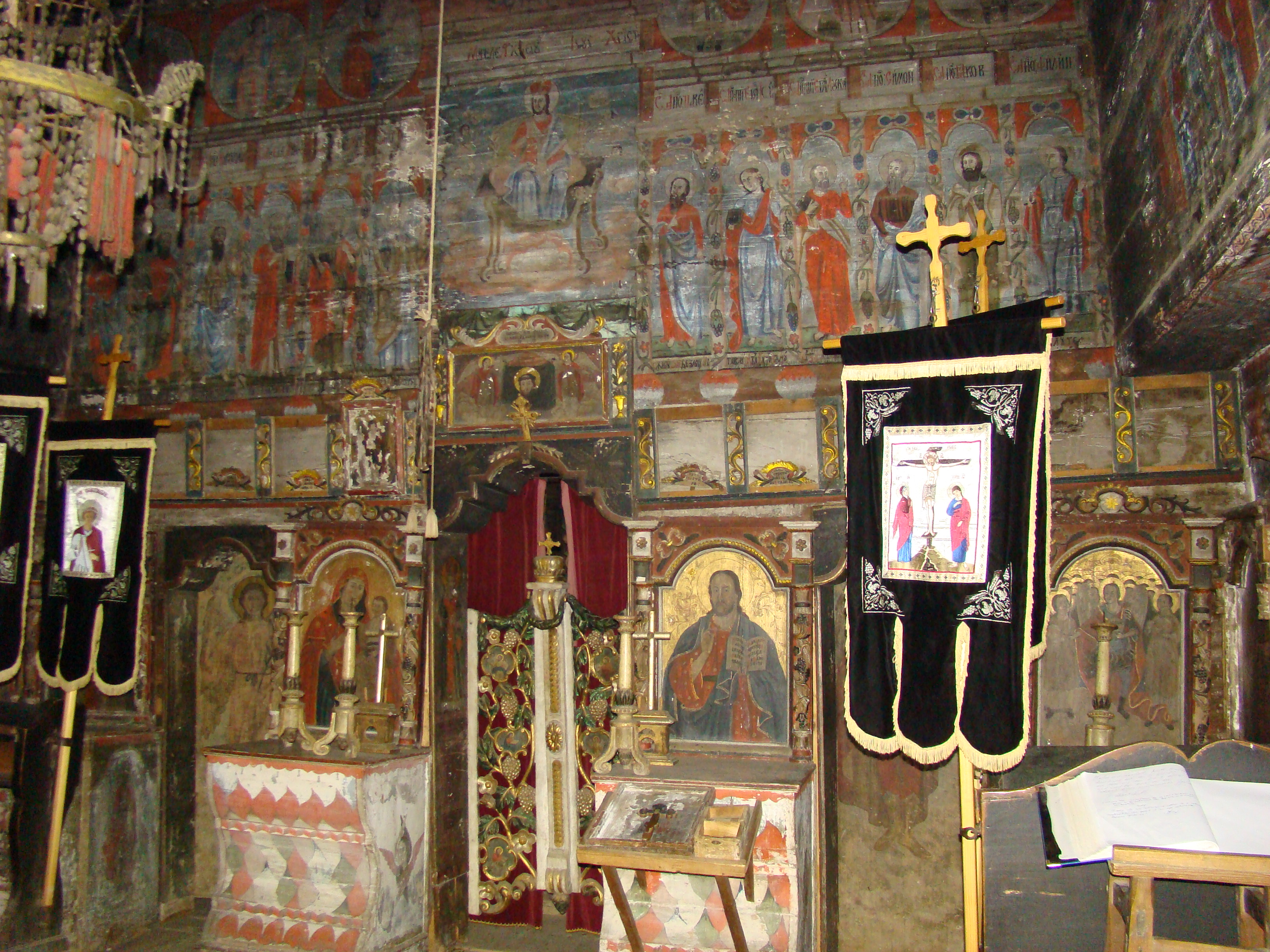
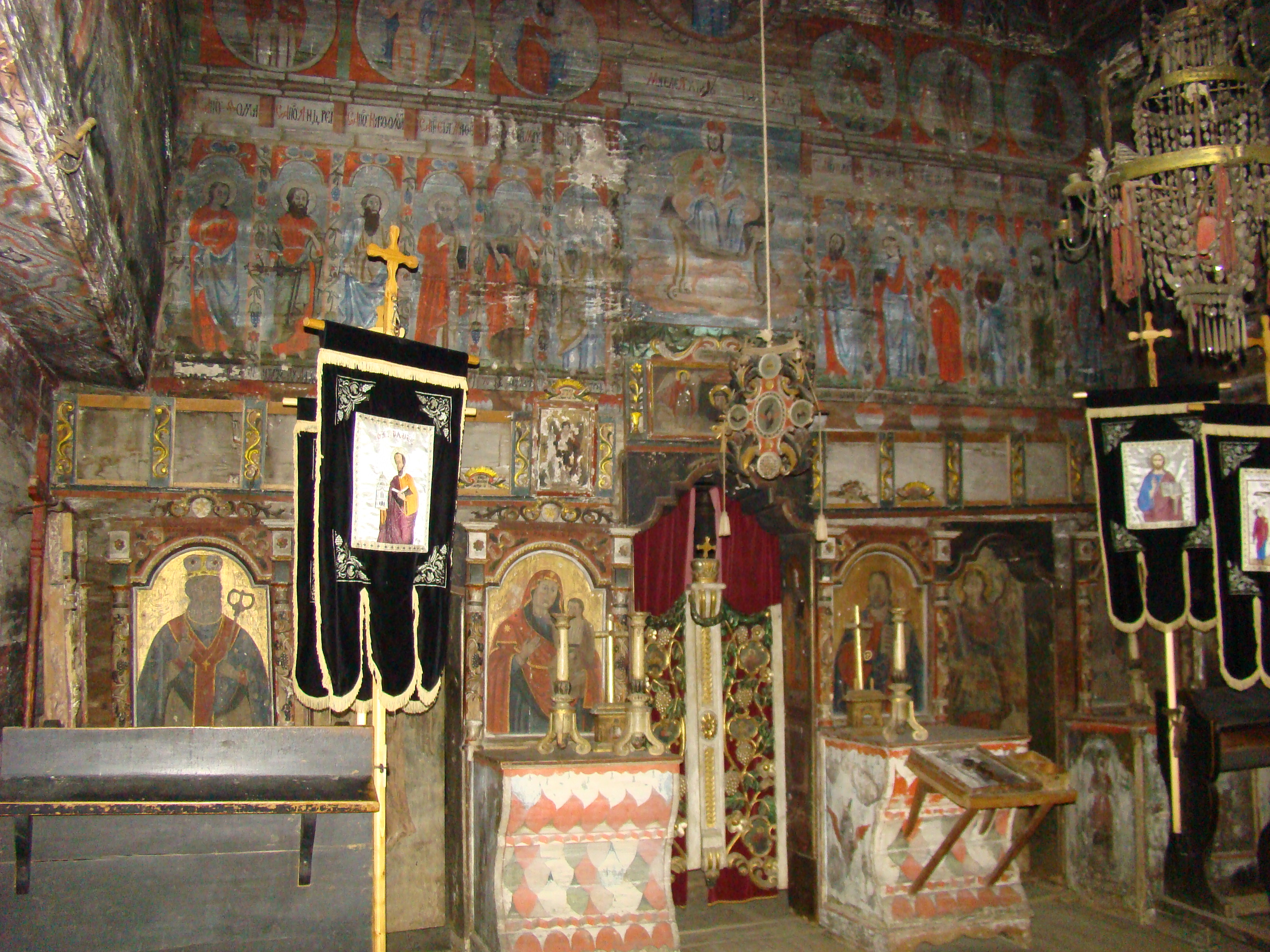
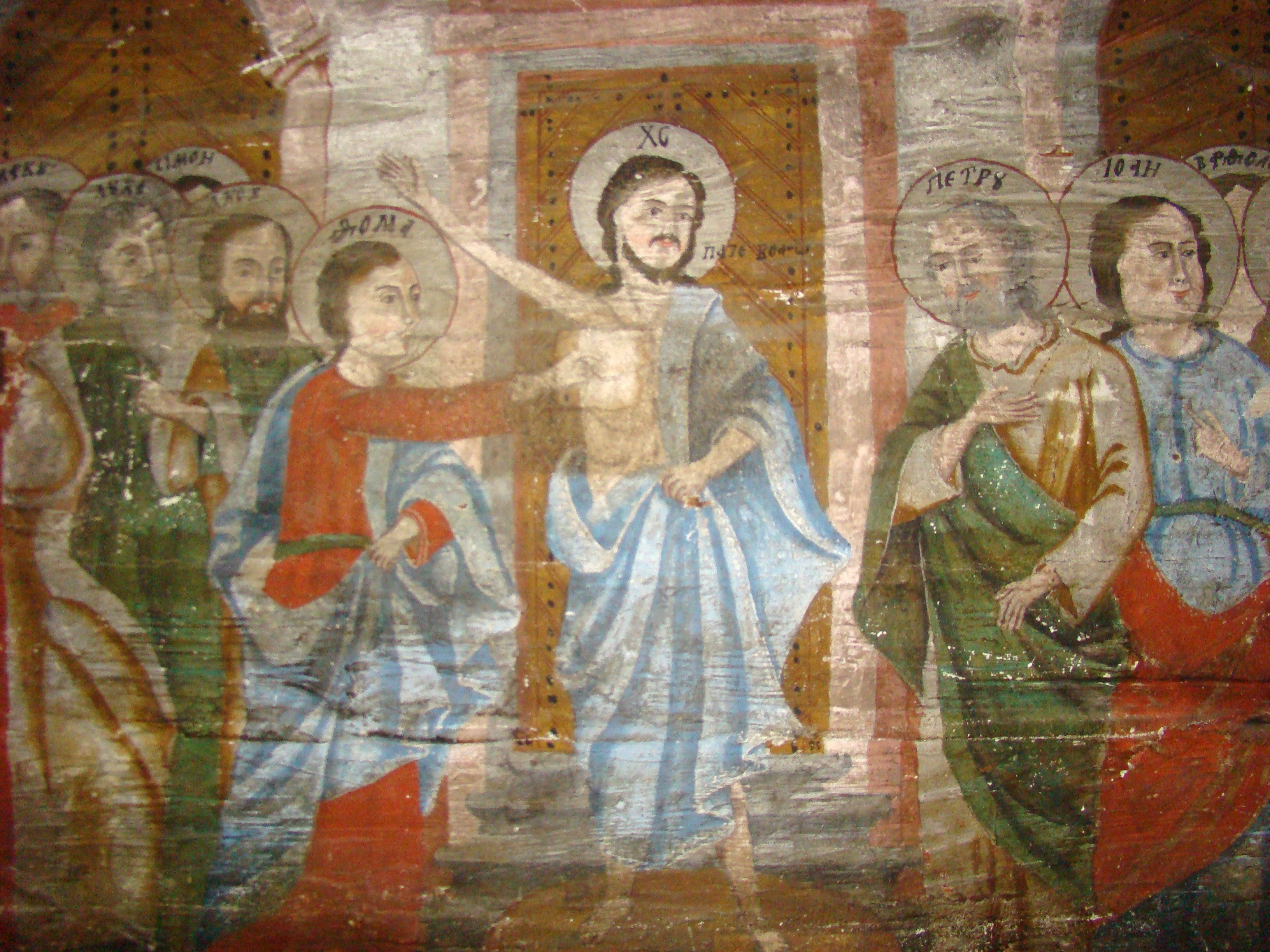
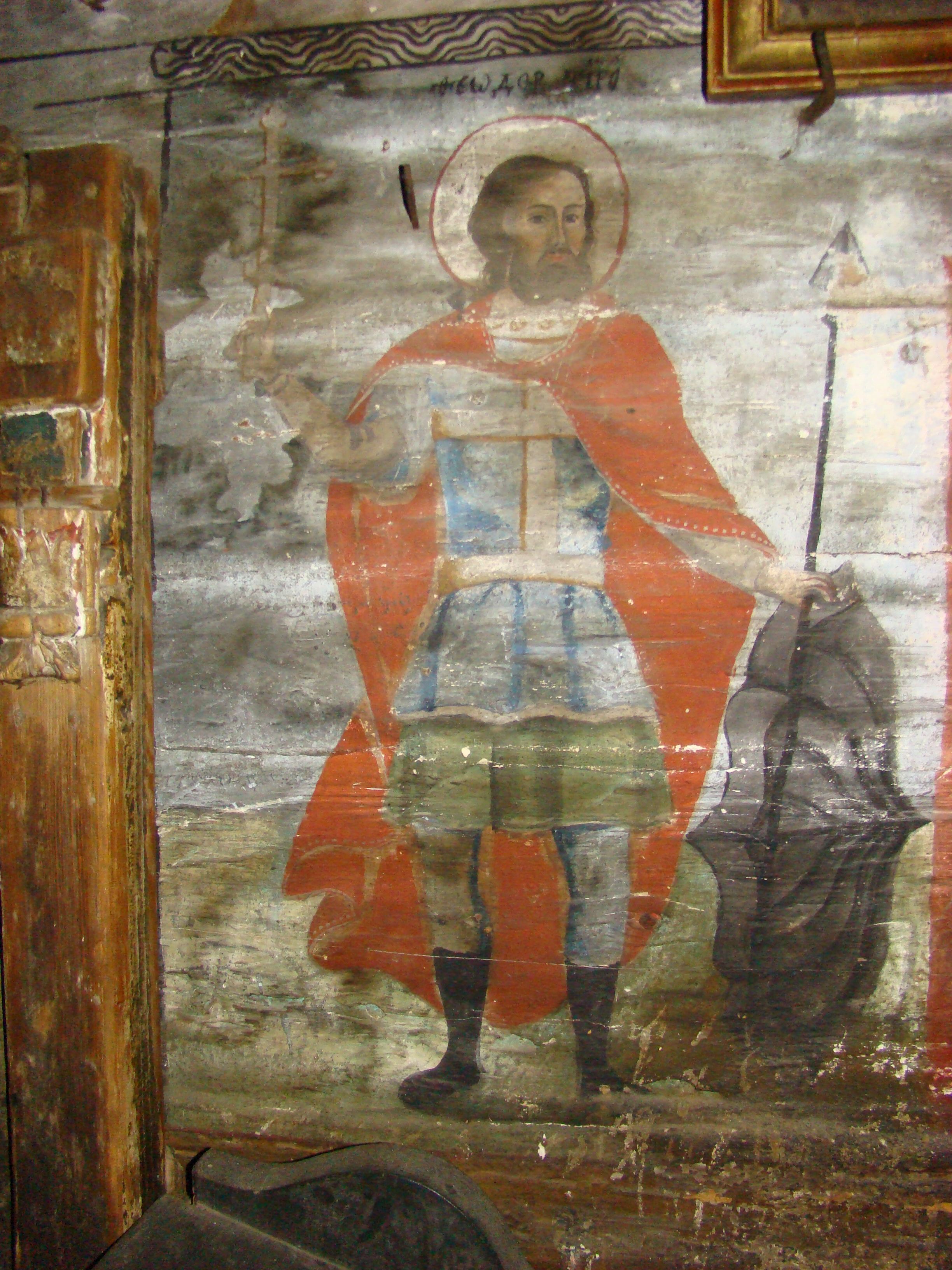
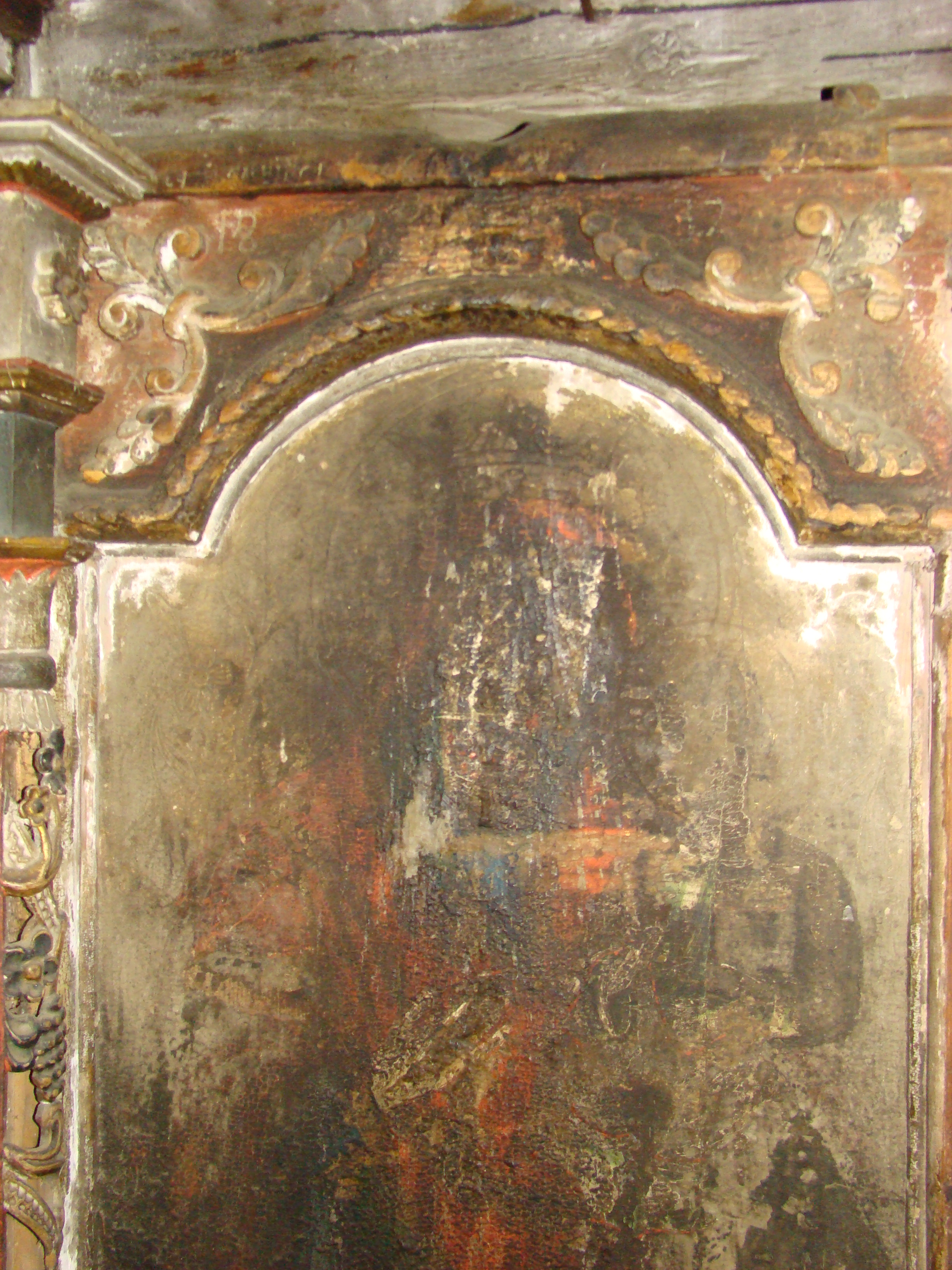
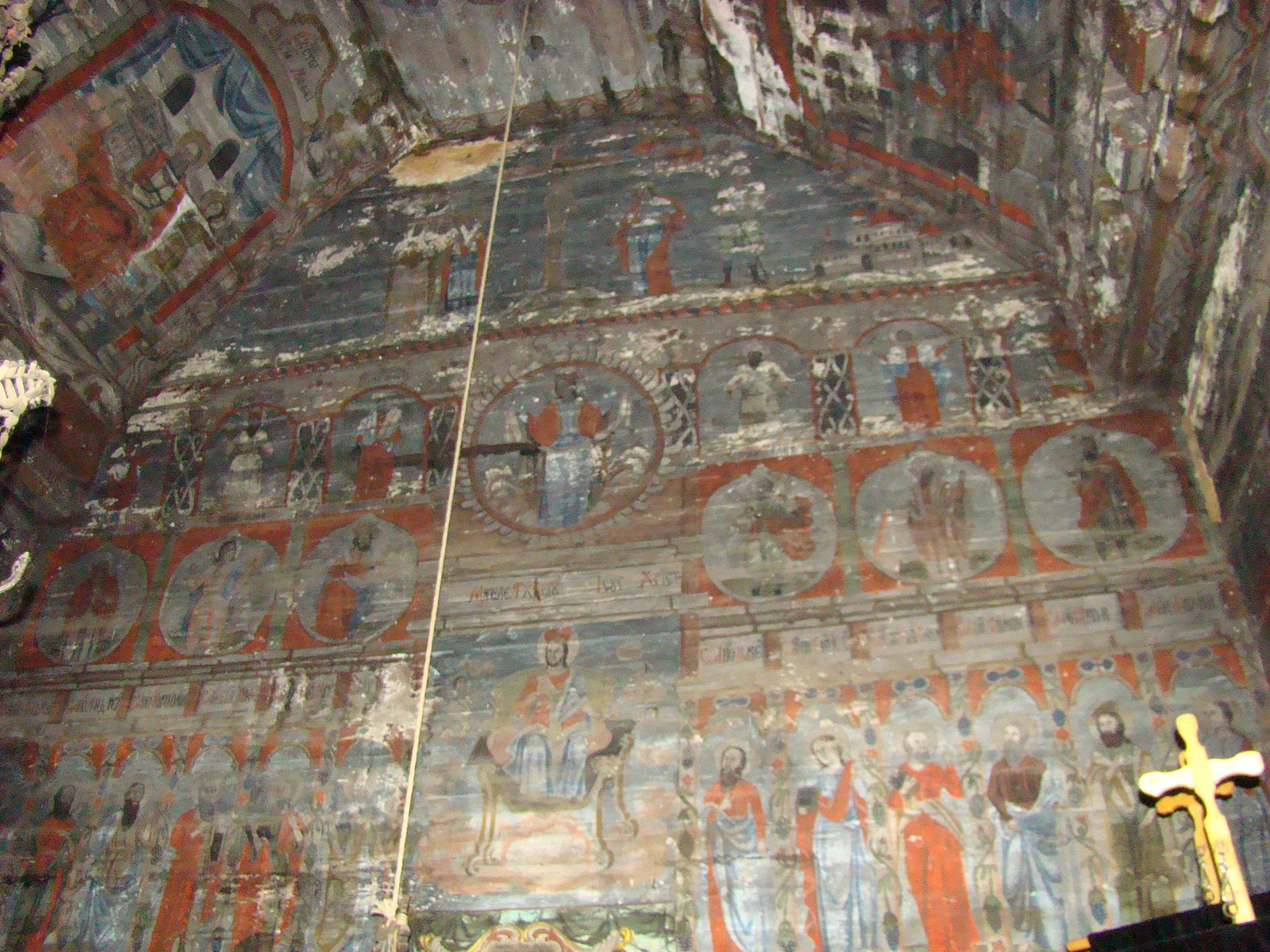
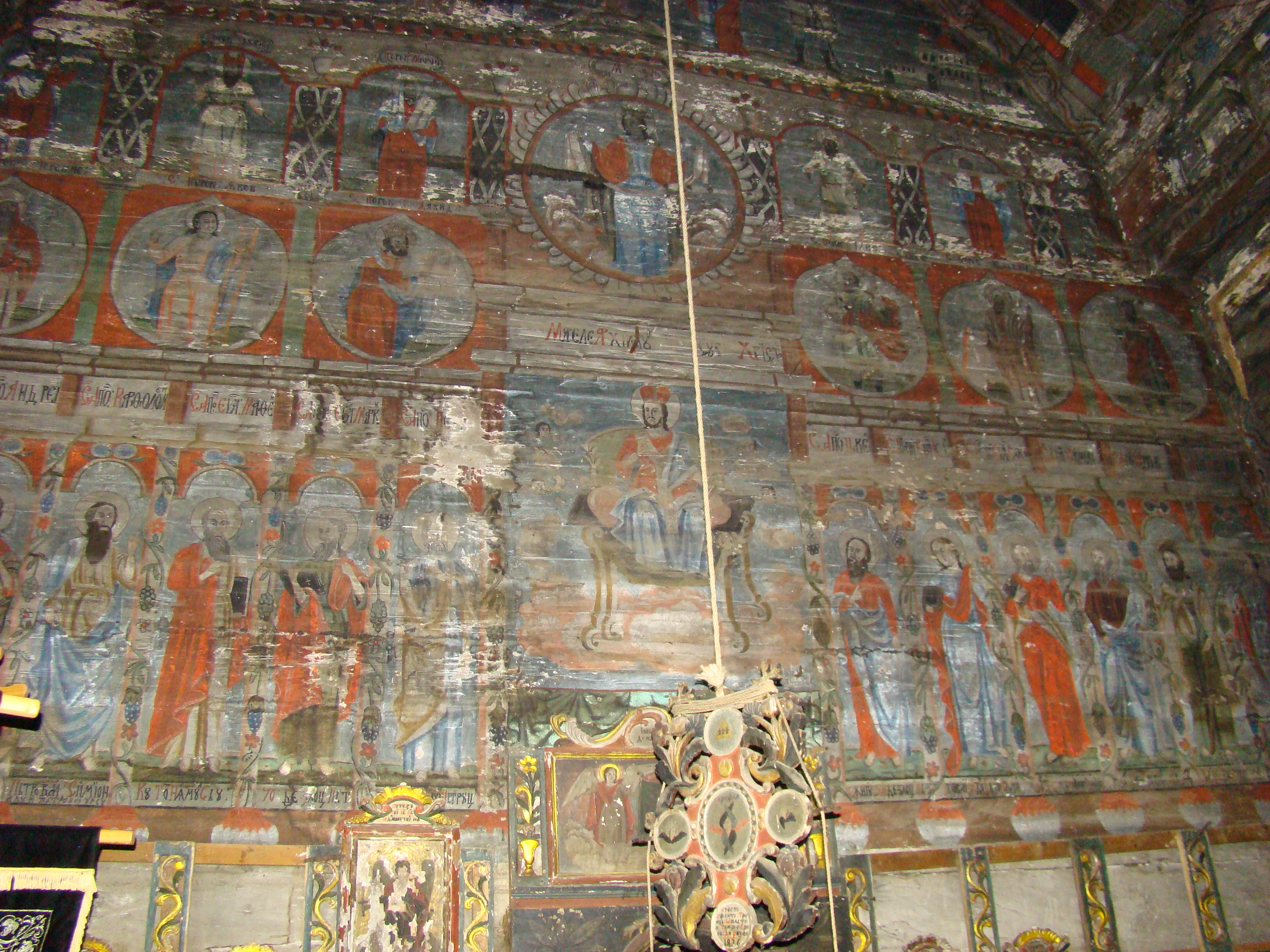
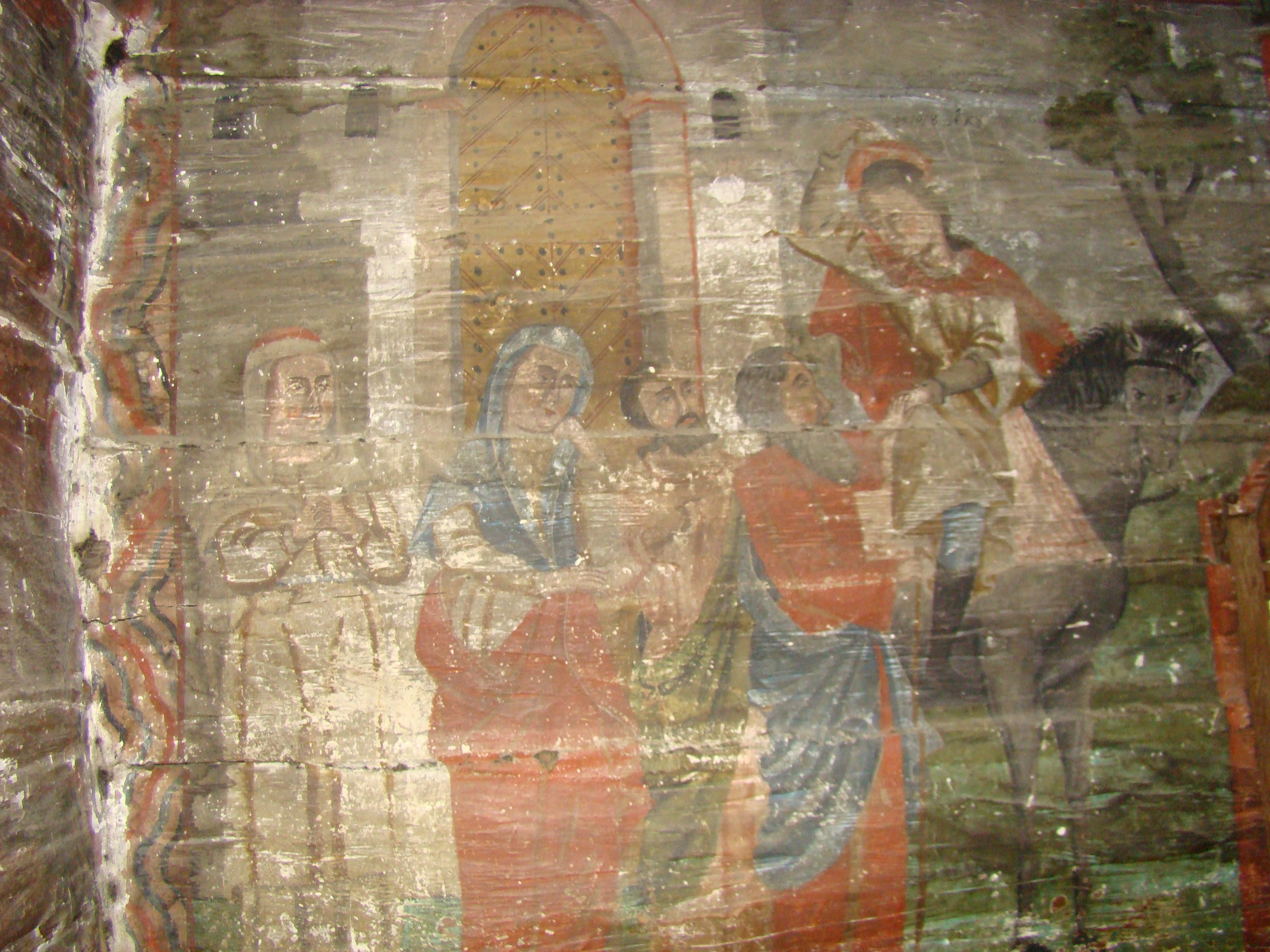
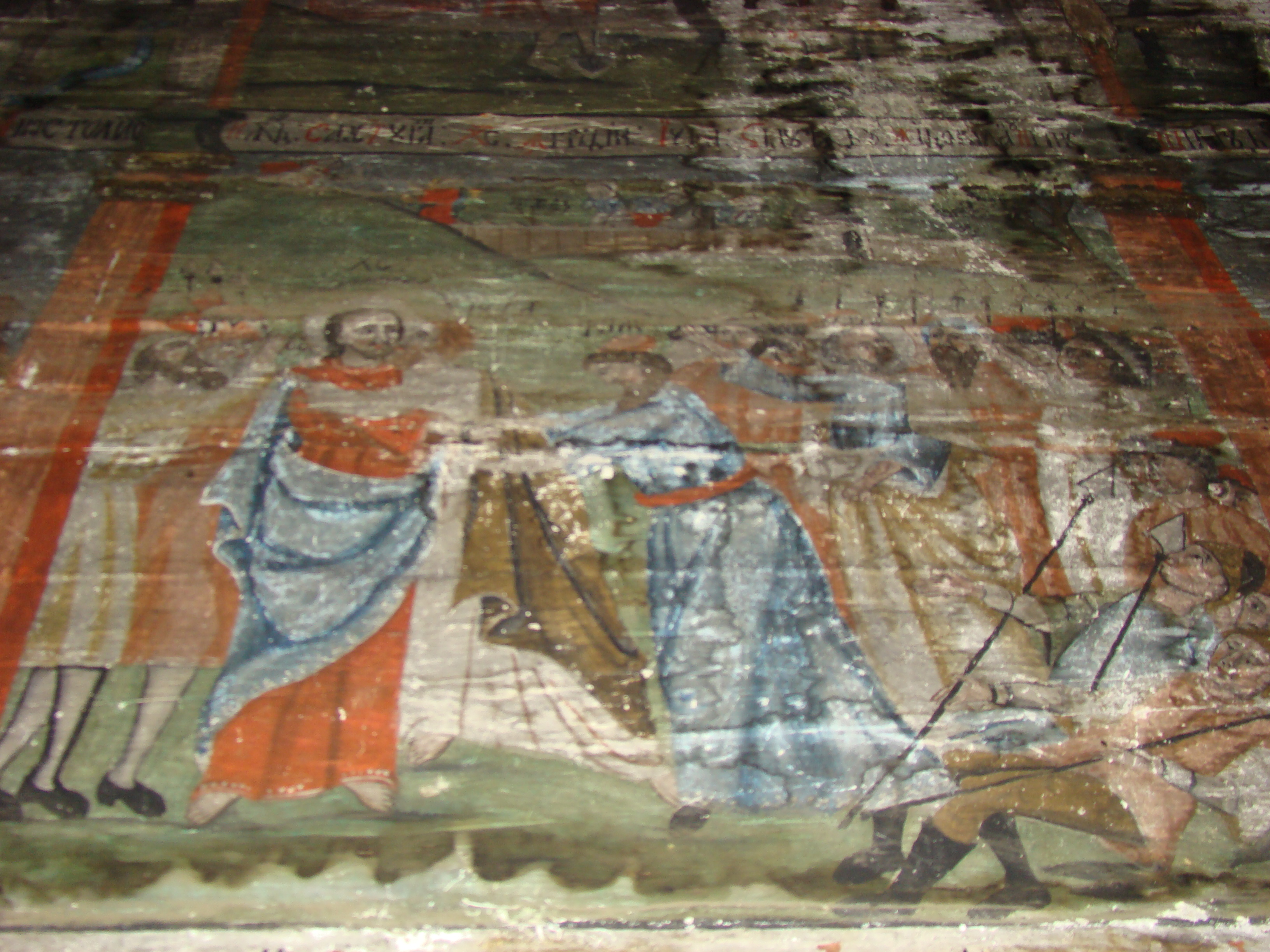
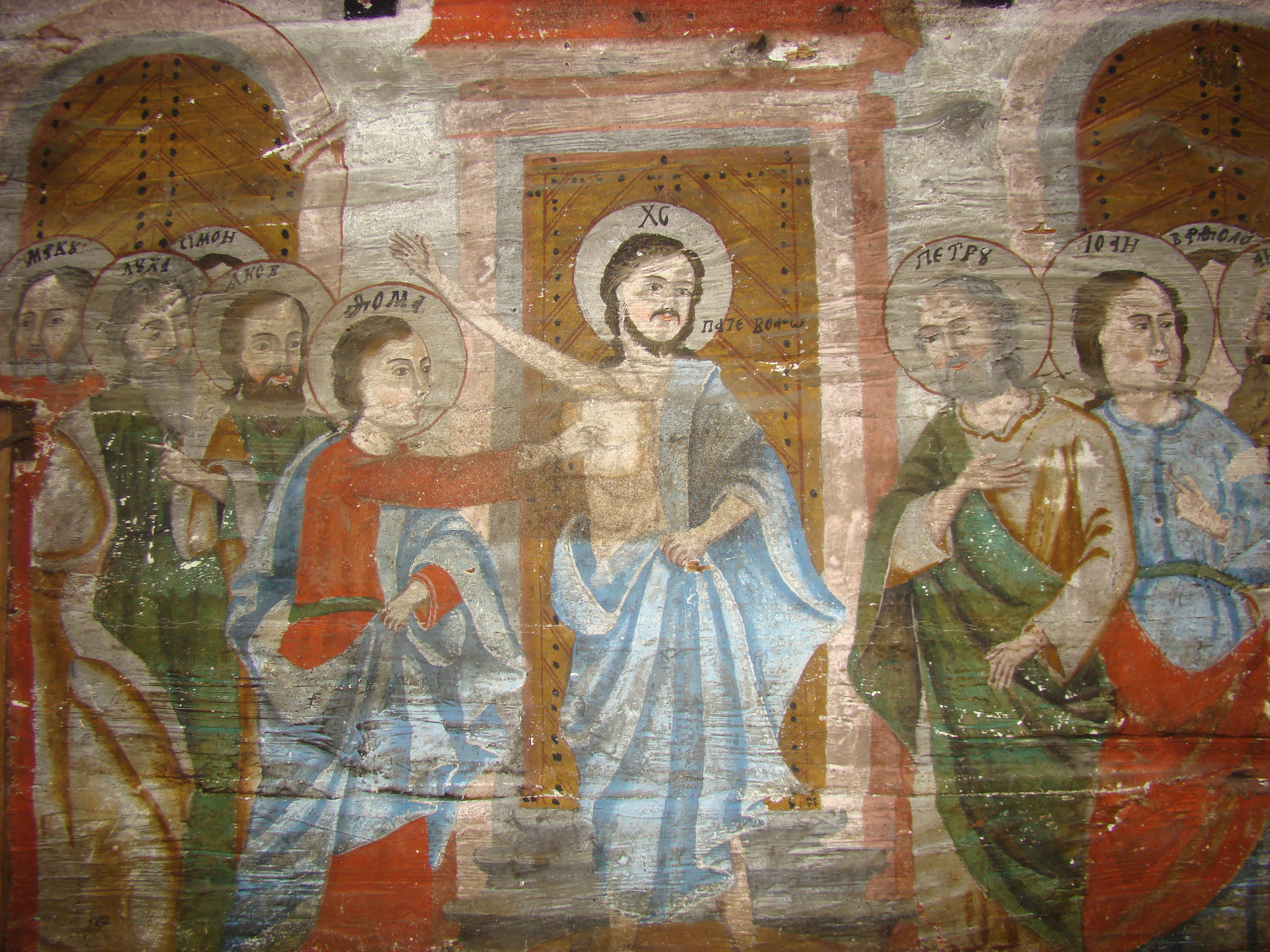
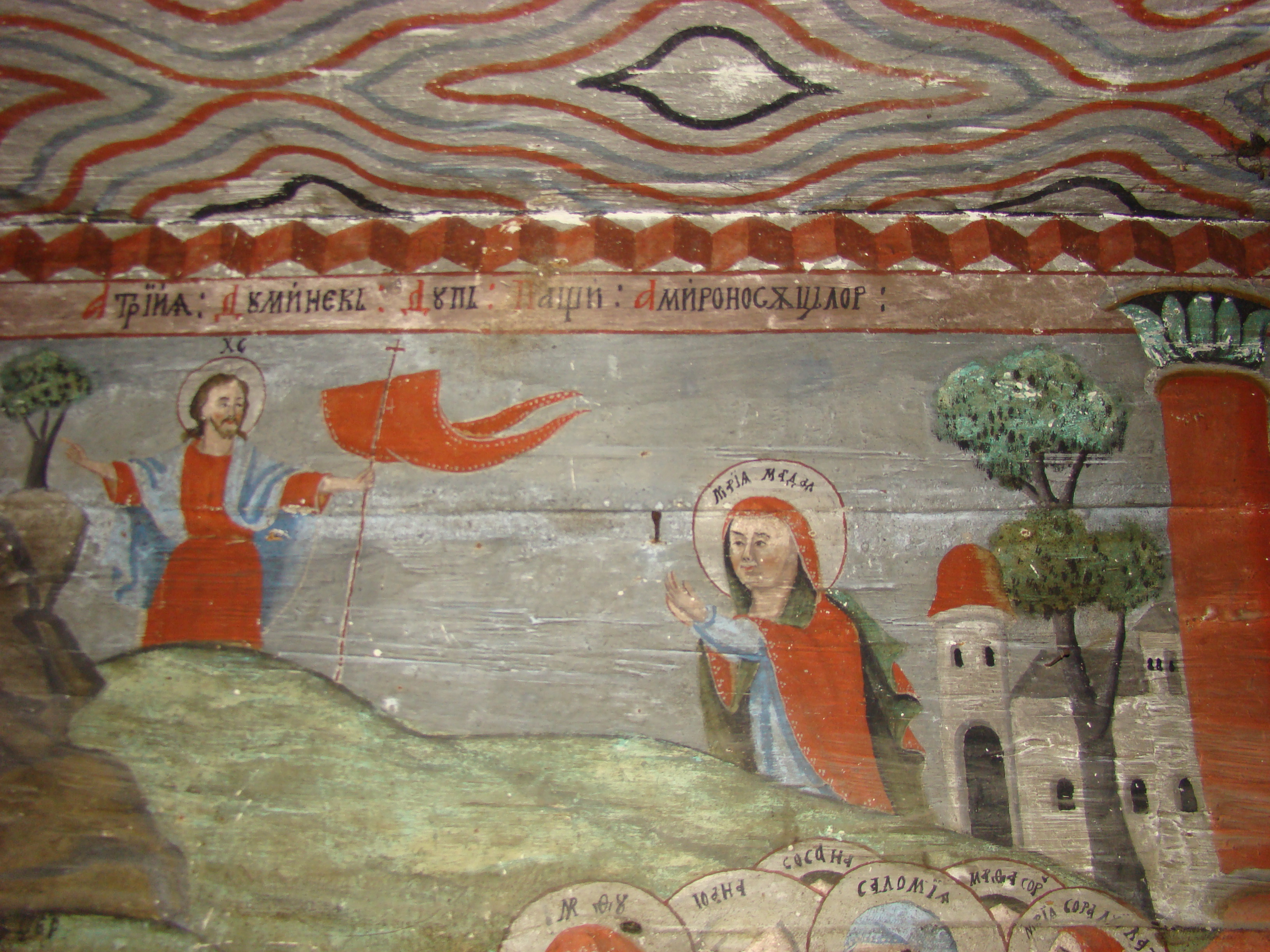
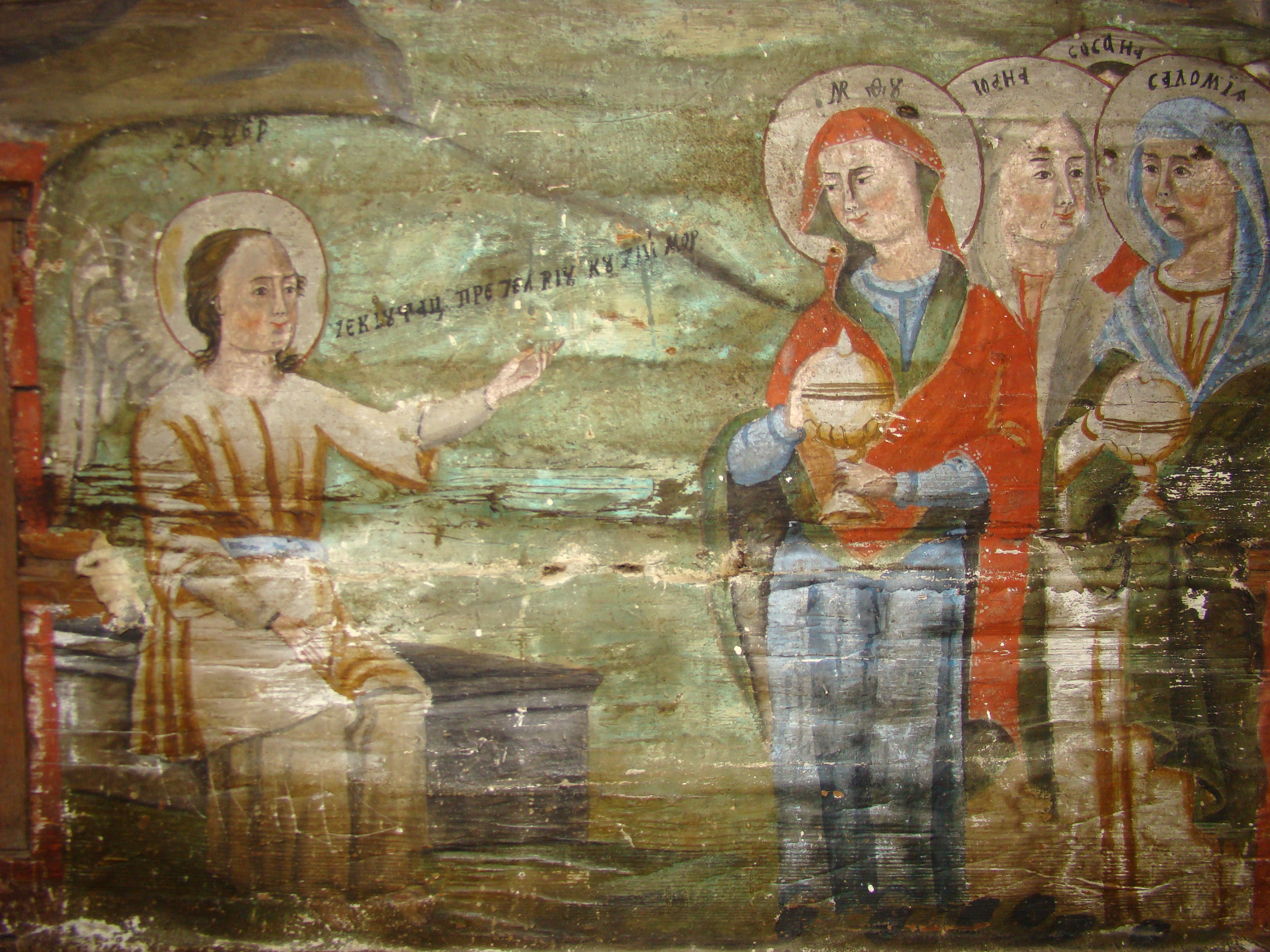
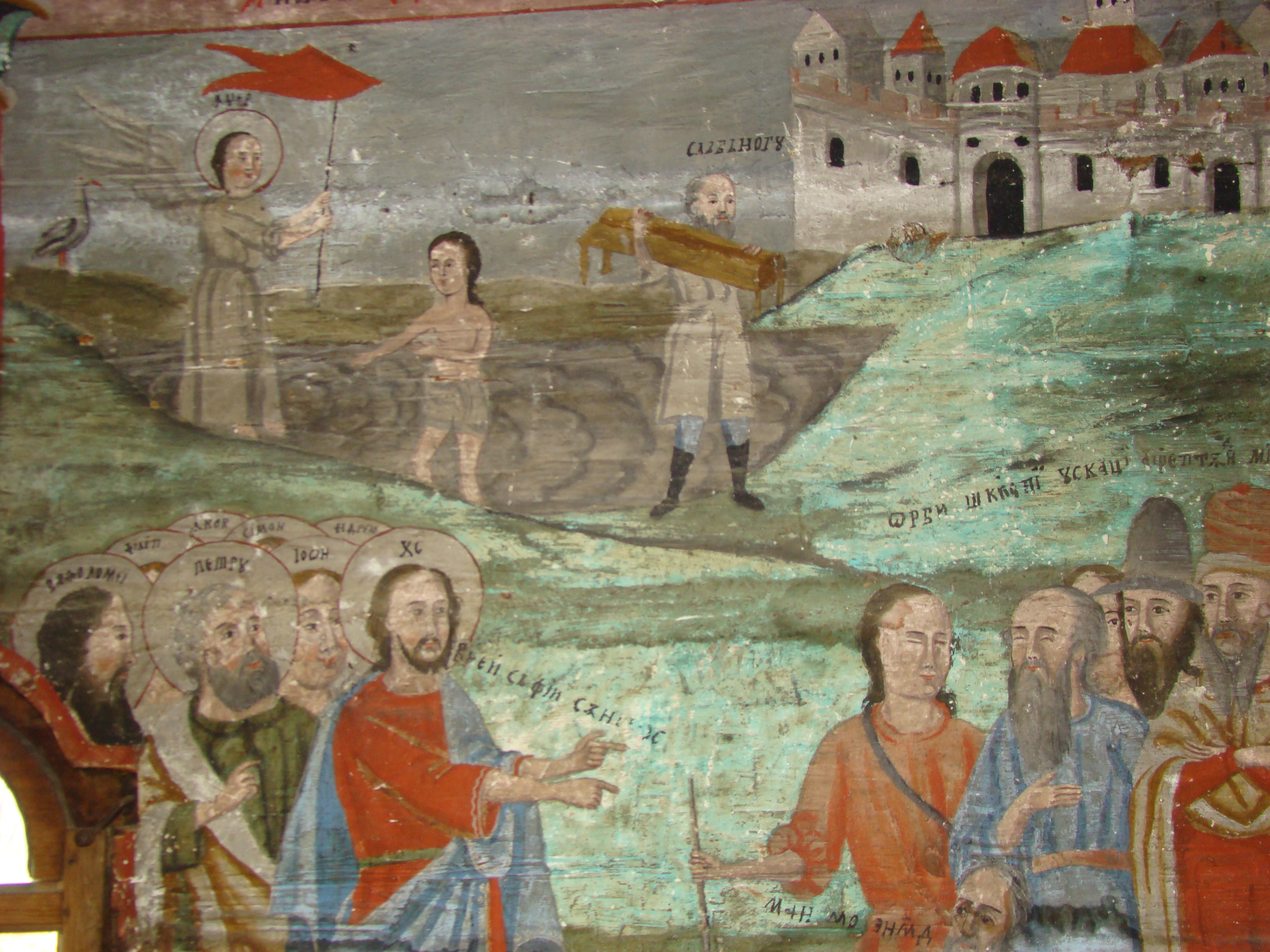
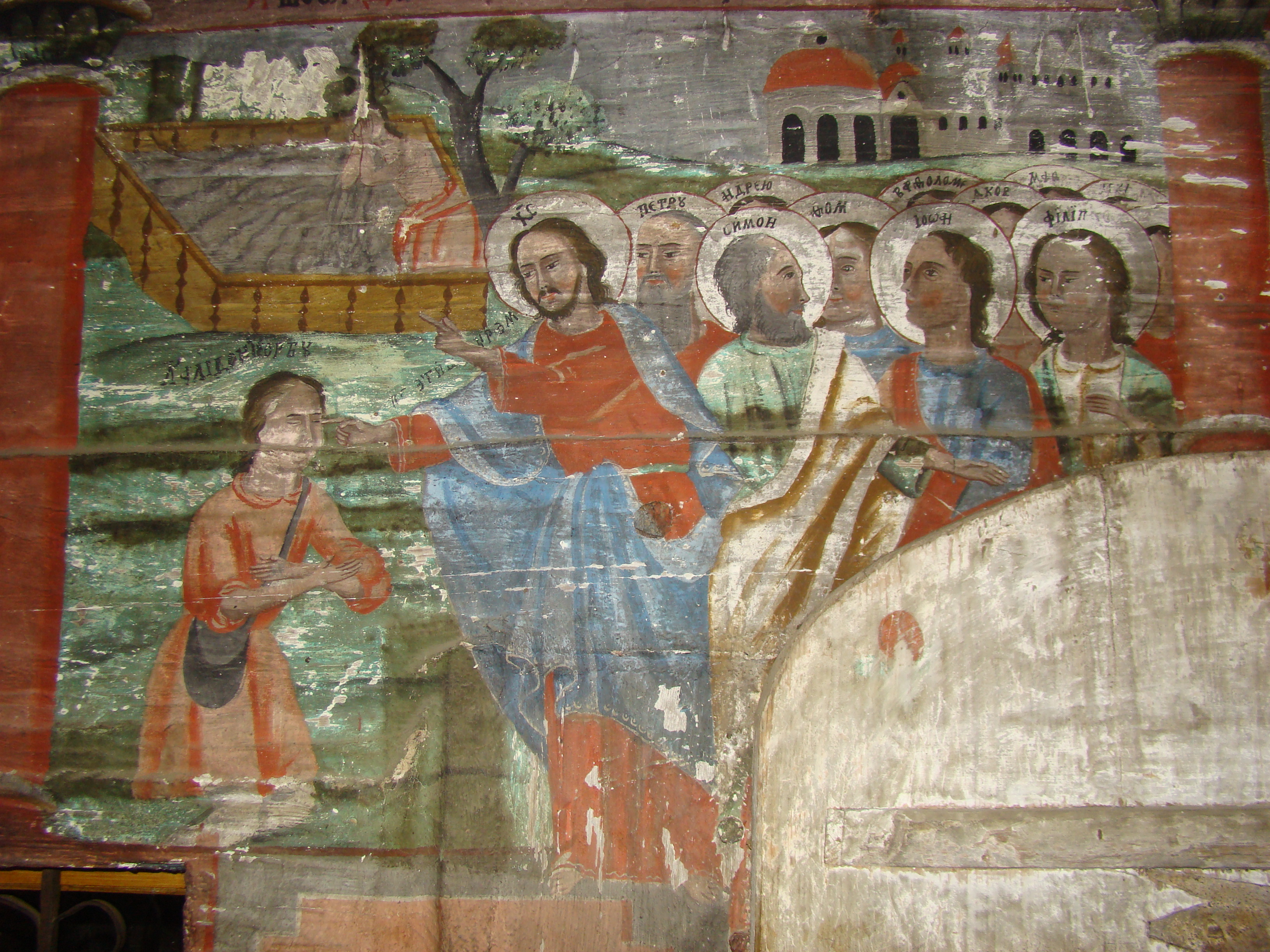
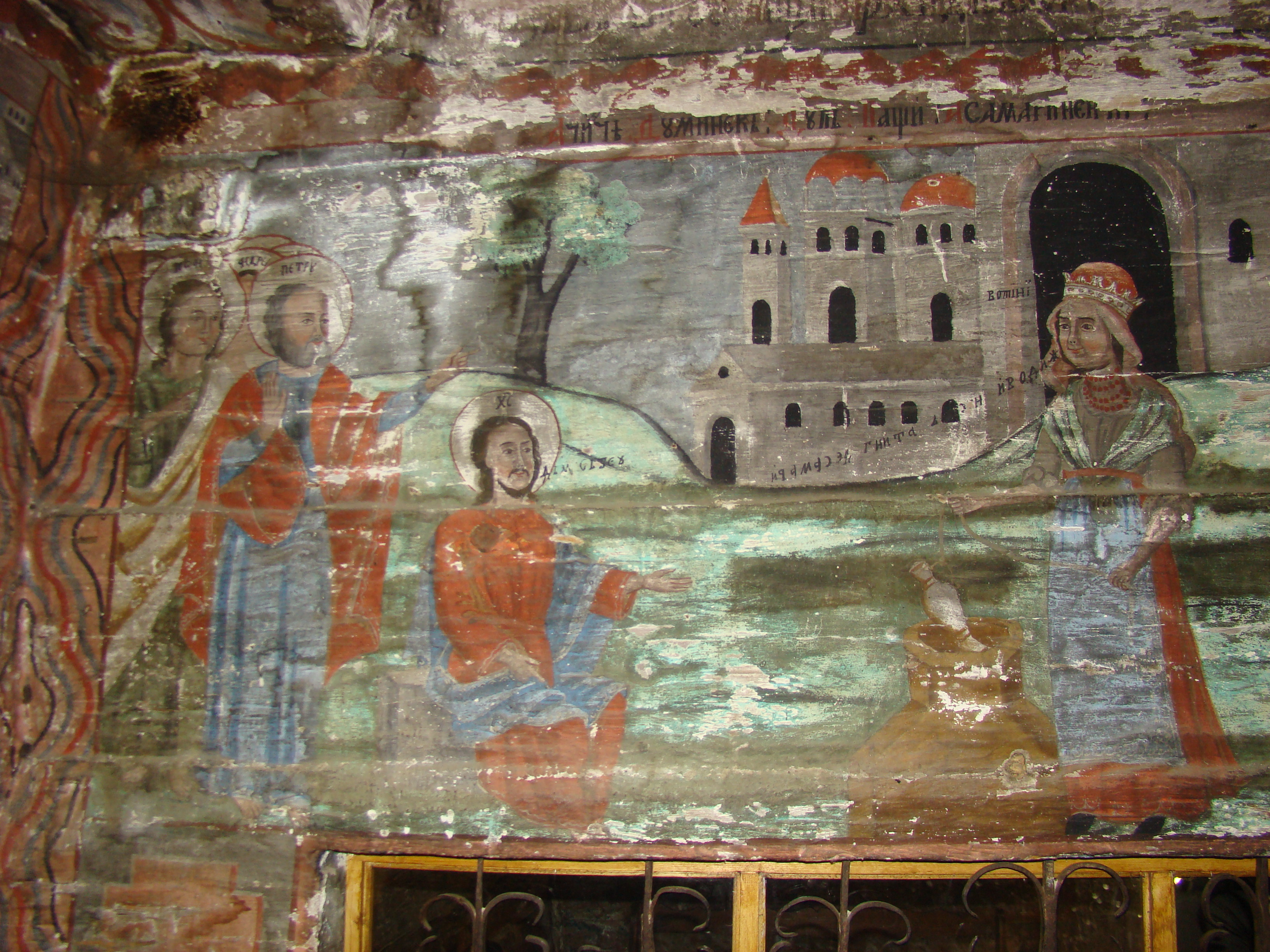
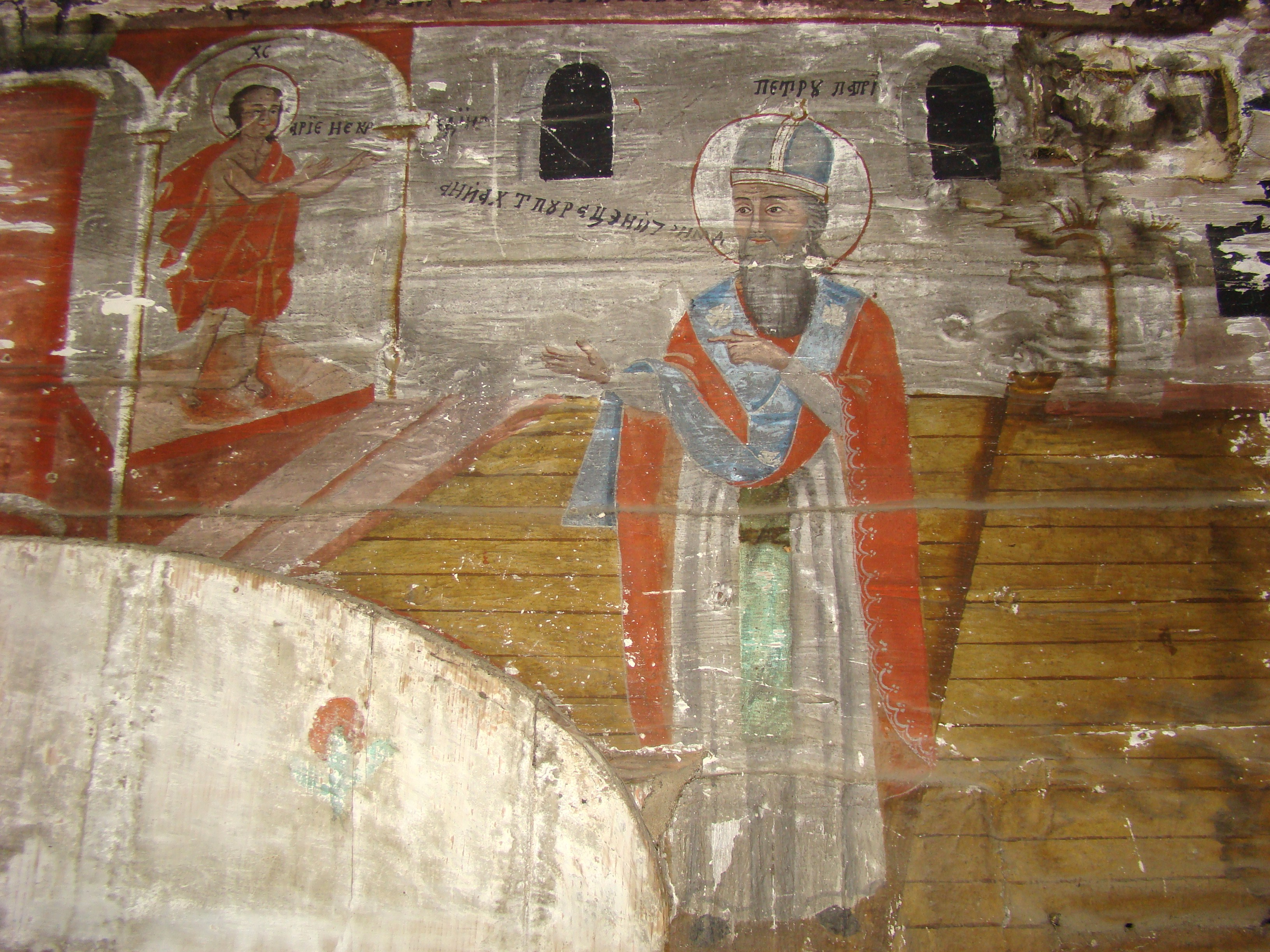
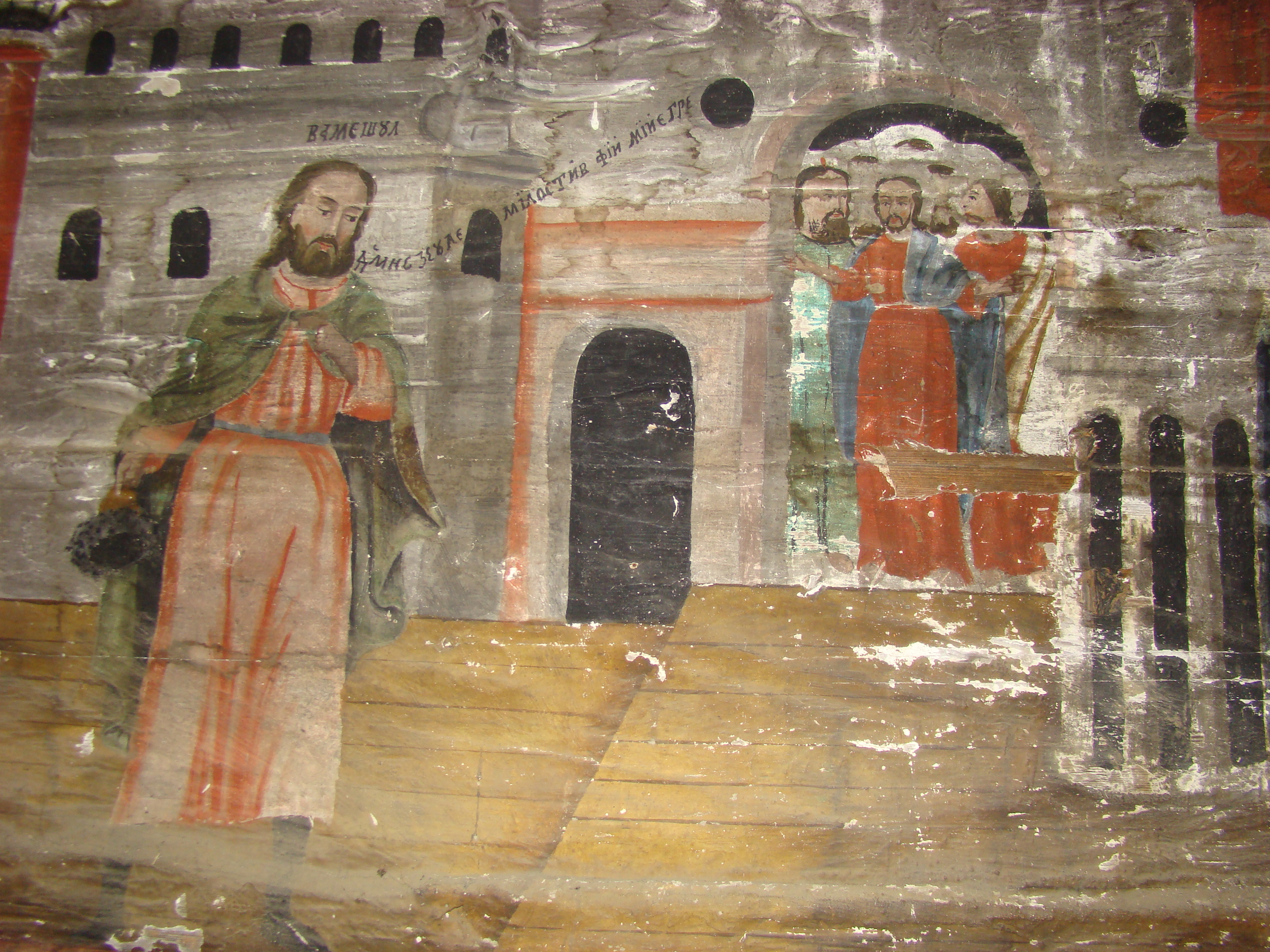
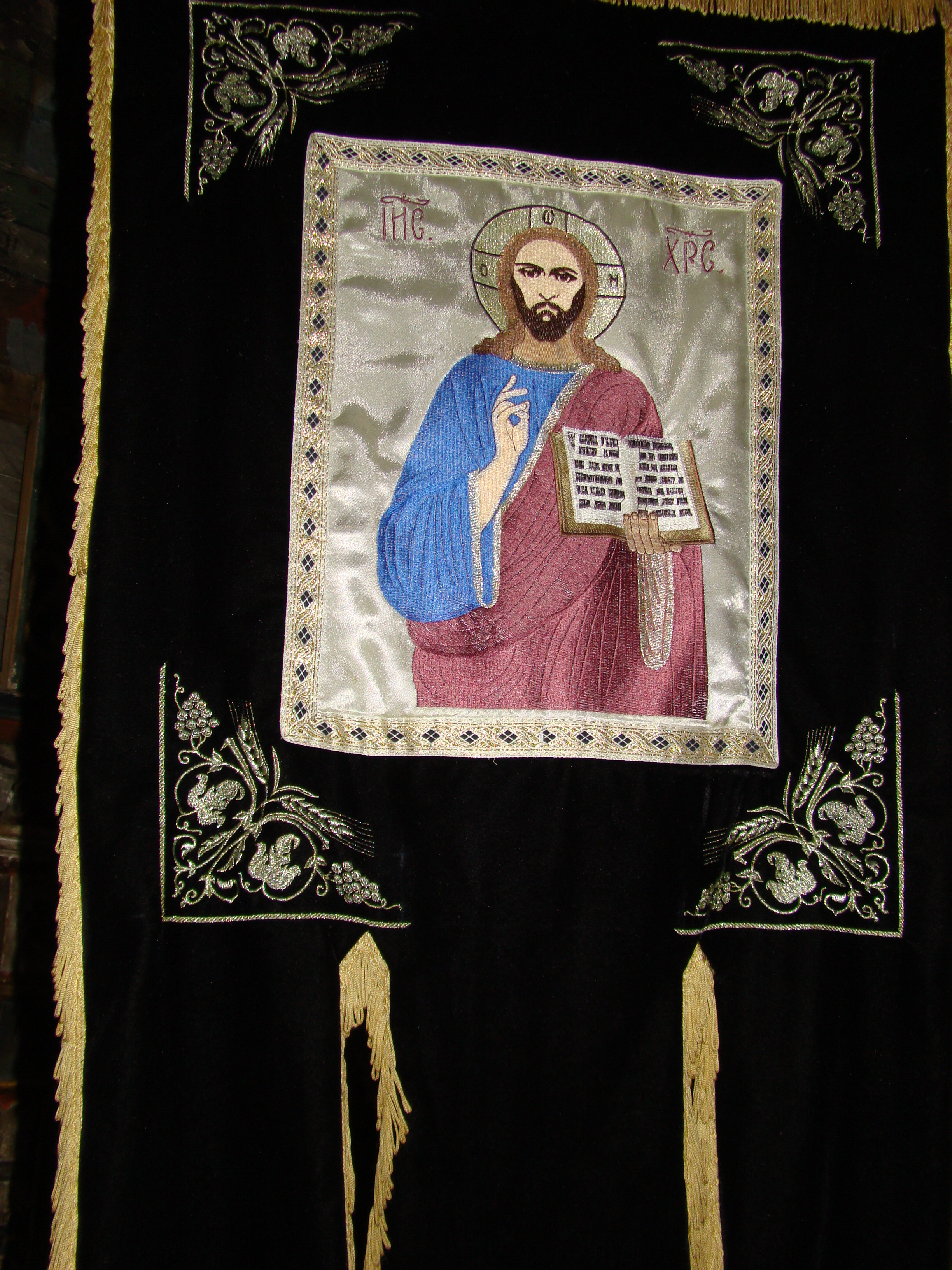
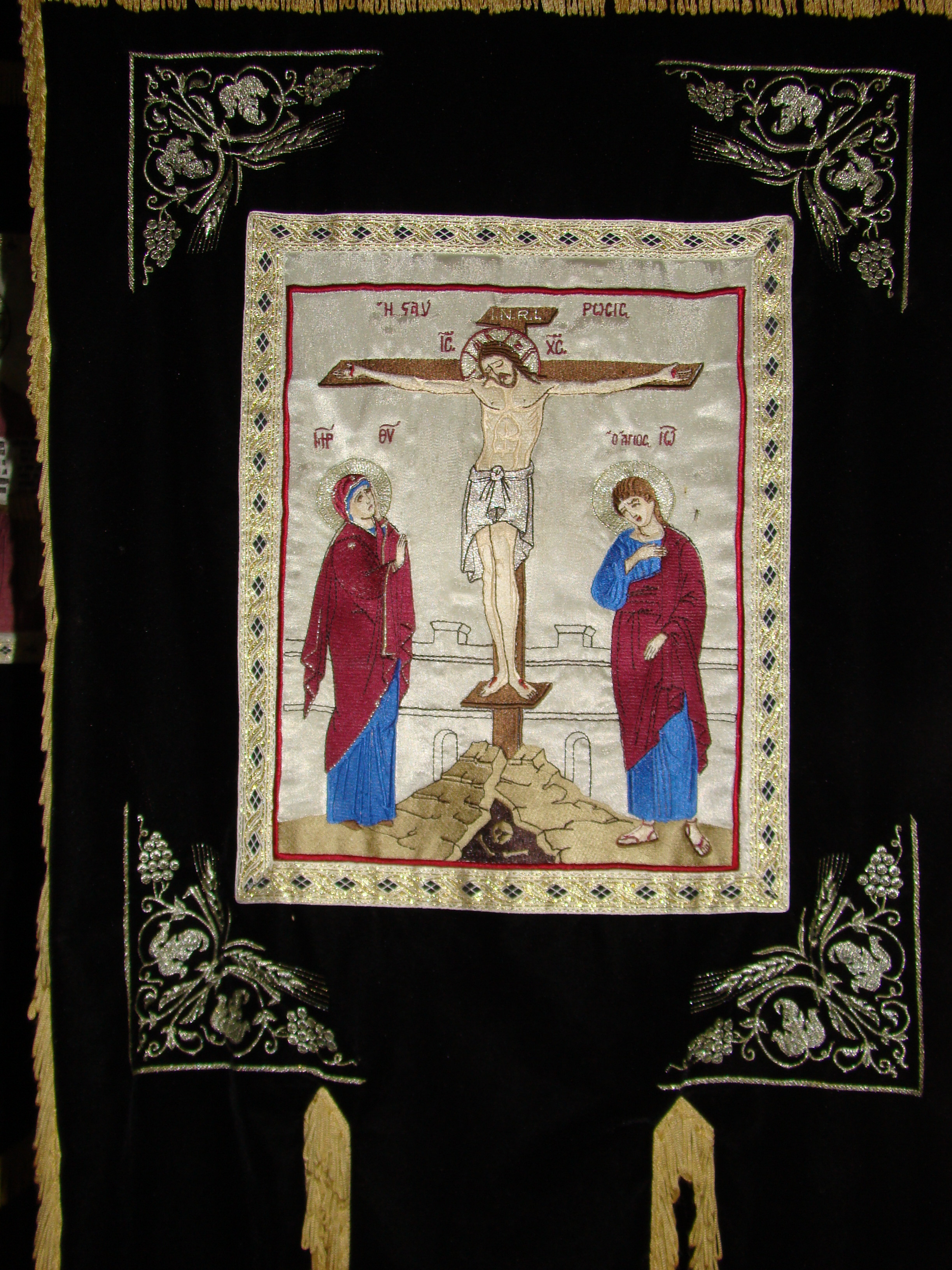
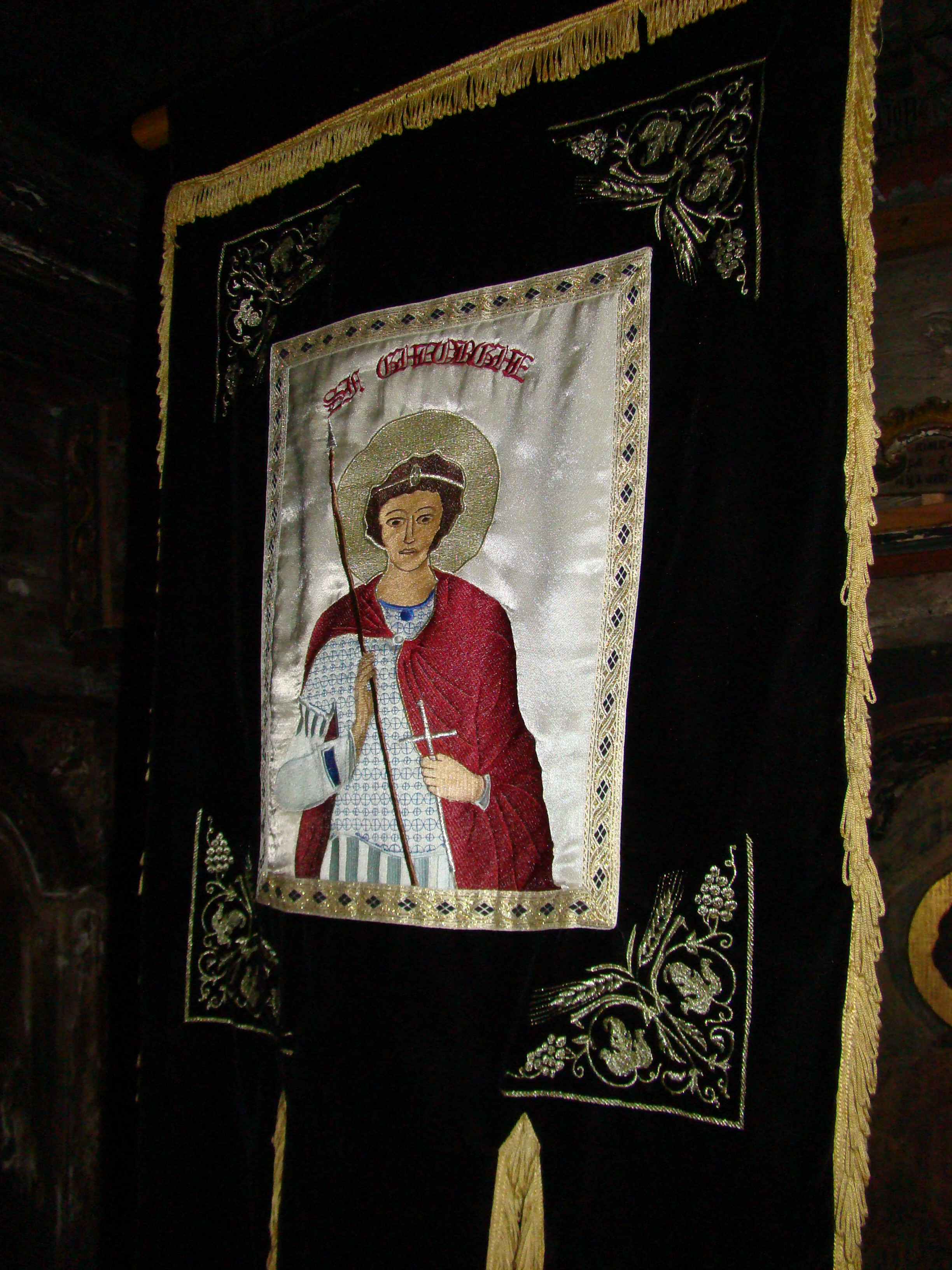
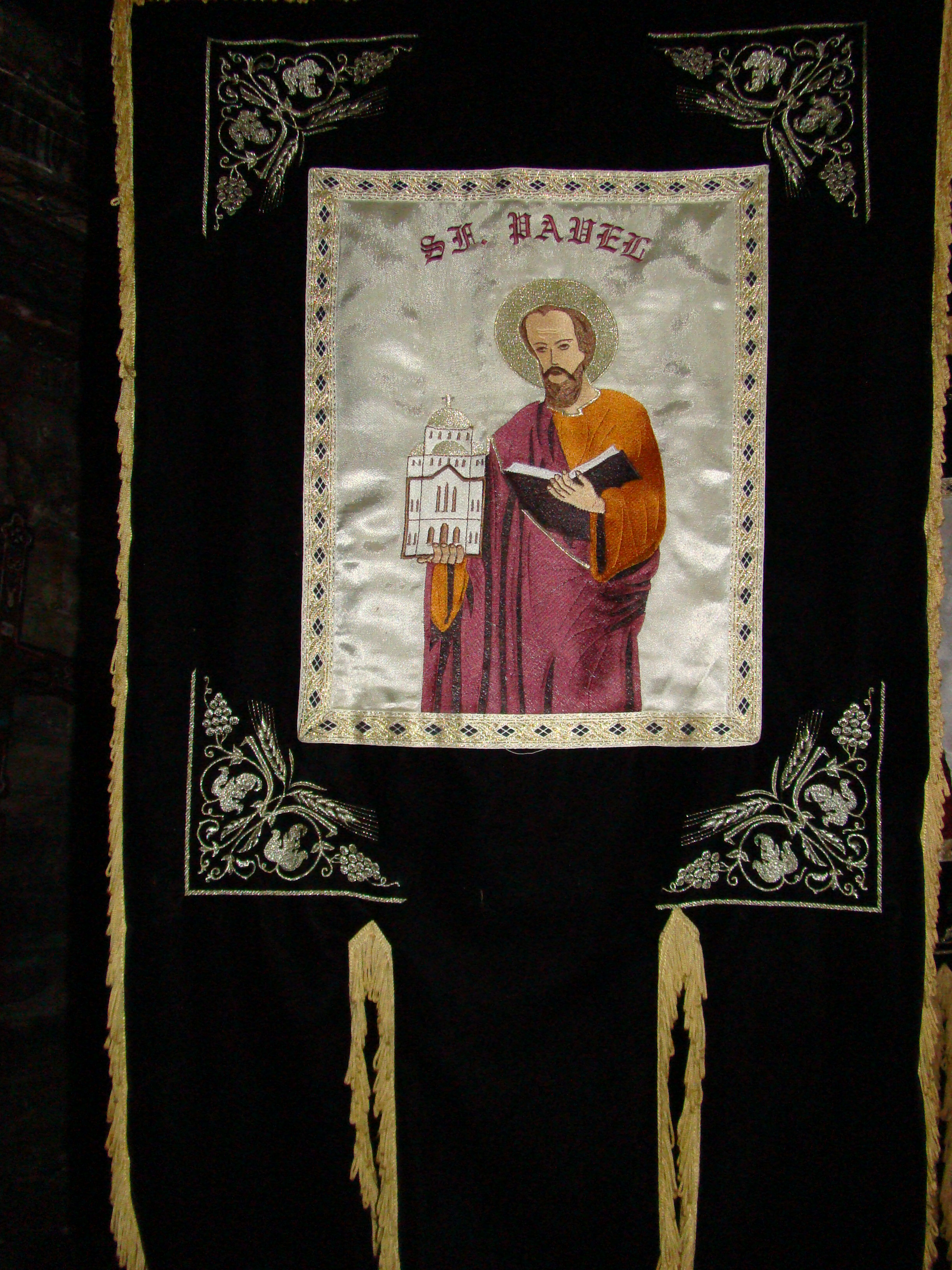

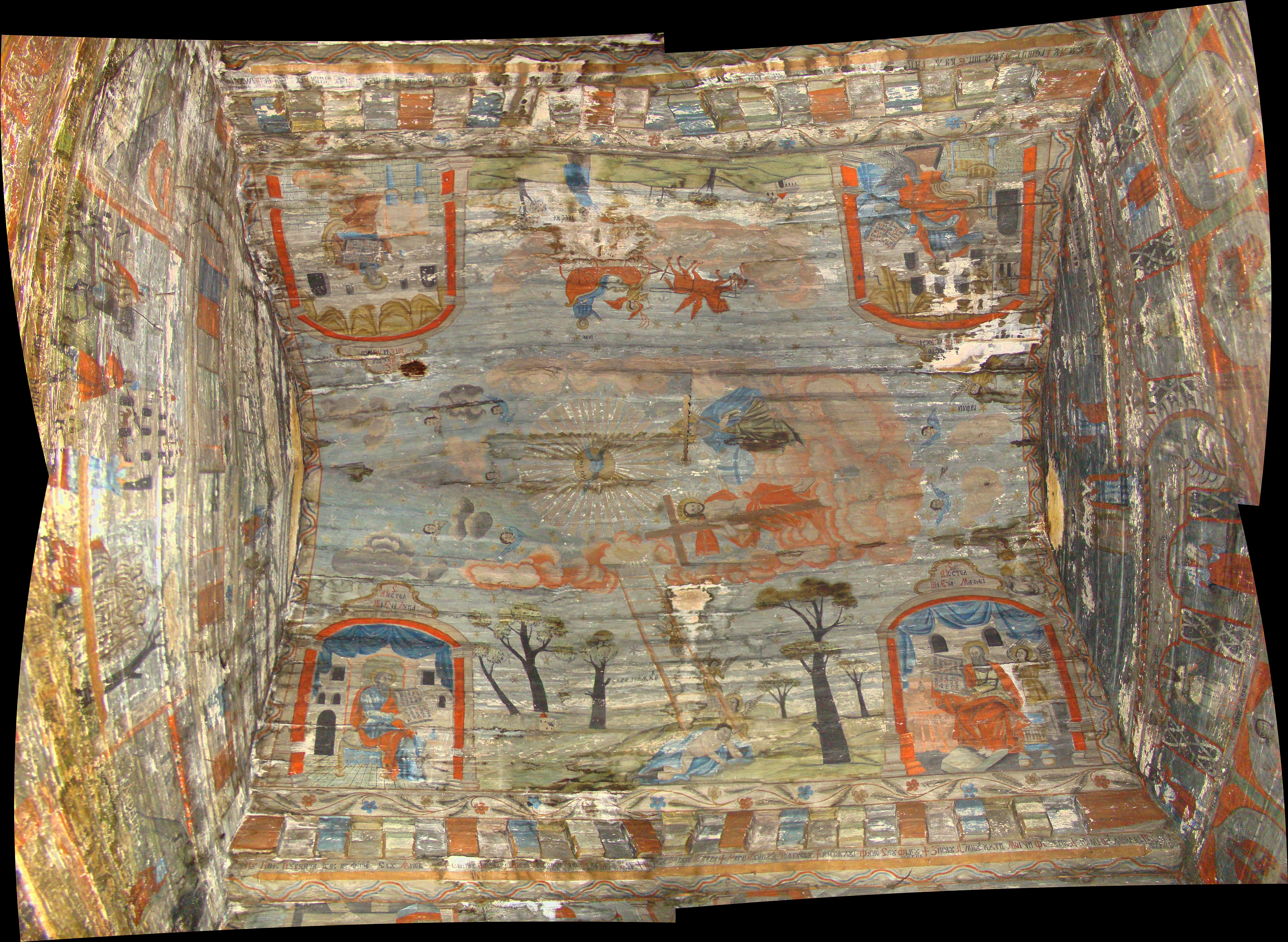
Imagine obţinută din îmbinarea a 7 imagini realizate de Țetcu Mircea Rareș

## Imagini din exterior

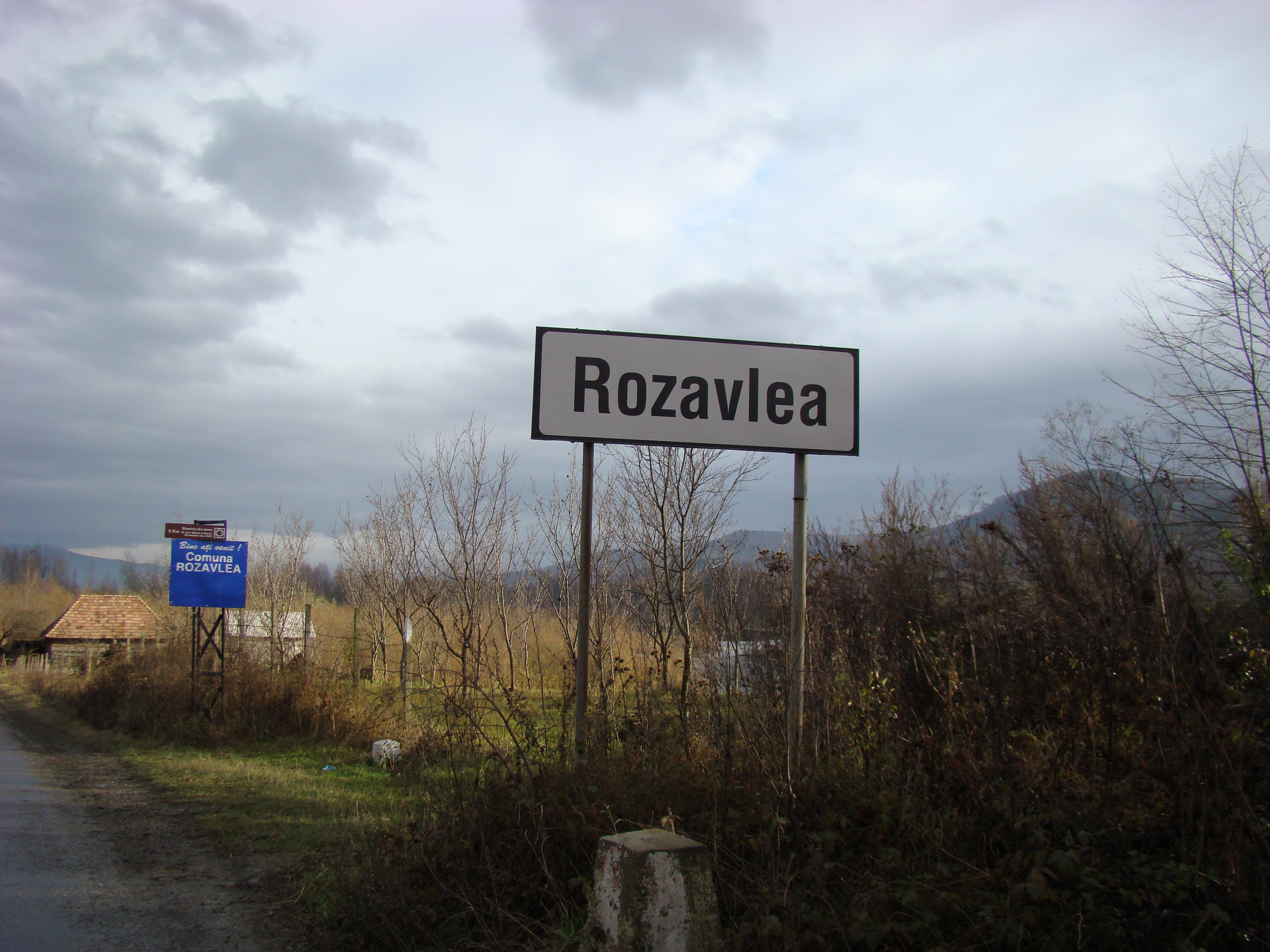
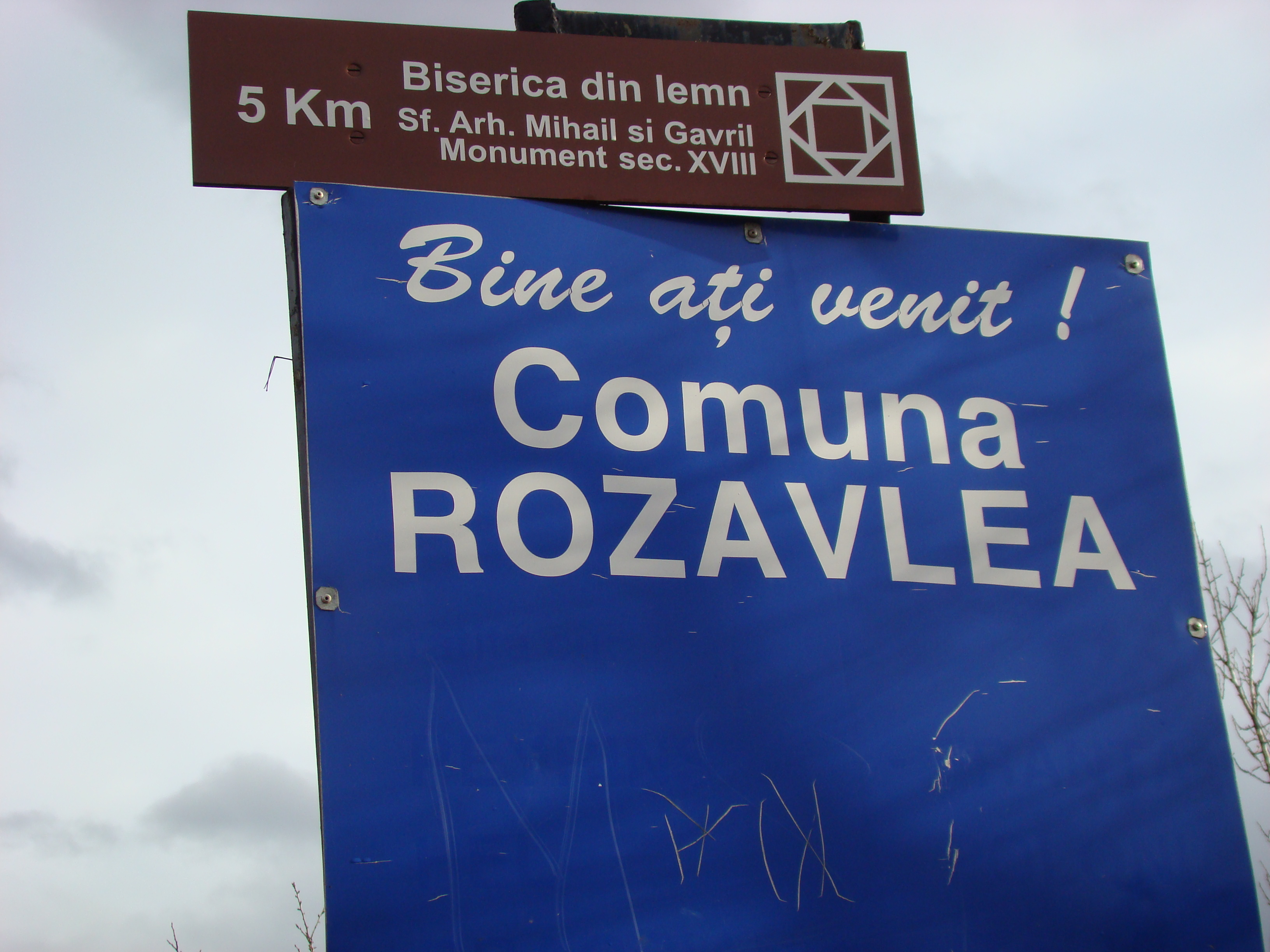
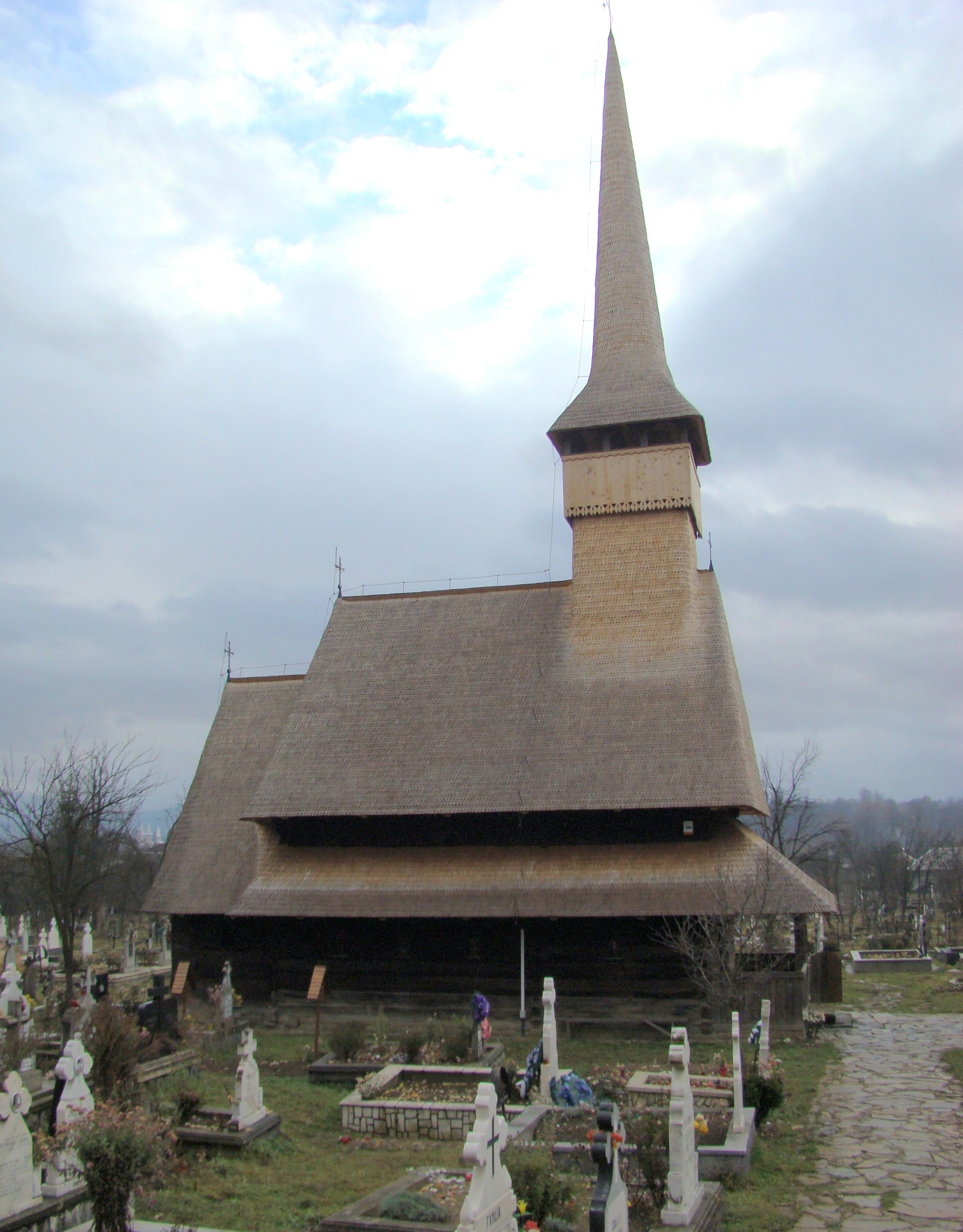
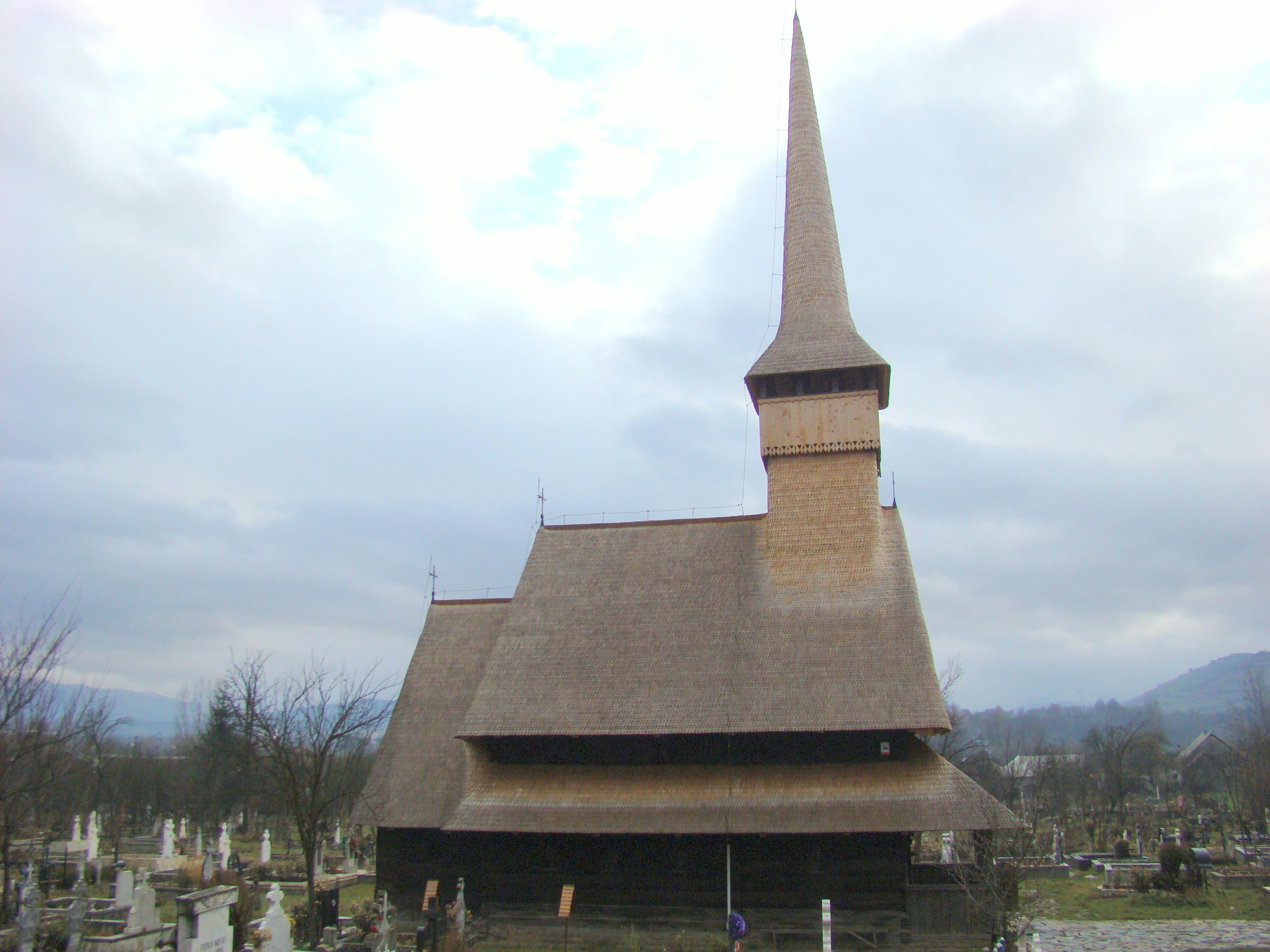
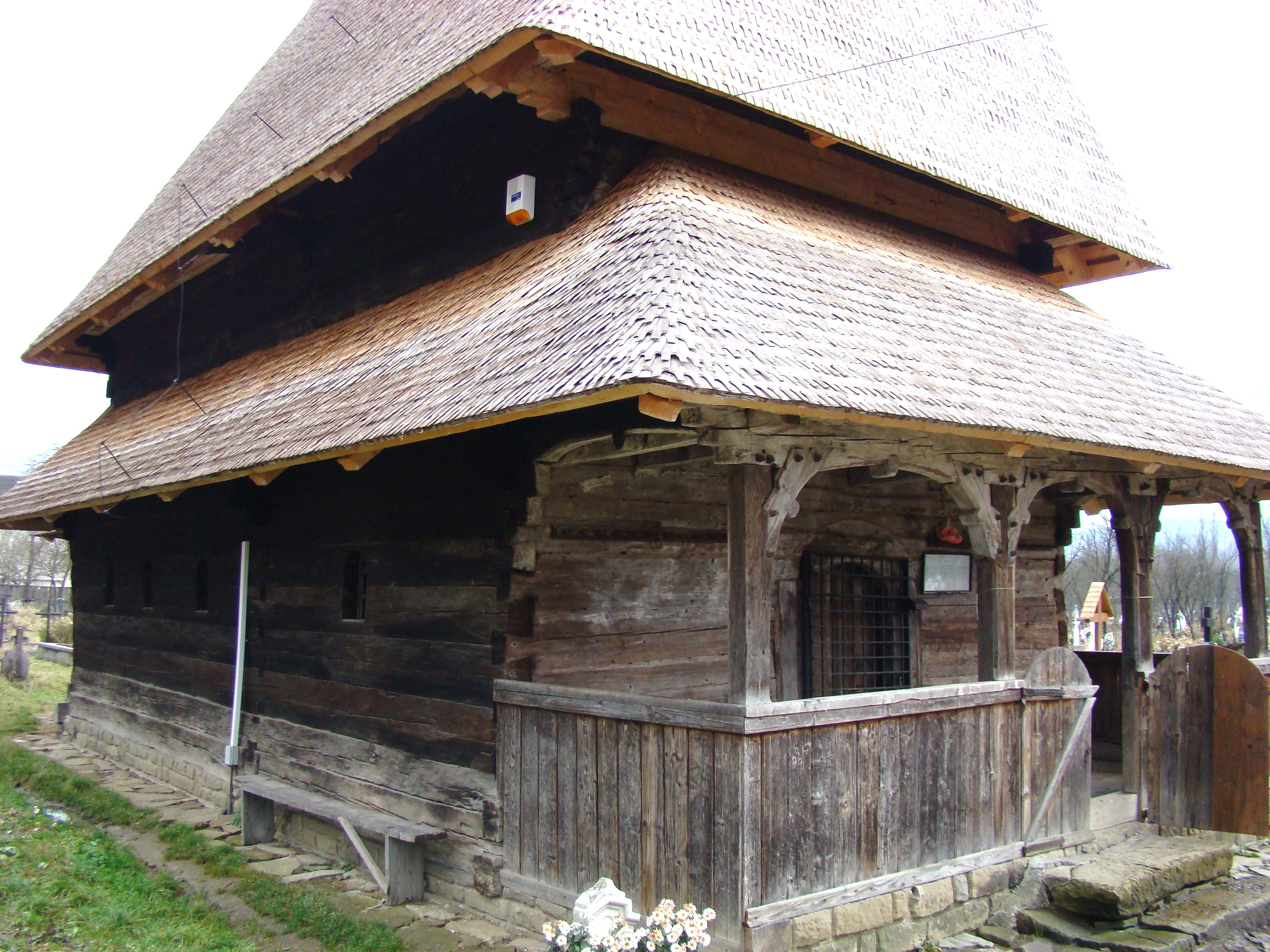
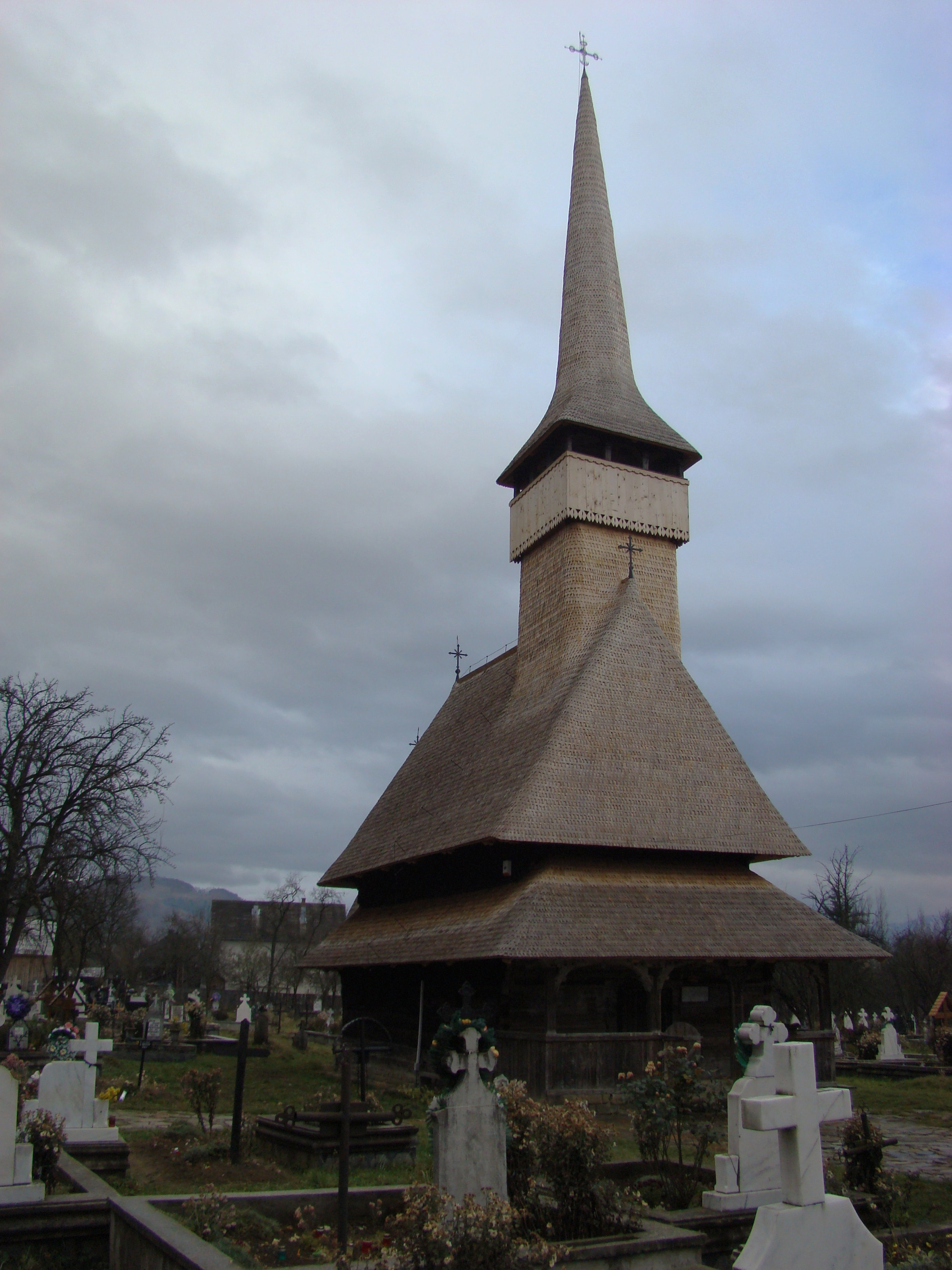
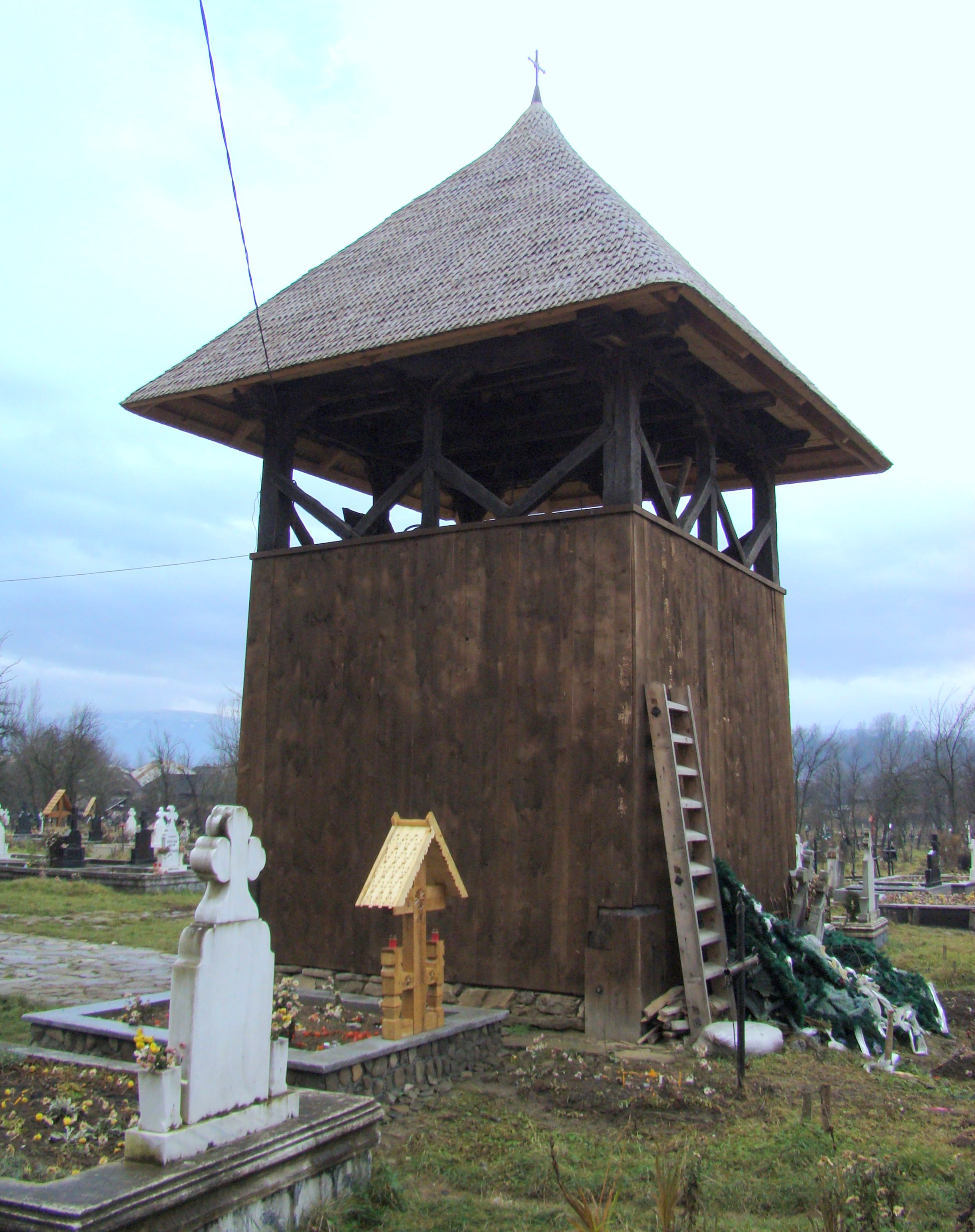
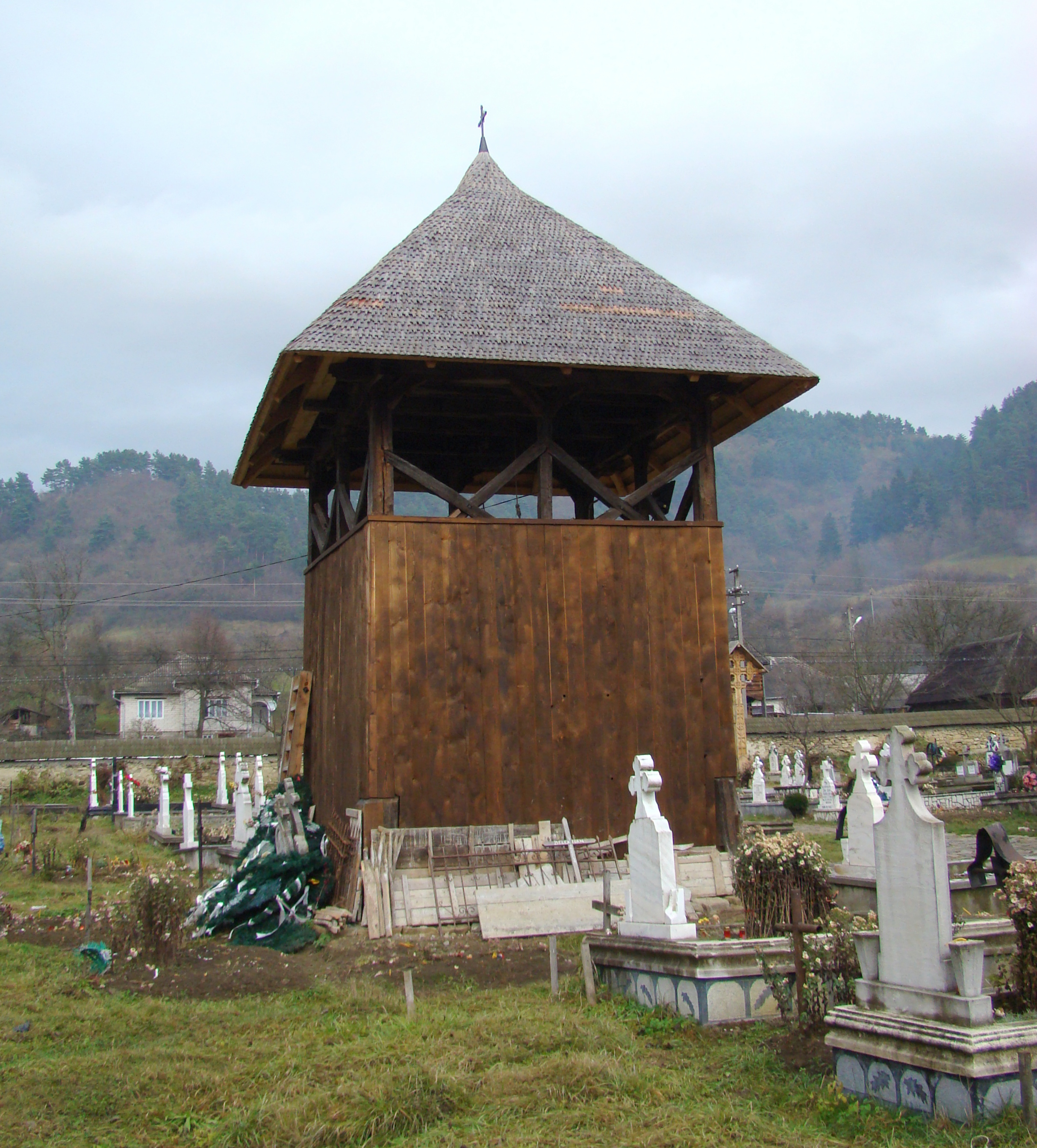
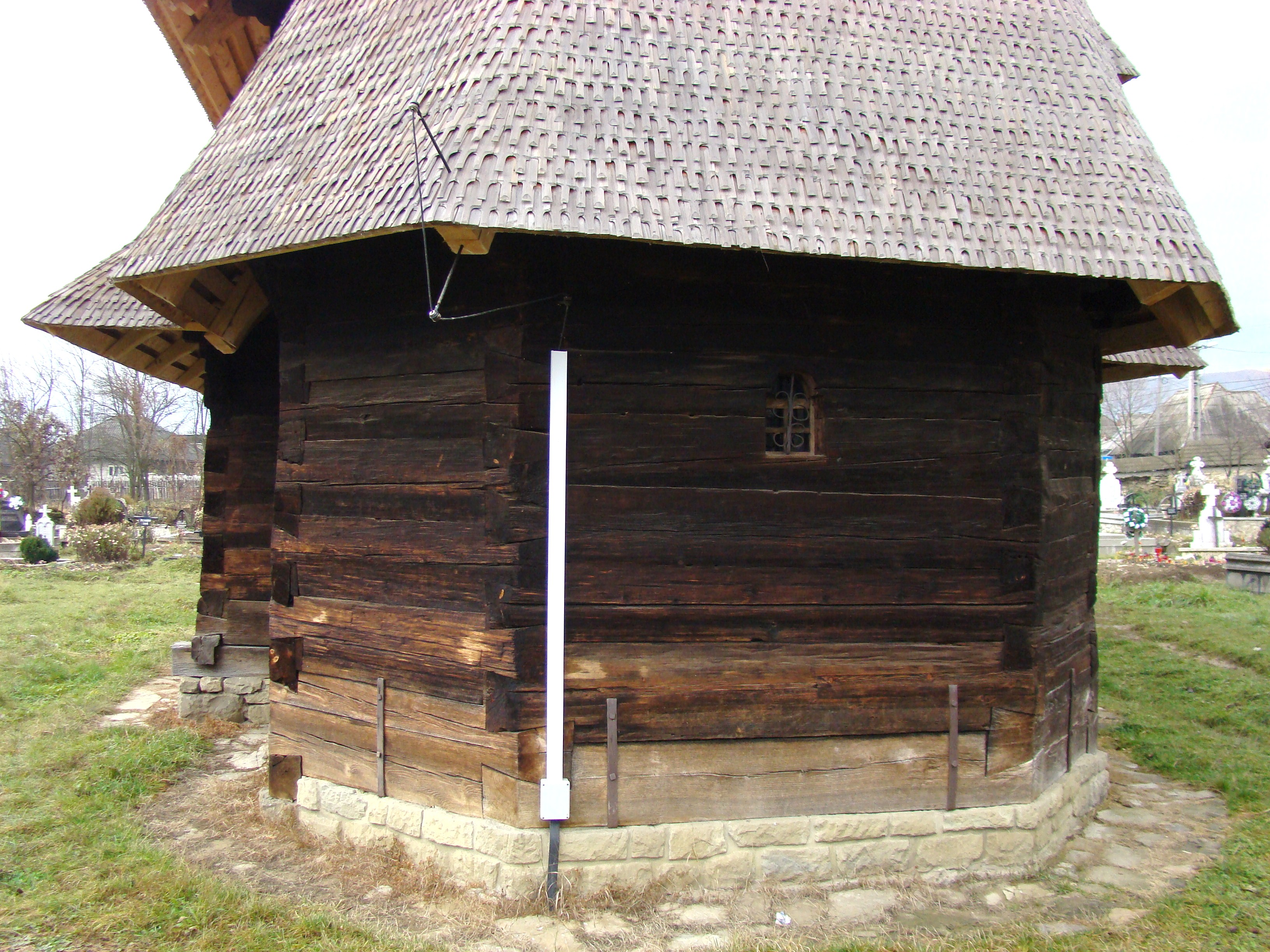
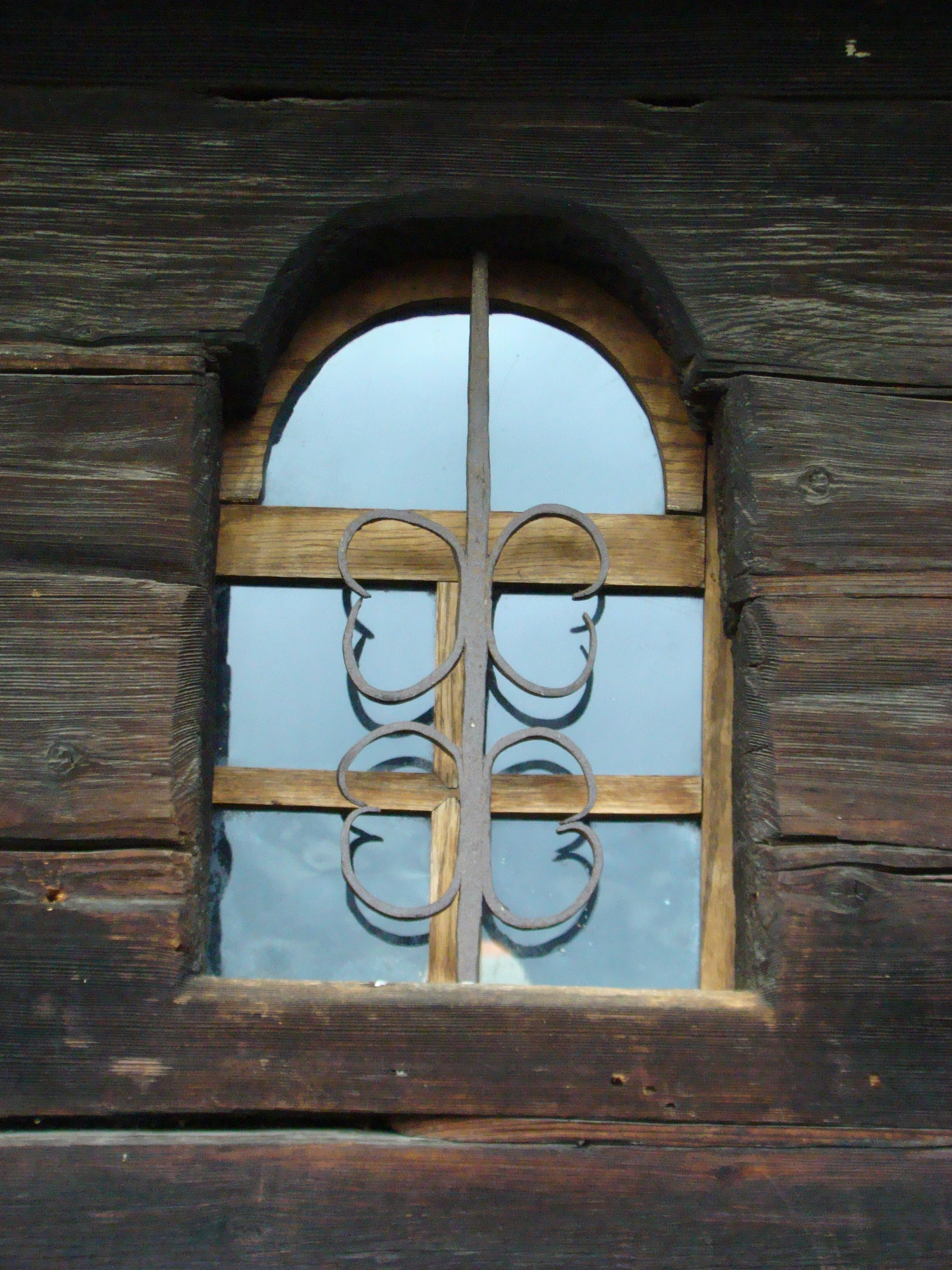
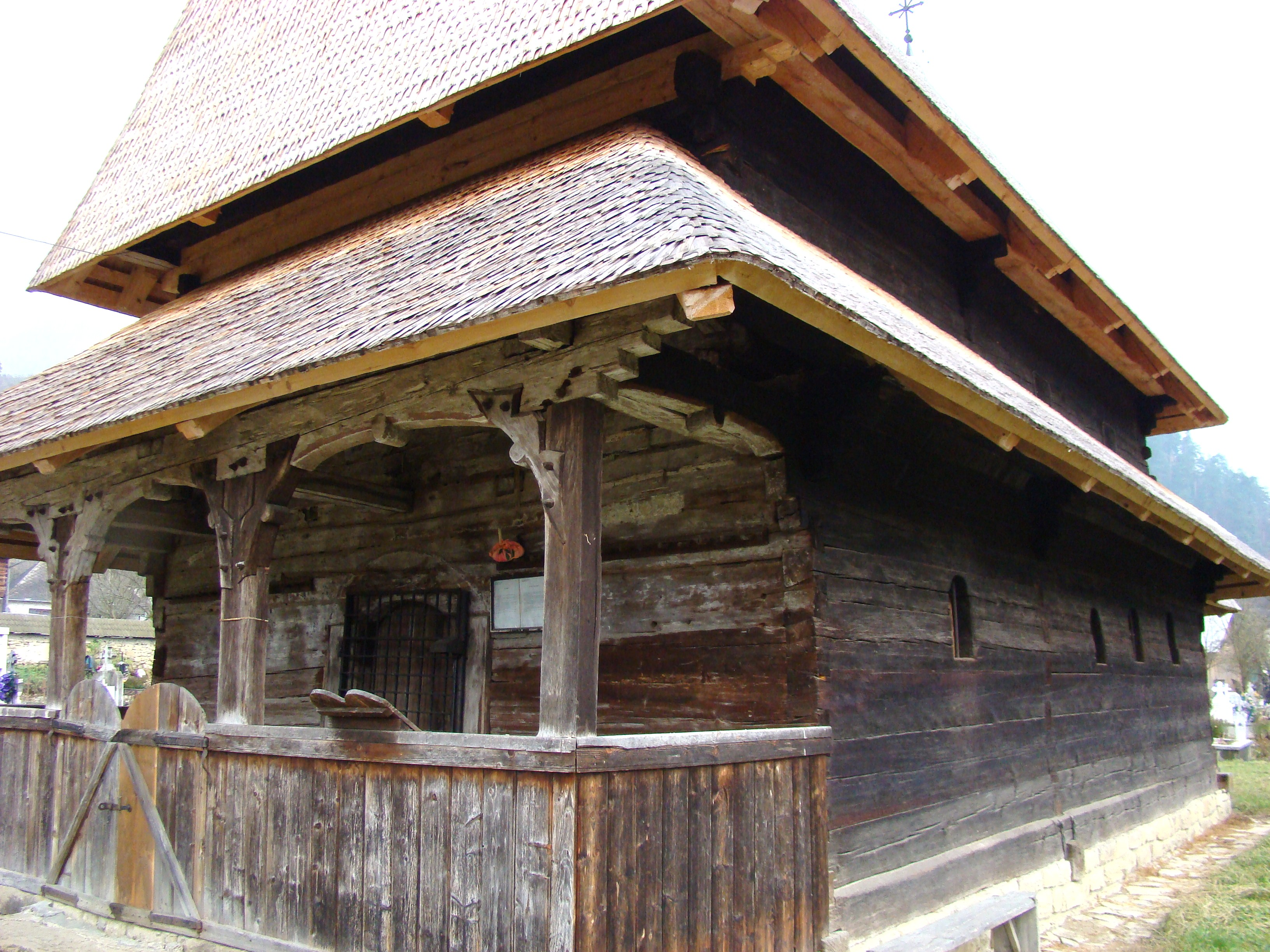
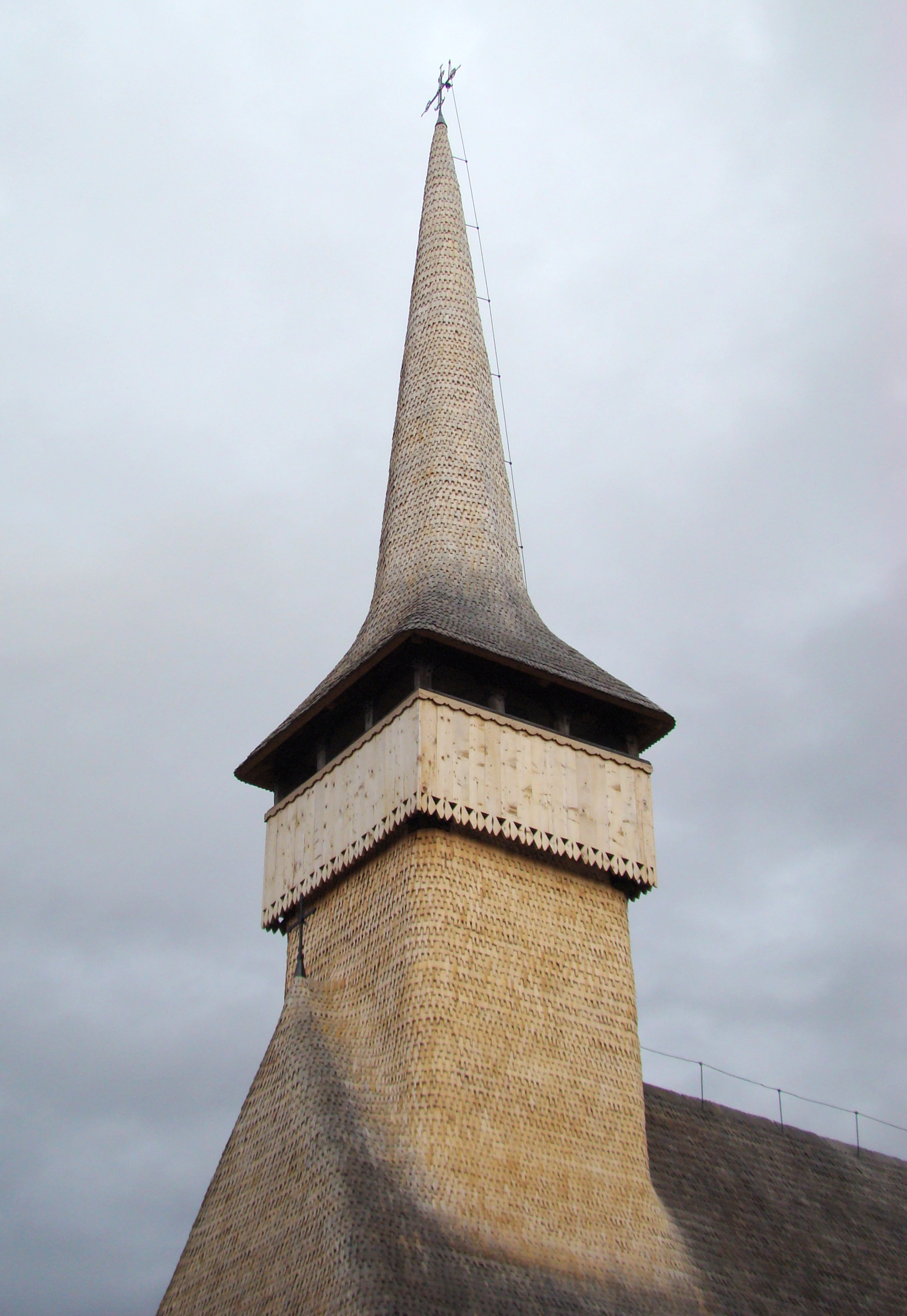
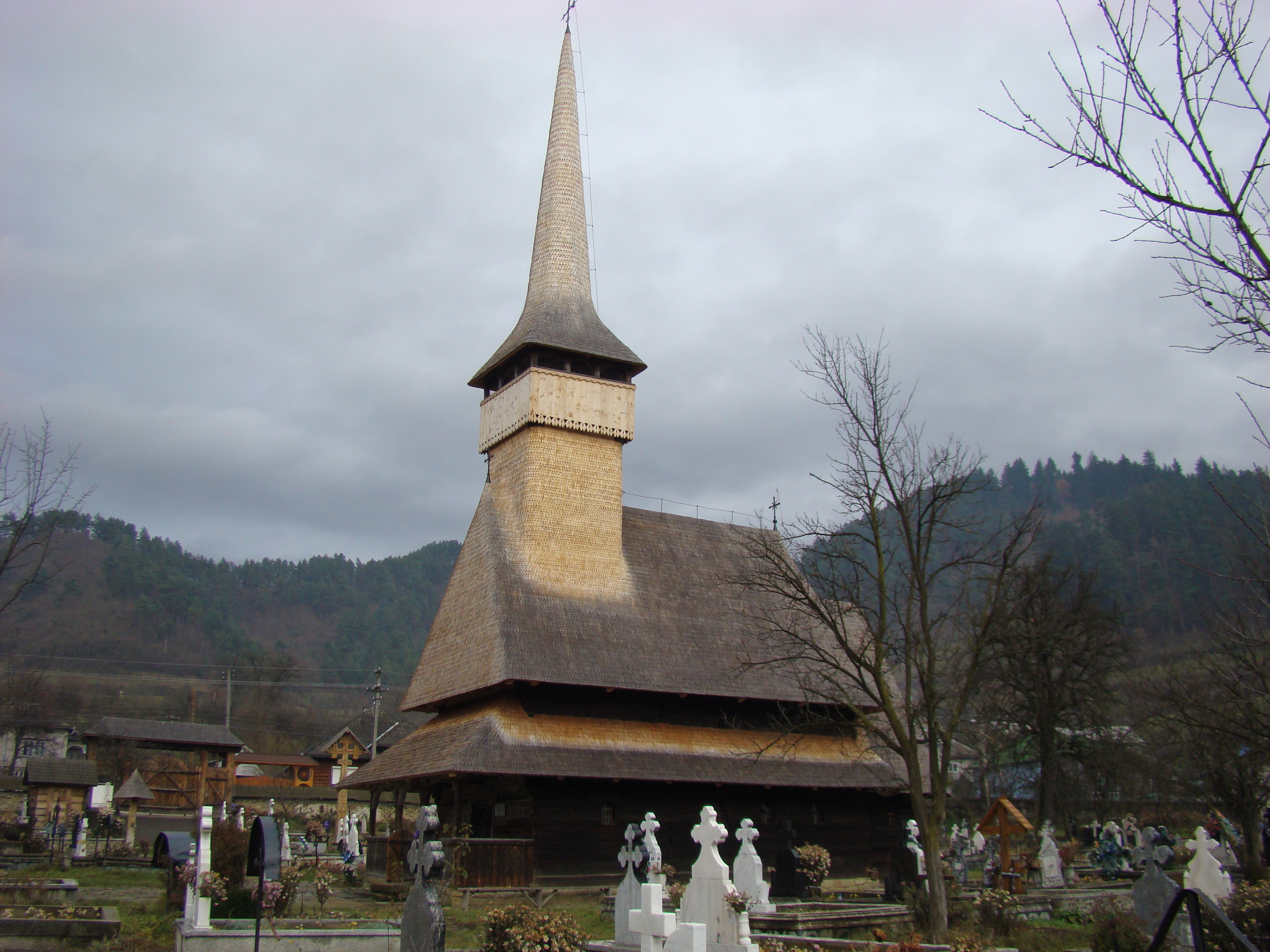
Biserica de lemn din Rozavlea, județul Maramureș - în timpul renovării din vara anului 2008